# Jagiellonia Białystok
Jagiellonia Białystok – polski klub piłkarski z siedzibą w Białymstoku, występujący w Ekstraklasie. Mistrz Polski w sezonie 2023/2024, srebrny (2017, 2018) i brązowy (2015, 2025) medalista mistrzostw Polski. Zdobywca Pucharu Polski i dwukrotnie Superpucharu Polski, 4-krotny mistrz Polski juniorów starszych oraz mistrz Polski juniorów młodszych. Najbardziej utytułowany klub piłkarski w północno-wschodniej Polsce. Zajmuje 15. miejsce w tabeli wszech czasów Ekstraklasy.
Siedziba klubu mieści się przy ul. Jurowieckiej 21, a ośrodek treningowy przy ul. Elewatorskiej 4 w Białymstoku.

## Sekcje
Jagiellonia Białystok od momentu powstania funkcjonowała jako klub wielosekcyjny, z wiodącymi sekcjami: piłki nożnej oraz lekkoatletyki. Inne sekcje sportowe działały w różnych okresach historii klubu, min. sekcja: bokserska, tenisa ziemnego, piłki ręcznej (hazeny), koszykówki, siatkówki, szachowa, kolarska, pływacka, szermierki, judo, łucznicza, brydża sportowego, futsalowa.

## Historia
Chronologia nazwy klubu
| 42 Pułk Piechoty     | 1920 – KSBZ 42 pp (Klub Sportowy Batalionu Zapasowego 42 Pułku Piechoty)                                               |
| 42 Pułk Piechoty     | 1921 – KS 42 pp (Klub Sportowy 42 Pułku Piechoty)                                                                      |
| 42 Pułk Piechoty     | 1923 – WKS 42 pp (Wojskowy Klub Sportowy 42 Pułku Piechoty)                                                            |
| Jagiellonia          | 1932 – BKS Jagiellonia Białystok (Białostocki Klub Sportowy)                                                           |
| Jagiellonia          | 1935 – WKS Jagiellonia Białystok (Wojskowy Klub Sportowy)                                                              |
| Jagiellonia          | 1945 – BKS Jagiellonia Białystok (Białostocki Klub Sportowy)                                                           |
| Okres po rozwiązaniu | 1946 – PKS Motor Białystok                                                                                             |
| Okres po rozwiązaniu | 1948 – Klub Sportowy Białystok Wici                                                                                    |
| Okres po rozwiązaniu | 1949 – KS Związkowiec Białystok                                                                                        |
| Budowlani            | 1951 – ZS Budowlani Białystok (Zrzeszenie Sportowe), zał.1948                                                          |
| Jagiellonia          | 1955 – Jagiellonia Białystok Budowlani (nieoficjalnie)                                                                 |
| Jagiellonia          | 1957 – Jagiellonia Białystok Budowlani (oficjalnie)                                                                    |
| Jagiellonia          | 1973 – Jagiellonia Białystok MKSB (Międzyzakładowy Klub Sportowy Budowlanych)                                          |
| Jagiellonia          | 1999 – Jagiellonia Białystok-Wersal Podlaski                                                                           |
| Jagiellonia          | 2003 – Jagiellonia Białystok SSA (Sportowa Spółka Akcyjna) potocznie używany jest skrót BKS (Białostocki Klub Sportowy |

### Powstanie klubu

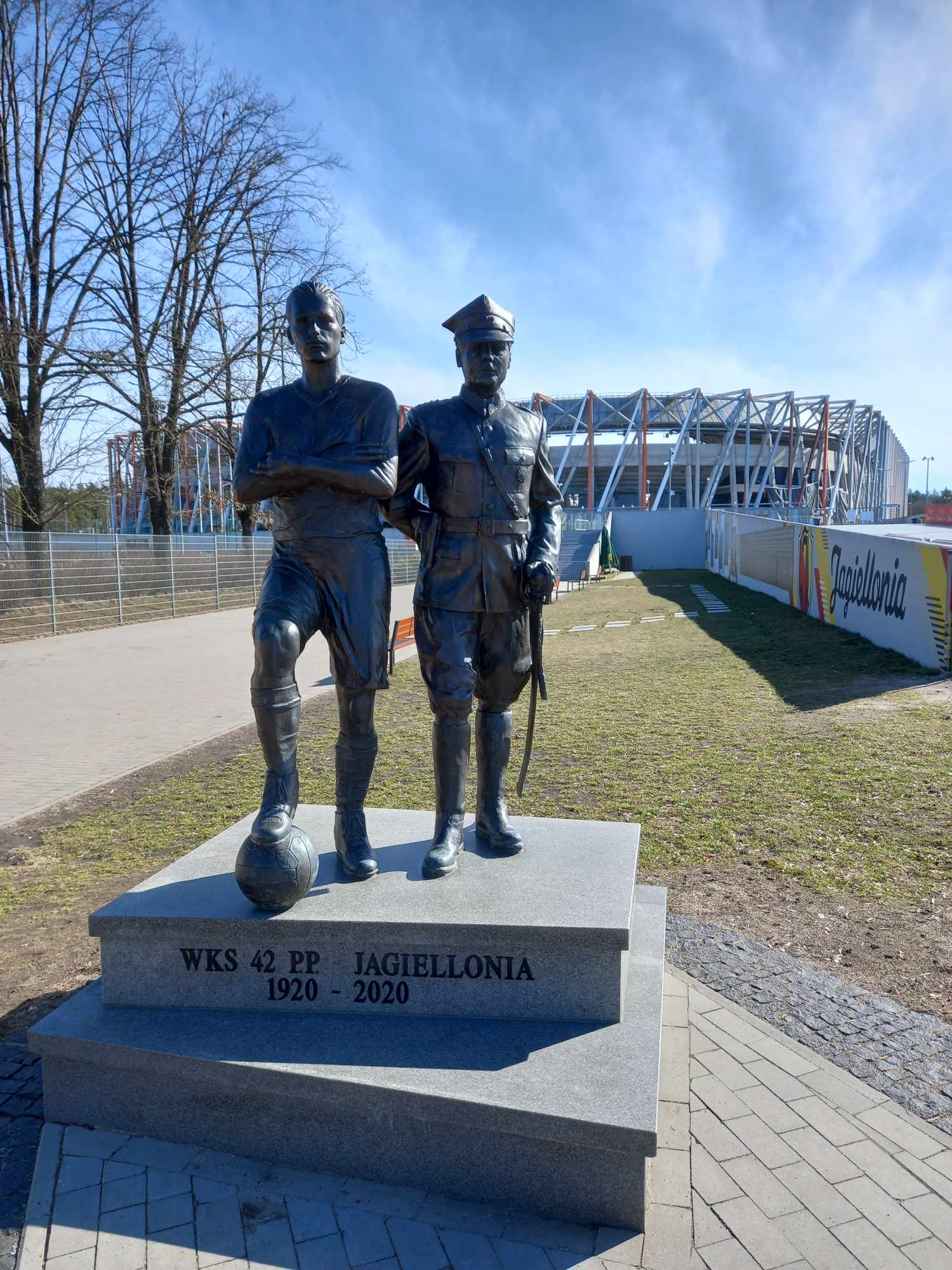
Pomnik Jagiellonii przed stadionem w Białymstoku

Dzięki badaniom, których autorami są historycy Jerzy Górko i Jarosław Dunda na podstawie dokumentów przyjęto za datę powstania Jagiellonii dzień 30 maja 1920. Wówczas to żołnierze batalionu zapasowego 42 pułku piechoty powołali do życia Klub Sportowy Batalionu Zapasowego 42 Pułku Piechoty. Swój pierwszy oficjalny mecz „wojskowi” rozegrali 30 maja 1920. Natomiast 27 stycznia 1932 odbyło się zebranie, w trakcie którego zaakceptowano pomysł ówczesnego dowódcy 42 Pułk Piechoty, ppłka Kazimierza Bogaczewicza o przekształceniu Wojskowego Klubu Sportowego w cywilno-wojskowy Białostocki Klub Sportowy Jagiellonia. Powstał on na bazie połączenia WKS 42 Pułku Piechoty i Klubu Sportowego Związku Młodzieży Wiejskiej, Jagiellonia przejęła ich tradycje, zawodników, obiekty i miejsce w rozgrywkach sportowych.
Nazwa, którą nadano klubowi wiązała się z historią miasta i regionu, których losy przeplatały się z dziejami dynastii Jagiellonów. W 1932 piłkarze WKS 42 PP przystąpili do kolejnego sezonu w białostockiej klasie A, przyjmując nazwę Jagiellonii. Po wojnie reaktywacja Jagiellonii nastąpiła w październiku 1945. W czerwcu roku następnego, w nowej, totalitarnej rzeczywistości zabrakło miejsca dla Jagiellonii. Za główną przeszkodę uznano rodowód Jagiellonii, której historia była nierozerwalnie związana z wsławionym w wojnie z bolszewikami 1920 roku 42 Pułkiem Piechoty. 26 stycznia 1957 z połączenia Budowlanych Białystok i Sparty Białystok oficjalnie został reaktywowany Białostocki Klub Sportowy Jagiellonia. Klubowi przywrócono jego dawne tradycje przedwojenny herb oraz żółto-czerwone i biało-czarne barwy.
Barwy klubowe

Żółto-czerwone kolory Jagiellonii wywodzą się od barw zaczerpniętych z herbu miasta Białystok

W statucie klubu z 1932 widnieją zapisy mówiące o herbie klubowym oraz fladze klubowej. Herb składał się z czarnej, stylizowanej litery „J” znajdujący się na żółto-wiśniowej tarczy, natomiast flaga klubowa oraz stroje były w kolorach biało-czarnych. Identyczny zapis znalazł się w statucie z 1957. W połowie lat 80. kibice zaczęli używać kolorów żółto-czerwonych jako barw klubowych, choć w oficjalnych dokumentach widniały jeszcze barwy biało-czarne. Obecnie drużyna oficjalnie ma barwy żółto-czerwone, ale w nawiązaniu do historii drugie stroje zespołu zazwyczaj są w kolorach białych lub czarnych.
Na przestrzeni lat projekt herbu klubowego ulegał zmianom, jednak niezmiennie zawierał żółto-czerwone barwy oraz literę "J", stanowiące jego rozpoznawalne elementy graficzne.. W latach 2006–2020 obowiązywał projekt nawiązujący do herbu z 1932. Po referendum przeprowadzonym wśród kibiców, przed sezonem 2020/2021 Ekstraklasy, klub powrócił do herbu z lat 1989–1999 oraz 2003–2006, z innym kształtem tarczy oraz litery „J”.

### Przedwojenna Jagiellonia
Protoplastą Jagiellonii był Klub Sportowy Batalionu Zapasowego 42 Pułku Piechoty założony na bazie żołnierzy 42 Pułku Piechoty im. Gen. Jana Henryka Dąbrowskiego. Białostoczanie w swoim pierwszym meczu pokonali Kresowców Białystok 5:1. W latach 1920–1923 odbywały się głównie mecze towarzyskie oraz turnieje miejskie.
Klub przystąpił do regularnych rozgrywek w 1924, rozpoczynając od klasy B Wileńskiego OZPN. Beniaminek zakończył start sukcesem zdobywając pierwsze miejsce, zapewniające awans do klasy A w przyszłorocznych rozgrywkach. Ze względu na pauzę w 1925, rozgrywki A klasowe ruszyły w 1926. Wileńska klasa A wzbogacona drużynami z Białegostoku i Grodna zakończyła swoje rozgrywki w dość spektakularny sposób. Mianowicie po zakończonym sezonie przy "zielonym" stoliku zmieniono wyniki poszczególnych meczów przyznając walkowery w rezultacie czego z ligi miała spaść Wilja Wilno. Wobec całego incydentu WKS 42 PP Białystok zdecydował się opuścić Wileński OZPN i w przyszłym roku zgłosić do Warszawskiego OZPN.

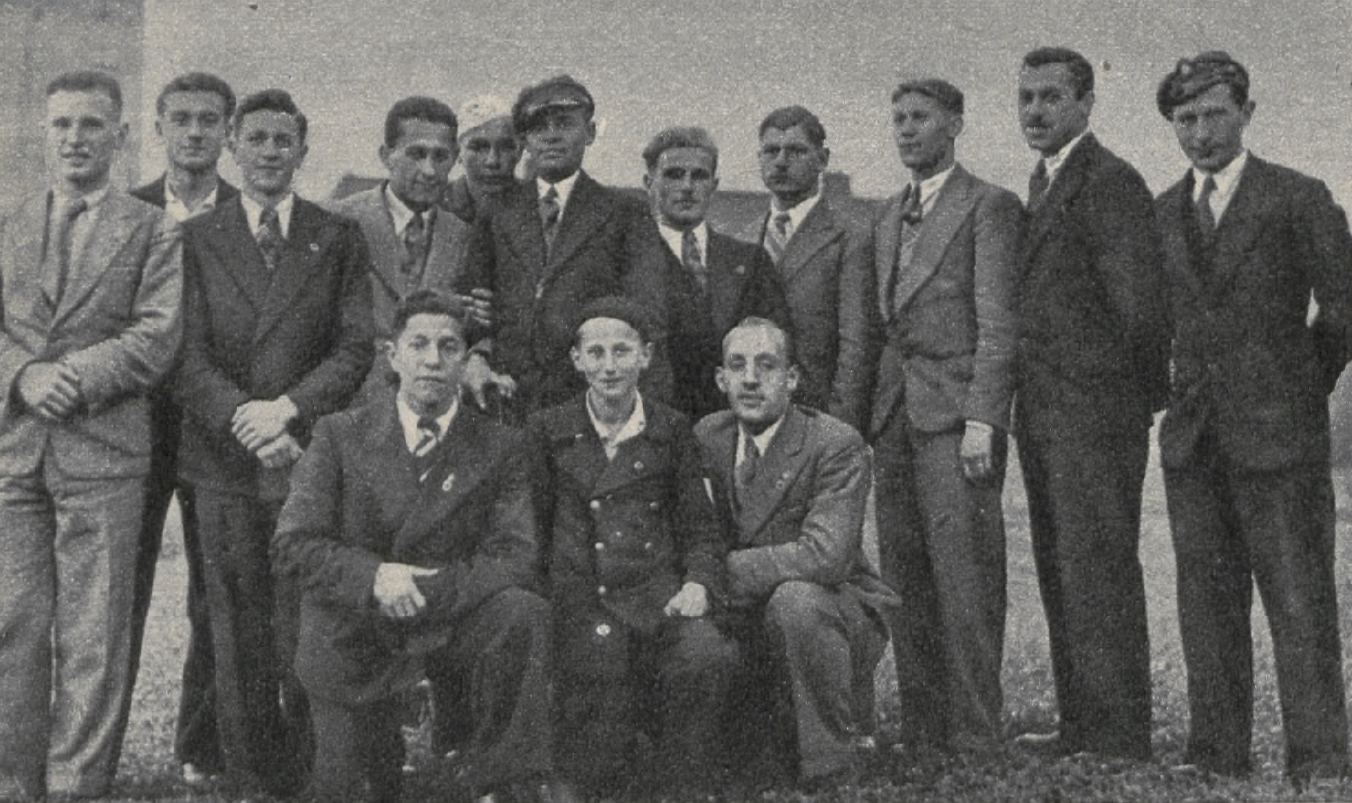
Zawodnicy Jagiellonii na łamach tygodnika Raz, Dwa, Trzy rok 1934 r.

W następnym sezonie 42 PP wygrał rywalizację w podokręgu białostockim, ale uległ w eliminacjach o klasę A drużynie WKS 9PAC Siedlce. Start w warszawskim OZPN trwał tylko rok, gdyż od 1929 roku zespół wystartował w nowo utworzonej A klasie białostockiego OZPN. Największy sukces 42 PP osiągnął w 1930, kiedy zdobył mistrzostwo okręgu, a to pozwoliło mu wystąpić w barażach o grę w najwyższej klasie rozgrywkowej w kraju. Po wyrównanej rywalizacji w grupie okazało się, że dwie najlepsze drużyny mając identyczny bilans punktowy, muszą stoczyć ze sobą baraż na neutralnym terenie. Spotkanie odbyło się w Siedlcach, a przeciwnikiem był WKS 82 pp Brześć. Mecz zakończył się zwycięstwem drużyny z Brześcia (2:1) i odpadnięciem białostoczan. Sukcesu, jakim było zdobycie mistrzostwa okręgu przez „wojskowych”, nie powtórzyła przed II wojną światową żadna inna białostocka drużyna. W latach międzywojennych (1929–39) w białostockim okręgu zdecydowanie dominował WKS 76 pp Grodno, który ośmiokrotnie zostawał mistrzem Podlasia (1931, 32, 33, 34, 36, 37, 38, 39), po jednym razie wygrywały Cresovia Grodno (1929), Warmia Grajewo (1935) i właśnie 42 pp Białystok (1930).

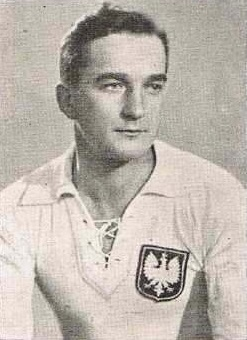
Antoni Komendo-Borowski grał w Jagielloni do 1933 roku, później jako zawodnik Pogoni Lwów reprezentant Polski.

Przełomowym momentem w sportowych dziejach Białegostoku było podjęcie decyzji o połączeniu ze dwóch najsilniejszych klubów, z których miał powstać jeden, dominujący w mieście i regionie. Dnia 27 stycznia 1932 doszło do połączenia ze sobą WKS 42 Pułku Piechoty z sekcją piłki nożnej i Klubu Sportowego Związku Młodzieży Wiejskiej oraz z sekcją lekkoatletyczną w wyniku czego powstał nowy klub o nazwie – Białostocki Klub Sportowy „Jagiellonia”. Nie wiadomo kto był twórcą herbu i barw klubu. Pewne jest, że nazwa związana była z historią regionu, którego losy przeplatały się z panowaniem Jagiellonów, dziejami Wielkiego Księstwa Litewskiego i losami przedrozbiorowej Rzeczypospolitej. W przedwojennym klubie prym wiedli lekkoatleci, m.in. Edward Luckhaus i Kazimierz Kucharski. Równie dobrze spisywały się inne sekcje – bokserzy, koszykarze, szczypiorniści i siatkarze.
W składzie piłkarskiego zespołu wyróżniali się tacy zawodnicy jak Skalimowski (pomocnik), Kudaszewicz (obrońca), Kowalczyński (bramkarz) i napastnik Antoni Komendo-Borowski. Wystąpił on w reprezentacji Polski zdobywając bramkę w meczu z Łotwą w 1935.
Lata 30.

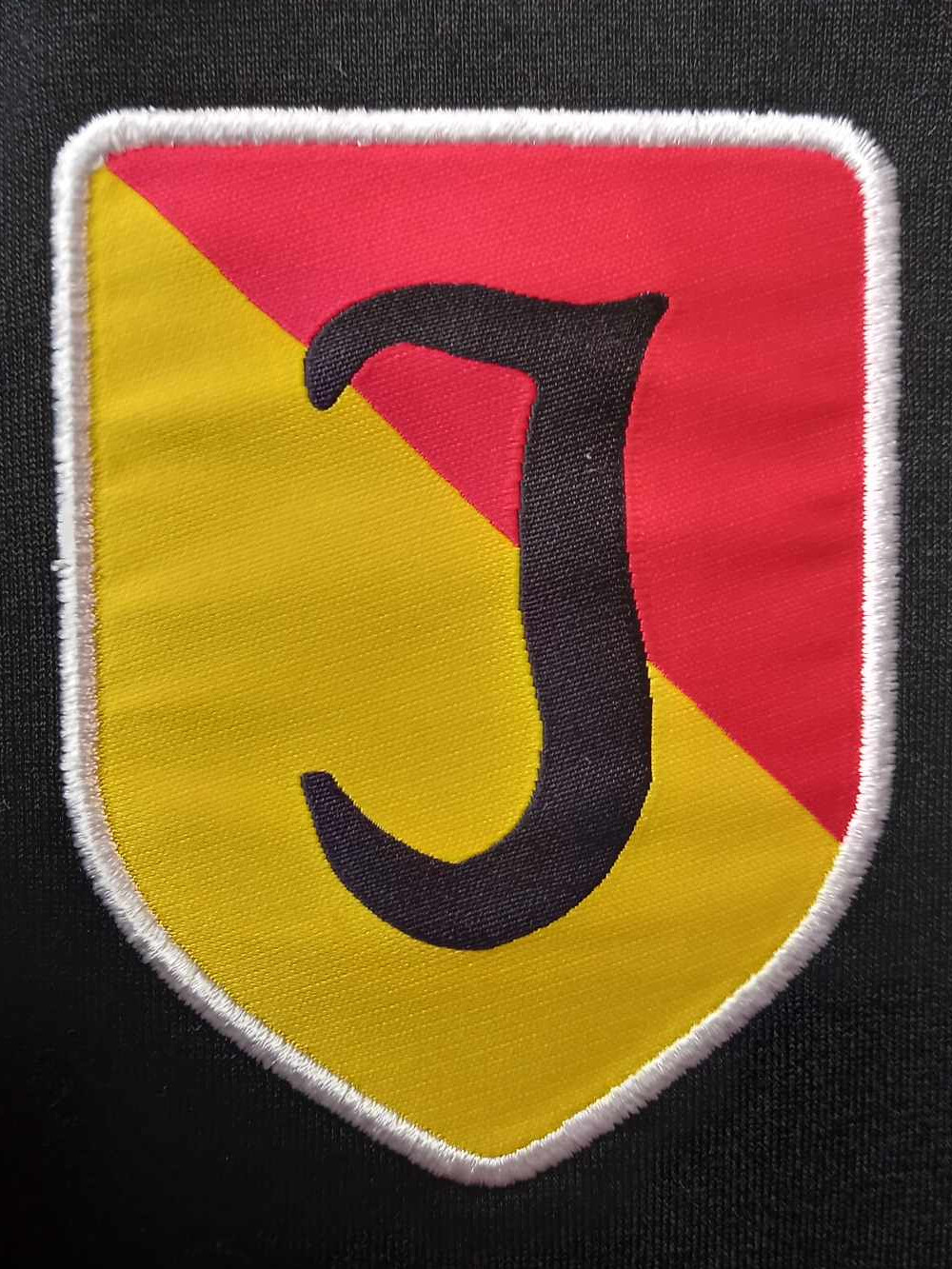
Herb Jagiellonii lata 30. XX w.

W połowie lat trzydziestych Jagiellonia zaczęła przeżywać problemy, miasto nie było w stanie utrzymać białostockiego klubu. Sytuację próbowało ratować wojsko, które po 1932 brało aktywny udział w życiu klubu. Decyzją władz miejskich w 1936 klub został przekształcony w Wojskowy Klub Sportowy Jagiellonia. Ta decyzja nie uchroniła klubu od częściowego rozwiązania, które nastąpiło to w 1938. Jagiellonia przystąpiła do rozgrywek A klasy sezonu 1937/38, ale z powodów finansowych nie ukończyła ich i została wycofana. Wszystkie jej mecze anulowano, a piłkarze zmuszeni byli znaleźć sobie nowy klub, w większości zasilili drużynę Strzelca Białystok i ostatnie dwa sezony grali w A klasie w barwach Strzelca. Rozwiązano większość sekcji (m.in. piłkę nożną), z nielicznych sekcji, które przetrwały była lekkoatletyka. Wybuch wojny w 1939 zamknął pierwszy rozdział w dziejach klubu.

### Jagiellonia po II wojnie światowej
Po II wojnie światowej Jagiellonia została reaktywowana na bardzo krótko, przez przedwojennego piłkarza tej drużyny Karola Kowalczyńskiego. Oficjalnie klub istniał od 12 października 1945 do 20 czerwca 1946. Na miejsce rozwiązanej Jagiellonii, powołano do życia Klub Sportowy o nazwie Motor Białystok, który w 1946 został mistrzem okręgu białostockiego i awansował do eliminacji mistrzostw Polski. Motor w 1947 przystąpił do walki o mistrzostwo Polski oraz prawo gry w I lidze. Turniej uwidocznił braki sportowe drużyny, która zajęła ostatnie miejsce w grupie. Motor Białystok został rozwiązany w 1948, a jego sekcję piłki nożnej przejął istniejący od 1946 Klub Sportowy Wici Białystok, który w 1949 zmienił nazwę na Związkowiec Białystok.
W 1949 w Białymstoku pojawi się nowa drużyna o nazwie Klub Sportowy Budowlani. Przejął on w 1951 sekcję piłki nożnej po rozwiązanym Związkowcu, zdobywając w tym samym roku mistrzostwo okręgu. Na ten tytuł zapracowali min: Józef Kościuk – Wiktor Tofiło, Zenon Sosnowski, Leon Łupaczyk – Sergiusz Nizniczenko, Bernard Dryll, Józef Pańkowski, Jerzy Szpuda, Jerzy Tarasiewicz – Władysław Gałasiński, Edward Barański, Czesław Krygier, Henryk Rutkowski, Bogdan Jaświłko, Henryk Wszędorówny.
W 1955 Budowlani Białystok zmienili nazwę na BKS Jagiellonia Białystok. Dnia 26 stycznia 1957 nastąpiło połączenie dwóch klubów, Jagiellonii i Sparty Białystok, w wyniku czego powstał klub o nazwie Jagiellonia. Sparta (wcześniej Ogniwo) wniosła silną sekcję lekkoatletyczną, szermierczą oraz obiekty sportowe, stadion w Zwierzyńcu oraz halę przy ul. Jurowieckiej 21. W ten sposób Jagiellonia po raz drugi w historii stała się gospodarzem stadionu Zwierzynieckiego.
Lata 70. to pobyt Jagiellonii w okręgowych ligach, głównie A klasie Białostockiego ZPN.
Lata 70.

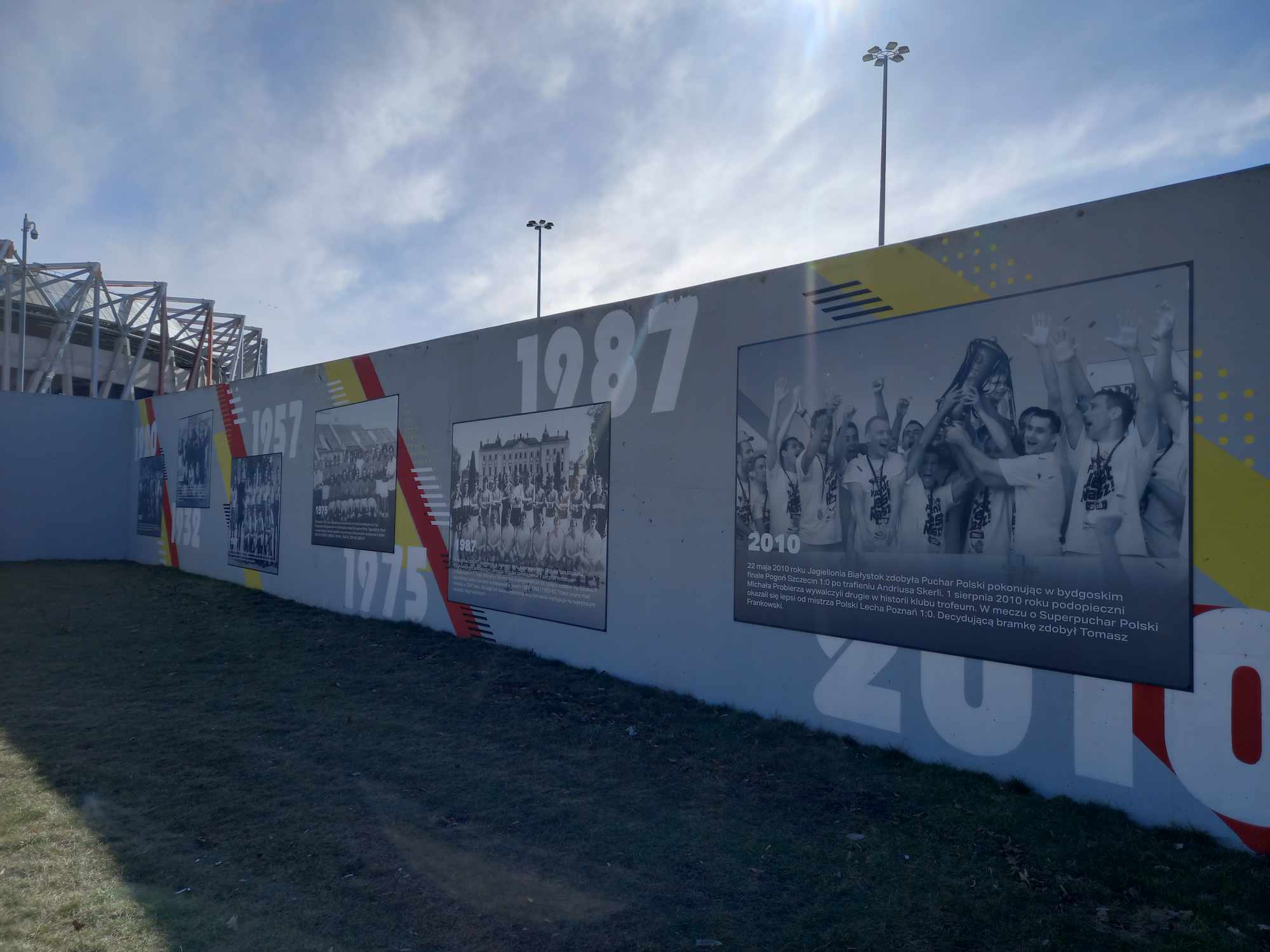
Mural z najważniejszymi wydarzeniami w historii Jagiellonii

Na początku lat 70. XX wieku zespół występował w klasie A i lidze okręgowej. Sytuacja w sekcji zmieniła się z przyjściem trenera Michała Urbana. Piłkarze wyjechali na pierwsze zgrupowanie, zaczęli nowocześnie trenować. W zespole pojawili się młodzi zawodnicy, m.in. późniejsi reprezentanci Polski juniorów. W 1971 zespół objął Grzegorz Bielatowicz, który sprowadził do klubu kilku utalentowanych piłkarzy z regionu północno-wschodniego. Wśród nich był Jerzy Zawiślan w sezonie 1975/76 wicekról strzelców II ligi z 13 bramkami. Tak wzmocniony zespół odnosił sukces za sukcesem, a co za tym szło piął się w futbolowej hierarchii coraz wyżej. W sezonie 1974/75 zespół po udanych barażach awansował do II ligi, zostawiając w polu pokonane zespołu Wisły Tczew, Wisły Płock i Gwardii Olsztyn.
Istotnym wydarzeniem w tym okresie był fakt, że do zespołu Jagiellonii włączono najlepszych zawodników Włókniarza, co było pokłosiem spadku Włókniarza w sezonie 1973/74 z II ligi i nieskuteczną walką Jagiellończyków o awans do tej klasy. Jak się okazało decyzja ta była trafna. Od sezonu 1974/75 zaczęła się dobra passa Jagiellonii w rozgrywkach ligowych na szczeblu centralnym, niejednokrotnie popierana spektakularnymi sukcesami. W II lidze białostoczanie występowali trzy sezony i w sezonie 1977/78, zajmując przedostanie miejsce, spadli do niższej klasy. Sezon po spadku Jagiellonia uplasowała się na czwartym miejscu, nie gwarantującym awansu do II ligi. W kolejnym sezonie byli już bezkonkurencyjni, wyprzedzając w tabeli Gwardię Szczytno i Stomil Olsztyn, strzelając najwięcej bramek w lidze. Jak się okazało kolejny sezon nie był udany, jak również II ligowi rywale zbyt mocni. Jagiellonia zajęła przedostatnie miejsce, wyprzedzając jedynie Star Starachowice. W III-ligowych bojach, rok później, nie udało się białostoczanom powrócić do II ligi. Pod koniec lat 70 Jerzy Bołtuć, Leszek Frelek, Ryszard Karalus i Zbigniew Skoczylas, rozpoczęli bowiem szeroką pracę z młodzieżą.
Lata 80.

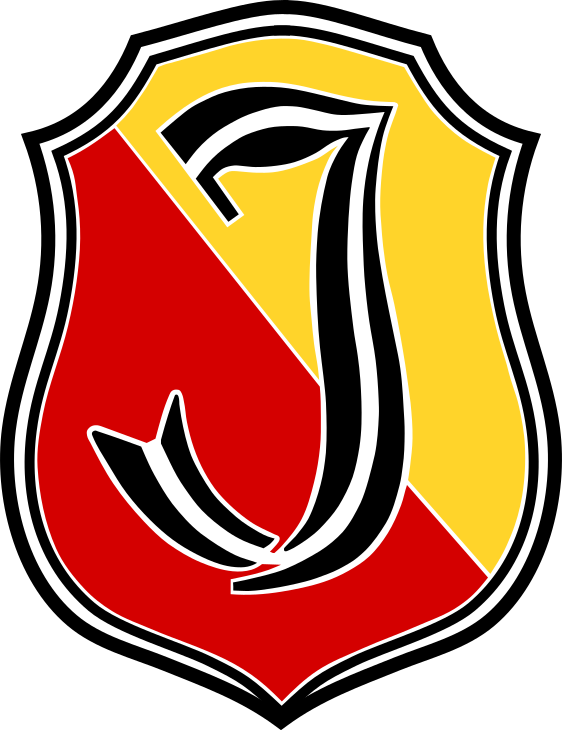
Herb Jagiellonii lata 80. XX w.

W sezonie 1982/83 nie mieli już sobie równych i z dziewięciopunktową przewagą nad wiceliderem, Gwardią Szczytno, weszli do II ligi zespół prowadził Grzegorz Bielatowicz. W pierwszym sezonie po powrocie udało się Jagiellonii utrzymać. Zespół prowadził wówczas Ryszard Karalus, późniejszy szkoleniowiec utalentowanych pokoleń piłkarskich w Białymstoku. Rok później Jagiellonia uplasowała się na 7. miejscu. Zespół systematycznie wzmacniany takimi zawodnikami jak: Jasiukiewicz, czy Miszewski oraz uzupełniony doświadczonymi graczami Sowiński, Mojsa, a także wymienionym wcześniej wychowankami Jagiellonii okazał się dobrym kolektywem i pod wodzą przyszłego szkoleniowca medalistów igrzysk olimpijskich z Barcelony oraz reprezentacji Polski, Janusz Wójcika, w sezonie 1985/86 zajął wysokie trzecie miejsce. Okazało się, że charyzmatyczny trener oraz solidna drużyna, rok później byli na tyle silni, że po wspaniałym sezonie 1986/87 z potężną przewagą nad rywalami 15 punktów, zajęli pierwsze miejsce w swojej grupie II ligi. Dodatkowo najlepszym strzelcem rozgrywek okazał się późniejszy reprezentant Polski, Jacek Bayer 23 gole, który wyprzedził kolejnego snajpera aż o 11 trafień.
Ekstraklasa  i "Wielka Jaga"
Już w drugiej lidze mecze w Białymstoku oglądało średnio 15 tys. widzów. Sympatię swą okazywała także amerykańska Polonia o rodowodzie białostockim. Mecz inauguracyjny z Widzewem Łódź przyszła oglądać na stadion duża liczba widzów, oceniana na około 36 tysięcy osób, a kolejne mecze odwiedzało zawsze nie mniej niż 20 tys. kibiców z całego regionu. Z opowiadań świadków wynika że całe autobusy przyjeżdżały z pobliskich miejscowości. Pierwszy sezon w ekstraklasie nie zapowiadał się dobrze. Po rundzie jesiennej, niedoświadczeni piłkarze Jagiellonii zajmowali 14. miejsce. Wówczas zespół objął asystent Wójcika, Mirosław Mojsiuszko (w latach 1998–2003 prezes klubu) i na wiosnę białostoczanie wygrywając wszystkie mecze na własnym boisku ukończyli sezon na 8. miejscu.
Rok później piłkarze Jagiellonii również zajęli ósme miejsce w lidze, uczestnicząc jednocześnie w finale Pucharu Polski, gdzie musieli uznać wówczas wyższość Legii Warszawa. Po tym sezonie, zbyt pochopnie, działacze Jagiellonii rozstali się z większością kluczowych zawodników (Lisowski, Dariusz Bayer, Jacek Bayer, Michalewicz, Czykier), co sprawiło, że w następnym sezonie klub został relegowany z rozgrywek, zajmując ostatnie miejsce.
Lata 90.
W sezonie 1990/1991 zespół awansował do baraży o ekstraklasę, przegrywając po niezwykle dramatycznym dwumeczu, zakończonym rzutami karnymi z drużyną Zagłębia Sosnowiec. Sezon 1991/92 okazał się pomyślniejszy dla Jagiellonii, która ostatecznie wyprzedzona przez Siarkę Tarnobrzeg awansowała z drugiego miejsca, po raz drugi do ekstraklasy. W sezonie 1992/93 Jagiellonia została wręcz zdeklasowana przez swych pierwszoligowych rywali, zajmując ostatnie miejsce w ekstraklasie. W następnych latach zespół miał duże problemy finansowe, które przyczyniły się do spadku Jagiellonii do IV ligi. Z pomocą białostockim firm i działaczy dokonano niezbędnych zmian naprawczych, a zespół powoli wydostał się z niższych poziomów i w sezonie awansował trzeci raz w swojej historii do ekstraklasy.

### Jagiellonia w XXI w.
Powrót do ekstraklasy, Puchar i Superpuchar Polski

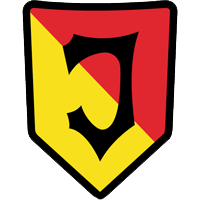
Herb Jagiellonii w latach 2006–2020

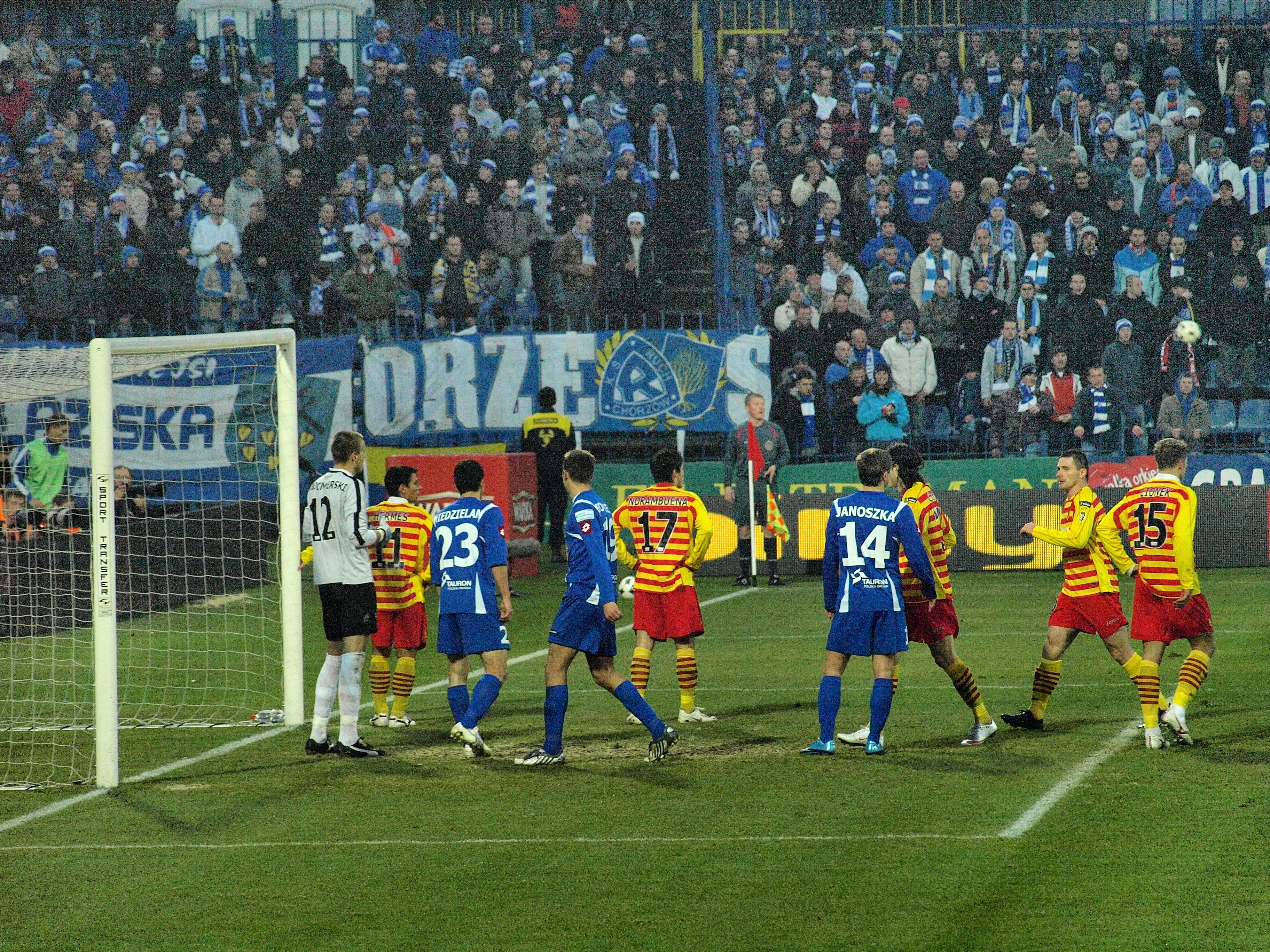
Ruch Chorzów – Jagiellonia Białystok (9 listopada 2009)

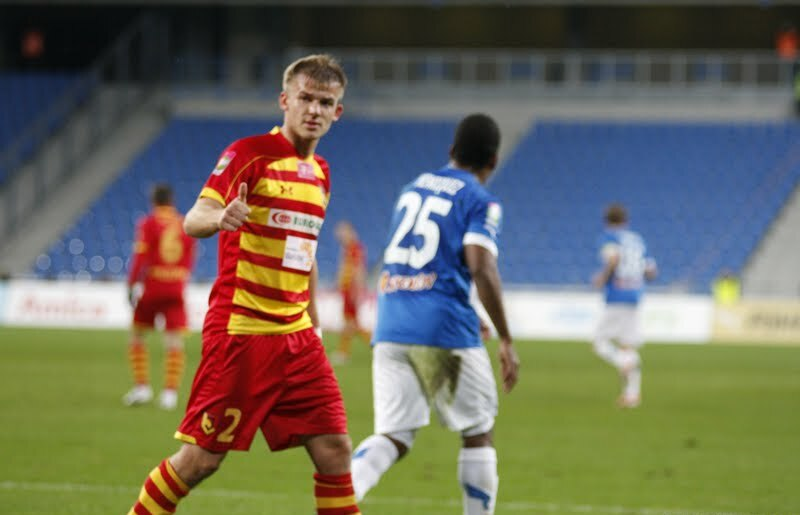
Lech Poznań – Jagiellonia Białystok (27 października 2012)

3 czerwca 2007 po czternastu latach występów na niższych poziomach ligowych Jagiellonia awansowała do ekstraklasy. W pierwszym sezonie po powrocie uplasowała się na 14. miejscu z dorobkiem 27 punktów. Następny rok był już dużo lepszy, kiedy "Jaga" zakończyła sezon na 8 pozycji z 34 punktami. Wtedy też klub został ukarany dziesięcioma ujemnymi punktami (na starcie następnego sezonu) za korupcję, której to dopuścił się poprzedni prezes klubu. Wielkim sukcesem okazał się następny sezon 2009/2010, kiedy to drużyna zdobyła Puchar Polski po finale z Pogonią Szczecin (1:0 po bramce Andriusa Skerli) i utrzymała się w ekstraklasie pomimo balastu −10 punktów. Na początku sezonu 2010/11 piłkarze Dumy Podlasia zdobyli Superpuchar Polski po zaciętym meczu z mistrzem polski Lechem Poznań. Jedyną bramkę tym meczu strzelił Tomasz Frankowski. Po zakończeniu rundy jesiennej Jagiellonia była liderem ekstraklasy wyprzedzając o trzy punkty Wisłę Kraków i warszawską Legię. Ostatecznie jednak sezon zakończyła na czwartej pozycji, jednak z powodu zdobycia Pucharu Polski przez warszawską Legię czwarta lokata promowała zespół do gry w kwalifikacjach do ligi europejskiej.
Europejskie Puchary
Nowym etapem w historii klubu był start w kwalifikacjach Ligi Europy, gdzie 29 lipca 2010 stadion przy Słonecznej gościł grecki Aris Saloniki. Mecz w Białymstoku zakończył się porażką białostoczan 1:2, a pierwszego gola w rywalizacji europejskiej strzelił Rafał Grzyb. W rewanżu białostoczanie zremisowali 2:2. W sezonie 2011/2012 drużyna zajęła 10. miejsce w lidze oraz zaliczyła następny dwumecz w rywalizacji europejskiej. Rywalem białostoczan był Irtyszem Pawłodar z Kazachstanu, z którym odnieśli swoje pierwsze zwycięstwo w rozgrywkach europejskich pokonując u siebie Irtysz 1:0. Niestety na wyjeździe przegrali 2:0. W następnych latach Jagiellonia plasowała się w środku tabeli, w sezonie 2012/2013 10. miejsce, a w sezonie 2013/2014 11. miejsce.
Dwukrotne wicemistrzostwo Polski

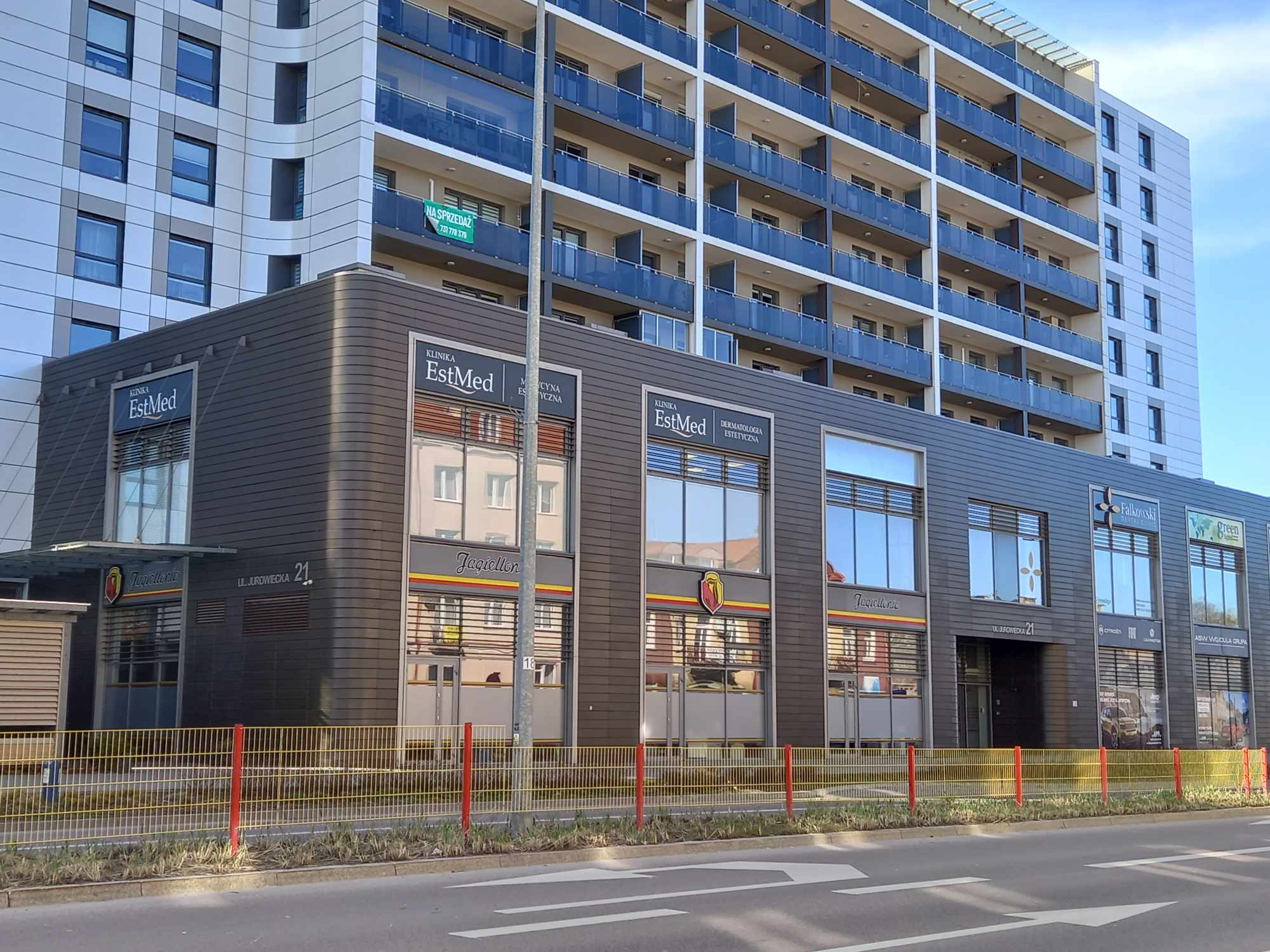
Siedziba klubu ul.Jurowiecka 21

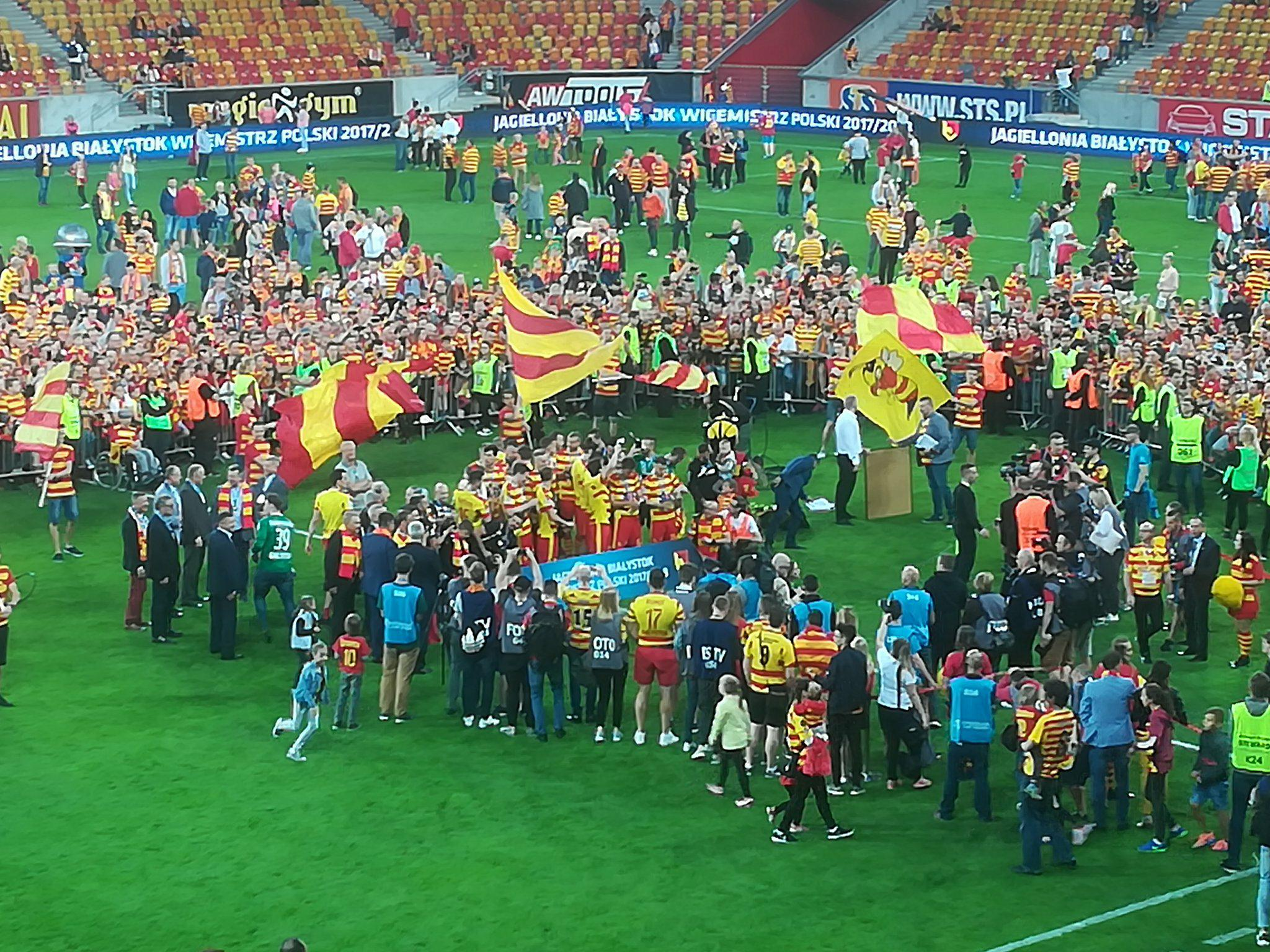
Wręczenie srebrnych medali wicemistrza Polski

W sezonie 2014/2015 pod wodzą trenera Michała Probierza pierwszy raz w historii klubu zespół zajął miejsce medalowe, a było to 3. miejsce i brązowy medal mistrzostw Polski. Następny sezon przyniósł spadek formy i 11. miejsce w lidze, ale progres w rywalizacji europejskiej, kiedy drużyna wygrała dwumecz z litewską Kruoja Pokroje 0:1 i 8:0 i awansowała do II rundy, gdzie nieznacznie uległa cypryjskiej Omonii Nikozja 0:0 i 1:0. Do wielkich emocji doszło w sezonie 2016/17, gdy po rundzie zasadniczej drużyna zajmowała 1. miejsce i była blisko mistrzowskiego tytułu, jednak w rundzie finałowej wyprzedziła ją o 1 pkt. Legia Warszawa. Pomimo zadyszki na finiszu zespół osiągnął następny krok w swojej historii zdobywając tytuł wicemistrza Polski. Po sezonie Jagiellonia pożegnała się z trenerem Probierzem i zatrudniła Ireneusza Mamrota, który w sezonie 2017/2018 poprowadził zespół do drugiego z rzędu wicemistrzostwa Polski. W europejskich pucharach Jagiellonia w I rundzie wyeliminowała gruzińskie Dinamo Batumi 1:0 i 4:0, a w II rundzie odpadła z azerbejdżańską Qəbələ FK 1:1 i 0:2. Następny sezon zespół zakończył na 5. miejscu w lidze, ale miał udane występy w pucharach, kiedy w II rundzie wyeliminował portugalskie Rio Ave FC 1:0 i 4:4. W III rundzie Jagiellonię pokonał belgijski KAA Gent 0:1 i 1:3.
11 czerwca 2019 roku został otwarty ośrodek treningowy zlokalizowany przy ul. Elewatorskiej 4 w Białymstoku. Inwestycja o wartości blisko 19 mln zł została zrealizowana przy wsparciu Ministerstwa Sportu i Turystyki, które pokryło 40% kosztów.
Kolejne cztery sezony to stopniowy spadek formy zakończony walką o utrzymanie. W tym okresie zespół zajmował kolejno w sezonach 2019/2020 - 8. miejsce, 2020/2021 - 9. miejsce, 2021/2022 - 12. miejsce.
Mistrzostwo Polski – 2024

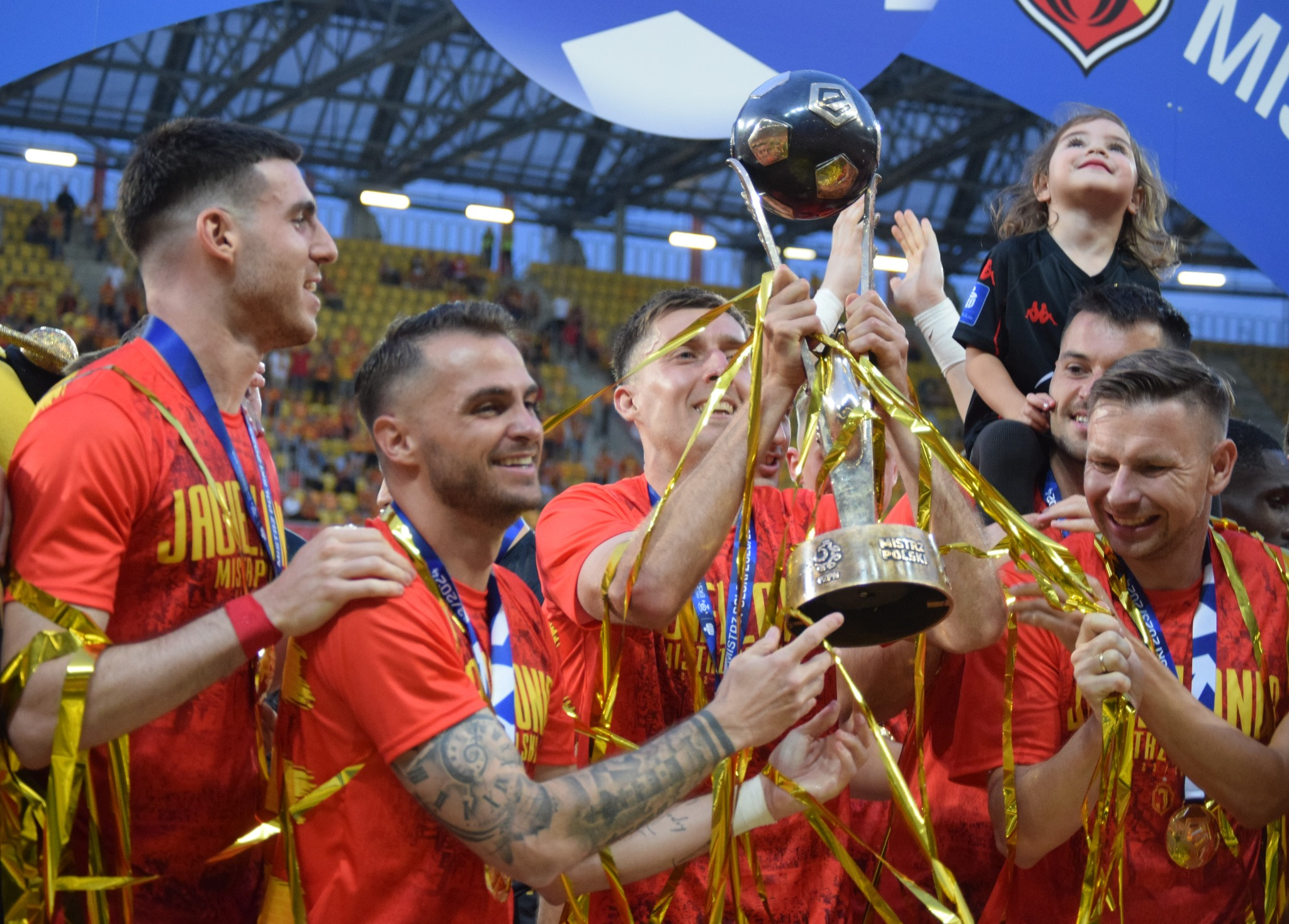
Piłkarze Jagiellonii świętują zdobycie Mistrzostwa Polski w sezonie 2023/24

4 czerwca 2021 roku doszło do zmiany we władzach klubu, wówczas odszedł dotychczasowy prezes Cezary Kulesza, który objął funkcję prezesa PZPN. Nowym prezesem Jagiellonii została Agnieszka Syczewska, a od 2 lutego 2022 funkcję to pełnił Wojciech Pertkiewicz, miesiąc później kierownikiem drużyny został Łukasz Masłowski. Duet ten w ramach ratowania drużyny przed spadkiem zatrudnił w kwietniu 2023 roku trenera Adriana Siemieńca, który wykonał to zadanie i Jagiellonia zakończyła sezon na 14. miejsce.
Sezon 2023/2024 okazał się najlepszym w historii klubu, 25 maja 2024 roku po zwycięstwie 3:0 z Wartą Poznań, białostoczanie wywalczyli pierwsze w 104-letniej historii mistrzostwo Polski. W całym sezonie Jagiellonia strzeliła łącznie 77 bramek. Zgodnie z regulaminem Ekstraklasy Jagiellonia Białystok uprawniona jest do umieszczenia nad herbem białej gwiazdki () symbolizującej  wywalczenie Mistrzostwa Polski.

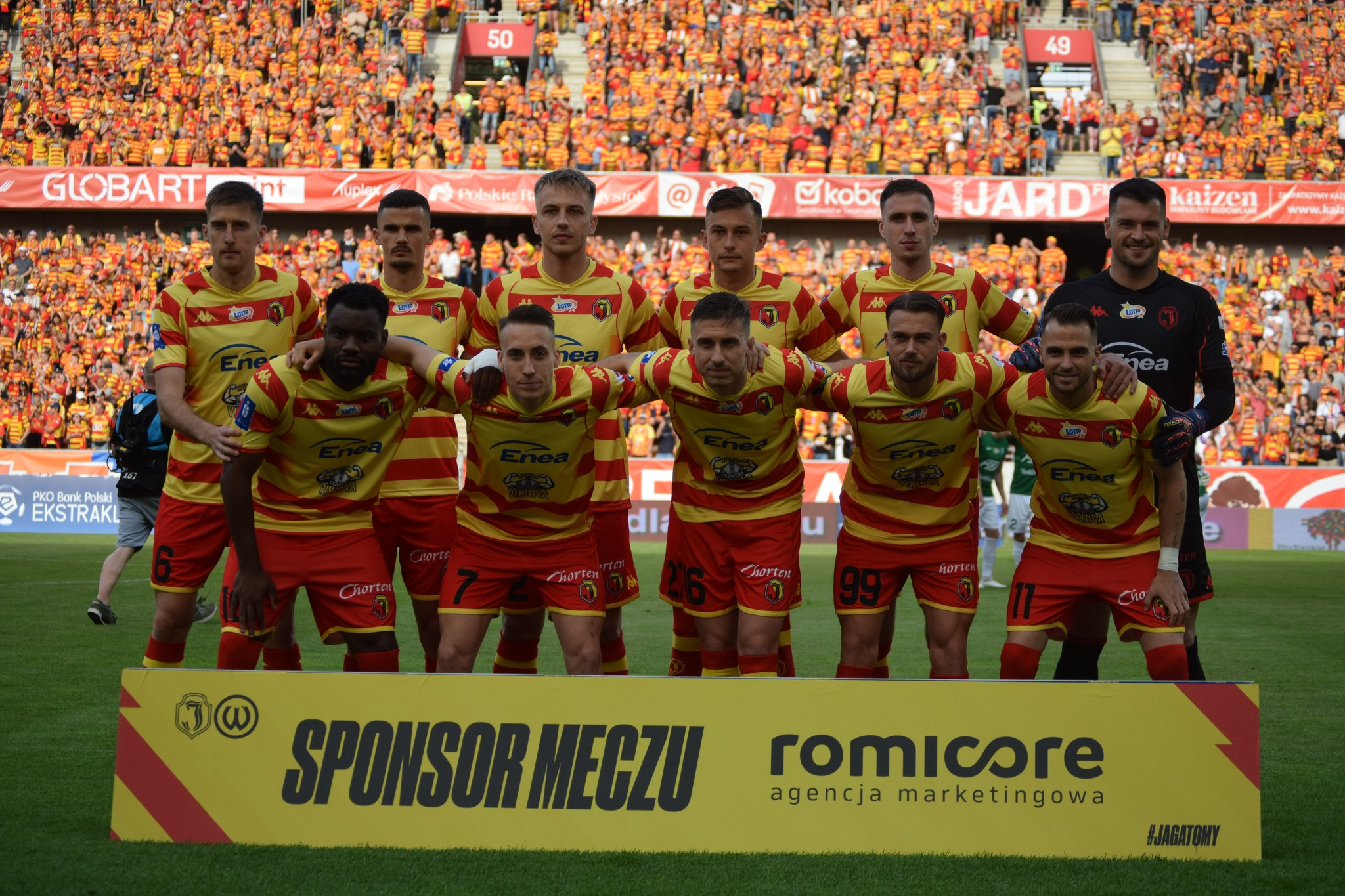
Skład Jagiellonii na ostatni mecz ligowy z Wartą Poznań, po którym wygrała mistrzostwo (25.05.2024)
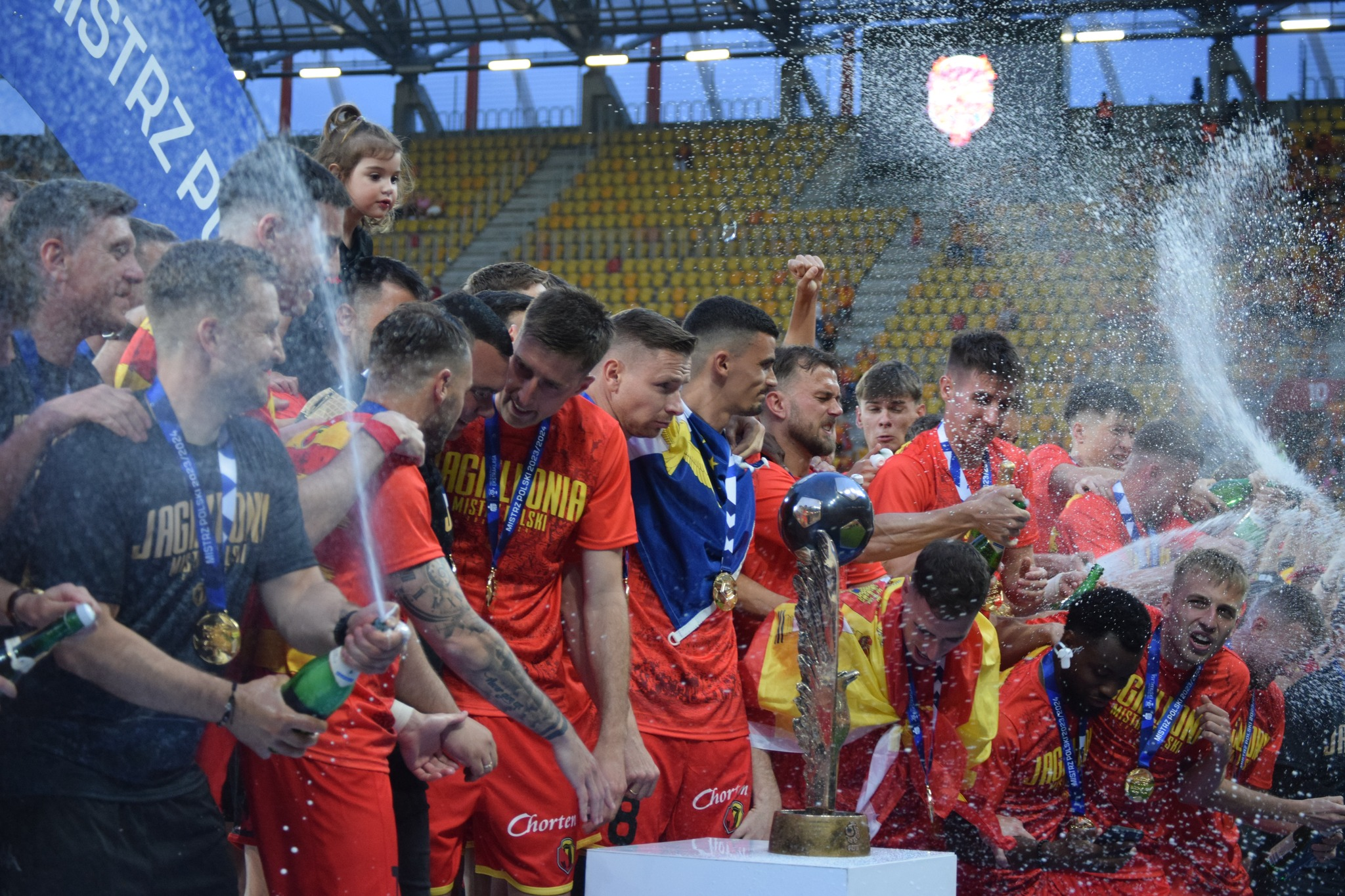
Świętowanie zdobycia Mistrzostwa Polski w sezonie 2023/24
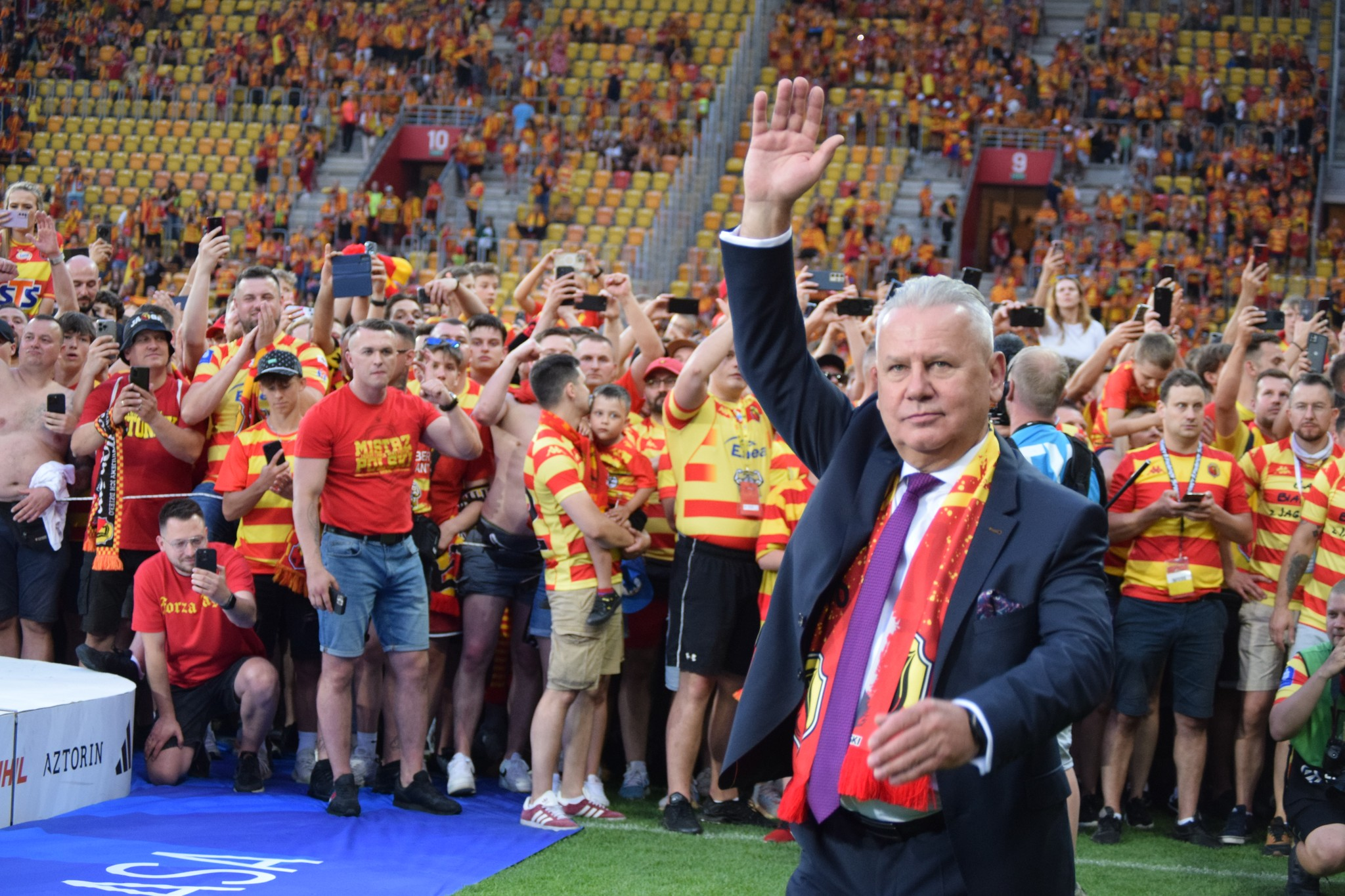
Wojciech Strzałkowski świętuje zdobycie Mistrzostwa Polski

Europejskie puchary 2024/25 – Liga Mistrzów, Liga Europy i Liga Konferencji
Jagiellonia rozpoczęła europejskie zmagania 23 lipca, przystępując do eliminacji Ligi Mistrzów.  W I rundzie pokonała mistrza Litwy, FK Poniewież, wygrywając 4:0 i 3:1 (w dwumeczu 7:1). W kolejnej rundzie żółto-czerwoni zmierzyli się z norweskim FK Bodø/Glimt, jednak przegrali oba spotkania – 0:1 i 1:4 (1:5). W rywalizacji o Ligę Europy Jagiellonia wylosowała  AFC Ajax. Pomimo ofensywnego stylu gry zespół zanotował dwie porażki 0-3 i 1-4 (w dwumeczu 1-7). Mimo porażki Jagiellonia zakwalifikowała się do fazy ligowej Ligi Konferencji UEFA, rozgrywanej w nowej formule. W jej ramach każdy z 32 zespołów rozgrywa po 6 spotkań, a o awansie do fazy pucharowej (1/8 finału) decyduje miejsce w tabeli. Bezpośredni awans uzyskało 8 najlepszych drużyn, natomiast zespoły z miejsc 9–24 przystąpiły do rundy play-off.
Rywalizację w LK 2024/25 Jagiellonia rozpoczęła na Parken Arena, pokonując zespół FC Kopenhaga 2:1. Gola piętką zdobył Pululu, a zwycięskiego w ostatniej akcji meczu zapewnił Czurlinow. Pozostałe mecze to zwycięstwo 2:0 z mołdawskim Petrocub Hîncești, 3:0 z norweskim Molde FK, remis na wyjeździe z słoweńskim NK Celje 3:3, porażka na wyjeździe z czeską Mladą Boleslav oraz bezbramkowy remis u siebie z słoweńską Olimpiją Lublana. Zespół zajął 9 pozycję i przystąpił do rundy play-off gdzie rywalizował z serbskim FK TSC Bačka Topola. Oba mecze zakończyły się zwycięstwem białostoczan 3:1.
W 1/8 finału Jagiellonia zmierzyła się z belgijskim Cercle Brugge. W pierwszym spotkaniu, rozegranym w Białymstoku, Jaga wygrała przekonująco 3:0. Bramkę na 3:0, efektowną przewrotką, zdobył Afimico Pululu — jego ósmego gola w tegorocznych rozgrywkach LKE. W rewanżu w Brugii Jagiellonia przegrała 0:2, ale w dwumeczu zwyciężyła 3:2 i awansowała do ćwierćfinału. Ostatecznie Jagiellonia zakończyła swój udział w Lidze Konferencji UEFA na etapie ćwierćfinału, przegrywając z hiszpańskim Realem Betis 0:2 na wyjeździe oraz remisując 1:1 w rewanżu w Białymstoku. Jagiellonia w sezonie 2024/25 rozegrała we wszystkich rozgrywkach europejskich aż 18 spotkań, wygrywając 8, remisując 3, przegrywając 7, strzelając 29 bramek, tracąc 25.

### Sztandar

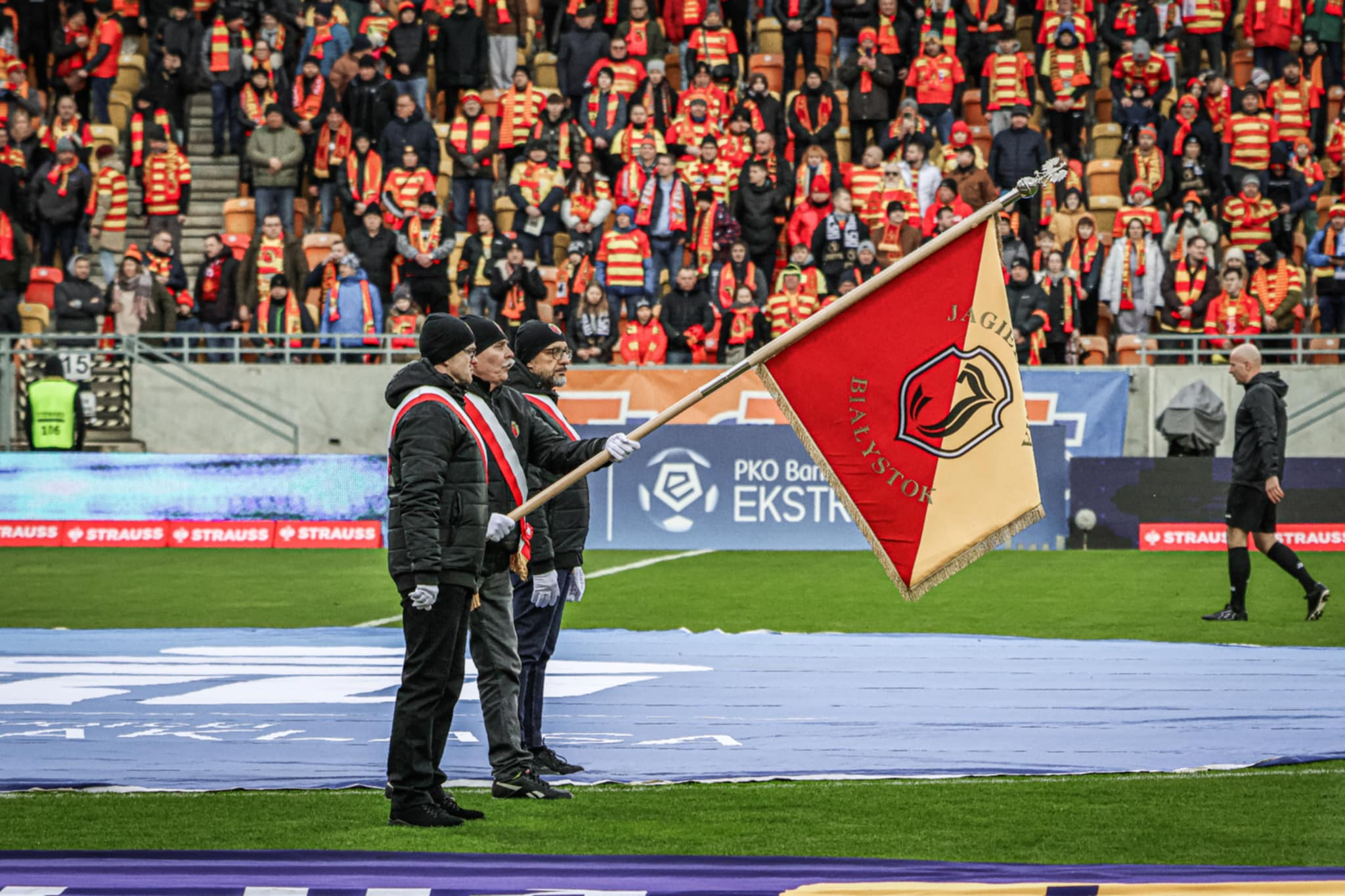
Sztandar Jagiellonii

Pierwszy sztandar Jagiellonia otrzymała w 1967 roku z okazji 35-lecia (wówczas przyjmowano rok 1932 jako datę jego powstania), a jego fundatorem był Miejski Komitet Frontu Jedności Narodowej. Został wręczony 29 lipca 1967 roku podczas otwarcia XIII Związkowych Mistrzostw Polski w lekkoatletyce, które odbyły się na stadionie Jagiellonii przy ul. Jurowieckiej 21. Ówczesna Jagiellonia była klubem wielosekcyjnym z silną sekcją lekkoatletyczną.
Sztandar przez lata towarzyszył klubowi podczas ważnych wydarzeń i uroczystości, co doprowadziło do jego zużycia i konieczności renowacji. Władze Jagiellonii uznały wówczas, że historyczny sztandar powinien zostać umieszczony w gablocie muzealnej, a klub powinien otrzymać nowy, nawiązujący do oficjalnej daty założenia w 1920 roku. Nowy sztandar został uszyty we wrześniu 2021 roku przez siostry zakonne z klasztoru Karmelitanek Bosych w Elblągu. Na jego głównej stronie widnieje herb Jagiellonii, a na odwrocie herb miasta Białegostoku.

Uroczyste poświęcenie sztandaru odbyło się 17 lutego 2024 roku, podczas święta "Ultry".
Ceremonii przewodniczyli zwierzchnicy Kościołów katolickiego i prawosławnego w regionie – Metropolita Białostocki, gen. Józef Guzdek, oraz Jego Ekscelencja Arcybiskup Białostocki i Gdański Jakub.
 „Łączy nas ten sztandar, te barwy, duma i miłość do Jagiellonii Białystok.”  – Wojciech Strzałkowski, prezes Rady Nadzorczej
Uroczystość zgromadziła wielu sympatyków Jagiellonii przed pomnikiem marszałka Józefa Piłsudskiego. Po odśpiewaniu hymnów Polski i klubu kibice przemaszerowali ulicami miasta na stadion przy ul. Słonecznej, gdzie rozegrano mecz ligowy z Lechem Poznań.

## Stadion

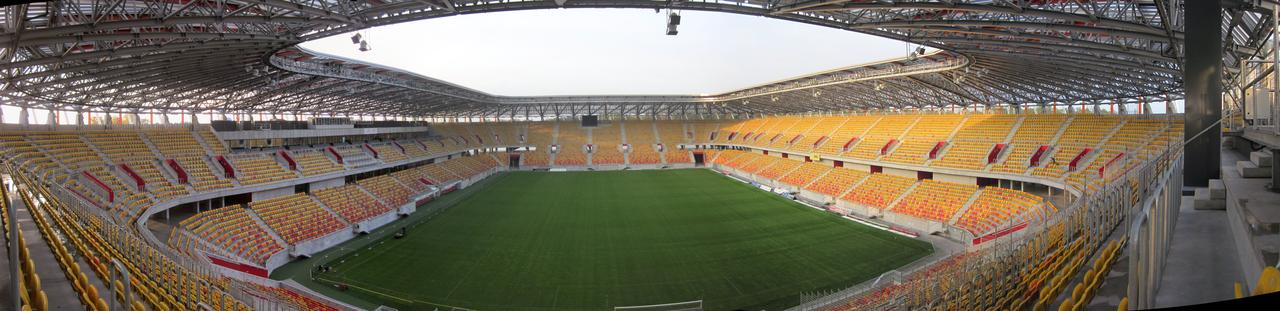
Stadion Chorten Arena w Białymstoku – wnętrze

Klub rozgrywa mecze w roli gospodarza na Chorten Arenie w Białymstoku przy ul. Słonecznej 1. Obiekt ten został wybudowany na przełomie lat 1971–1972. W 2010 zburzono stary stadion i w jego miejsce wybudowano nowoczesny obiekt. o pojemności 22 386 miejsc siedzących. Koszt przebudowy – 254 mln zł, wykonawca hiszpańskie konsorcjum OHL. Stadion ostatecznie został otwarty w dniu 18 października 2014 w meczu z Pogonią Szczecin, gdzie frekwencja otwarcia wyniosła 21 196 widzów.
| Nazwa:             | Chorten Arena | Boisko główne: | wymiary 105x68 metra |
| Adres:             | ul. Słoneczna 1, Białystok | Boisko treningowe: | wymiary 105x68 metra |
| Lata budowy:       | 1971–1972, nowy obiekt: 2010–2014 | Podgrzewana murawa: | tak |
| Pojemność:         | 22 372 | Oświetlenie: | moc 2000 lux |
| Sektor gości:      | 1 027 (ze strefami buforowymi około 2200 m.)                                                                                           | Monitoring: | 12 kamer |
| Rekord frekwencji: | Stary obiekt – 35 000, dnia 9 sierpnia 1987 w meczu z Widzewem Łódź. Nowy obiekt – 22 394, dnia 21 maja 2017 w meczu z Legią Warszawa. | Stary obiekt – 35 000, dnia 9 sierpnia 1987 w meczu z Widzewem Łódź. Nowy obiekt – 22 394, dnia 21 maja 2017 w meczu z Legią Warszawa. | Stary obiekt – 35 000, dnia 9 sierpnia 1987 w meczu z Widzewem Łódź. Nowy obiekt – 22 394, dnia 21 maja 2017 w meczu z Legią Warszawa. |

## Infrastruktura
Boisko przy ul.Traugutta przy koszarach 42pp (1920-1939)
Historia pierwszych meczów piłkarskich przy ulicy Traugutta sięga 1913 roku. Właśnie 21 lipca tego roku rozegrano tam pierwszy mecz piłki nożnej – na placu ćwiczeń stacjonującego w Białymstoku 64. Kazańskiego Pułku Piechoty. Było to międzynarodowe spotkanie pomiędzy żołnierzami armii niemieckiej i rosyjskiej, zakończone remisem 2:2. Po odzyskaniu przez Polskę niepodległości teren koszar przejął 42. Pułk Piechoty. W latach 1920–1926 boisko przy Traugutta pełniło rolę głównej areny piłkarskiej w Białymstoku.

Jak podaje Dziennik Białostocki: "sporym nakładem sił i finansów, dowództwo oraz korpus oficerski 42 Pułku Piechoty, wybudowano profesjonalne boisko z bieżnią lekkoatletyczną na terenie koszar przy ul.Tragutta". Prace trwały około 3 miesięcy, a uroczyste otwarcie nastąpiło dnia 23 września 1923 roku, wstęgę przeciął dowódca Pułku p.Pułk. Kustroń. W tym dniu wojskowi zmierzyli się w meczu z Warszawianką, który to białostoczanie wygrali 4:1. Boisko miało wymiary 105x68m, posiadało bieżnię oraz małe drewniane trybuny.
Stadion Zwierzyniec (1949-1963)
Od momentu otwarcia w 1926 roku, stadion w Zwierzyńcu służył wielu białostockim drużynom piłkarskim. W okresie międzywojennym Jagiellonia rozgrywała tam swoje ważniejsze mecze, korzystając z większych trybun obiektu. Po II wojnie światowej stadion został przejęty przez Spartę Białystok, która w 1957 roku połączyła się z Jagiellonią. Stadion w Zwierzyńcu był głównym miejscem rozgrywania spotkań ligowych do 1963 roku.
Obecnie obiekt pełni funkcję stadionu lekkoatletycznego i jest własnością miasta.
Hala sportowa (1952-2008)
Hala powstała na terenach wzdłuż ulicy Jurowieckiej, które miasto przekazało klubowi Budowlanych (późniejszej Jagiellonii). Obiekt został zbudowany w ramach planu sześcioletniego według projektu inż. Kazimierza Dygi - białostockiego sportowca i bramkarza pierwszego powojennego składu miejscowej drużyny piłkarskiej. Halę oddano do użytku w grudniu 1952 roku (pierwotnym terminem był 22 lipca). Była to pierwsza tak duża hala sportowa w mieście. Przez 56 lat pełniła funkcję ważnego obiektu na sportowo-kulturalnej mapie Białegostoku. Została rozebrana w 2008 roku, a na jej miejscu powstały budynki mieszkalne. Hala gościła nie tylko wydarzenia sportowe, ale również zespoły muzyczne oraz imprezy polityczne, kulturalne i społeczne.

Hala charakteryzowała się modernistyczną architekturą – jej biała elewacja wyróżniała się na tle zabudowy ówczesnej ulicy Jurowieckiej. Jak podaje Fundacja Uniwersytetu w Białymstoku "Bryła budynku posiadała bazylikowy układ, a jej główna hala była nakryta odcinkowym w przekroju dachem i poprzedzona szerszymi skrzydłami, z wejściem na osi z głębokim pulpitowym zadaszeniem. Do jej bocznych elewacji przylegały prostokątne, zamknięte półokrągło ryzality klatek schodowych i gospodarcze aneksy."
Stadion im. Janusza Kusocińskiego (1963-2008)
Stadion przy ulicy Jurowieckiej 21 został wybudowany w 1962 roku, a jego oficjalne otwarcie nastąpiło 2 czerwca 1963 roku. Uroczystość uświetnił międzynarodowy mecz piłkarskiej reprezentacji juniorów Polska–Rumunia (0:1), w którym wystąpił późniejszy wybitny zawodnik – Włodzimierz Lubański.Stadion posiadał bieżnię lekkoatletyczną, boisko o wymiarach 102 m x 70 m, a w sąsiedztwie wybudowano dodatkowe boisko treningowe. Pojemność stadionu wynosiła początkowo kilka tysięcy miejsc, a po dobudowaniu trybun za bramką wraz z małą krytą trybuną na 200 osób, wzrosła do około 7 000 (w tym ok. 1000 stojących). W sezonie 1992/93 był również miejscem odbywania się meczów polskiej Ekstraklasy. Po 1989 roku, obok dotychczasowych funkcji sportowych, stadion zaczął być wykorzystywany również w celach handlowych – na jego terenach powstało znane białostockie targowisko. Ostatni mecz ligowy rozegrano tam 2 października 2004 roku przeciwko RKS Radomsko (4:1). W listopadzie 2008 roku stadion został rozebrany w związku z budową na jego miejscu zespołu budynków mieszkalnych oraz galerii handlowej.
Basen przy ul.Mickiewicza (1974-lata 90.)
Dnia 19 lipca 1974 roku z okazji XXX-lecia PRL, oddano do użytku najnowocześniejszy w regionie otwarty basen pływacki o wymiarach olimpijskich (50 × 20 m). Obiekt zlokalizowano przy ul. Adama Mickiewicza 50, w otoczeniu zieleni i pobliskich stawów. Basen dysponował bogatym zapleczem, m.in. systemem podgrzewania wody, kawiarenką, szatniami oraz tarasem do leżakowania. Planowano również jego zadaszenie, jednak projekt ten nie został zrealizowany. Basen tętnił życiem aż do lat 90. XX wieku, kiedy zawieszono działalność sekcji pływackiej, a sam obiekt zaczął stopniowo popadać w ruinę. Wkrótce klub zdecydował się na sprzedaż nieruchomości, a na jej miejscu wybudowano budynek banku. Obiekt gościł wiele wydarzeń sportowych o randze ogólnopolskiej, w tym Centralne Finały IV Spartakiady Młodzieży w 1975 roku. Cieszył się również ogromną popularnością wśród mieszkańców Białegostoku jako miejsce rekreacji i wypoczynku.
Stadion Gwardii (lata 70. - 2008)
Stadion Gwardii Białystok, od 1991 roku znany również jako Stadion Hetmana, był jednym z najważniejszych obiektów sportowych w Białymstoku. Został otwarty 22 lipca 1972 roku przy ulicy Słonecznej. Początkowo składał się z nasypowych trybun z 16 rzędami, które mogły pomieścić około 15 tysięcy widzów. Dwa lata później, w 1973 roku, obiekt został rozbudowany o żelbetowe nadbudowy trybun, co podwoiło jego pojemność do około 30 tysięcy miejsc. Wówczas uznano go za jeden z dziesięciu największych i najnowocześniejszych stadionów w kraju.

Grająca w klasach okręgowych i III lidze Gwardia nie przyciągała zbyt licznej publiczności, która najczęściej pojawiała się przy okazji meczów Jagiellonii lub innych imprez masowych. Odbywały się tam duże imprezy kulturalno-społeczne, m.in. ogólnopolskie dożynki w 1973 roku. Ciekawostką jest fakt, że już w 1983 roku na białostockim stadionie rozegrano dwa mecze Pucharu UEFA, gdzie łódzki Widzew zmierzył się tam z IF Elfsborg (0:0) oraz Spartą Praga (1:0). W latach 70-80. XX wieku na stadion wkroczyła II-ligowa Jagiellonia, która w 1987 roku wywalczyła awans do I ligi. Podczas debiutanckiego meczu Jagiellonii w najwyższej klasie rozgrywkowej, przeciwko Widzewowi Łódź, zanotowano rekordową frekwencję – około 35 tysięcy widzów. Tak wysoka liczba była możliwa dzięki wyjątkowemu kompromisowi organizatorów, którzy pozwolili kibicom zająć miejsca również za bramkami. W tamtym czasie obiekt nie posiadał jeszcze sztucznego oświetlenia. W 2005 roku przeprowadzono częściową modernizację obiektu, na jednej z trybun zainstalowano 5 tysięcy, a na drugiej około tysiąca krzesełek.

W 2006 roku stadion przeszedł na własność miasta, co otworzyło drogę do długo oczekiwanych inwestycji, szczególnie istotnych po awansie Jagiellonii Białystok do Ekstraklasy w 2007 roku. W pierwszej kolejności zainstalowano system podgrzewania murawy. Następnie przystąpiono do modernizacji zaplecza – odnowiono szatnie, wybudowano salę konferencyjną oraz pokój dla delegata PZPN. Pojawiła się także nowa trybuna dla około 3 tysięcy widzów (miejsca stojące), dzięki czemu całkowita pojemność stadionu wzrosła do około 10 tysięcy osób. Dodatkowo zadaszono sektor VIP, a ostatnim etapem modernizacji było zamontowanie oświetlenia.

W listopadzie 2008 roku rozpoczęto rozbiórkę starego obiektu przy ulicy Słonecznej 1. Zwieńczeniem tych zmian było otwarcie nowego stadionu – nowoczesnego, spełniającego europejskie standardy – które nastąpiło w październiku 2014 roku.
Ośrodek w Pogorzałkach (2009-2019)
Boisko treningowe w Pogorzałkach odegrało istotną rolę w historii Jagiellonii Białystok. Położone w gminie Dobrzyniewo Duże, około 15 km na północny zachód od Białegostoku, przez wiele lat pełniło funkcję głównego ośrodka treningowego pierwszej drużyny.

Po sprzedaży klubowych obiektów przy ul. Jurowieckiej, zespół został pozbawiony własnej bazy treningowej. Poszukiwania odpowiednich terenów w granicach Białegostoku nie przyniosły rezultatu, dlatego zdecydowano się na dzierżawę boiska w sąsiedniej gminie. Od 13 kwietnia 2009 roku piłkarze prowadzeni przez Michała Probierza korzystali z jednego, niewymiarowego boiska, przy którym stworzono skromne, ale funkcjonalne zaplecze. Na miejscu znajdowały się m.in. szatnia, sauna, sala konferencyjna, pokój dla trenerów oraz pomieszczenie do odnowy biologicznej.
Stadion Miejski (2014)
Ośrodek treningowy przy Elewatorskiej 4 (2019)

## Herb klubowy

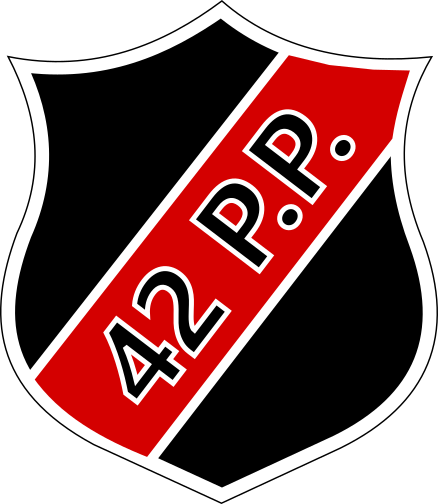
42 Pułk Piechoty 1920-1932
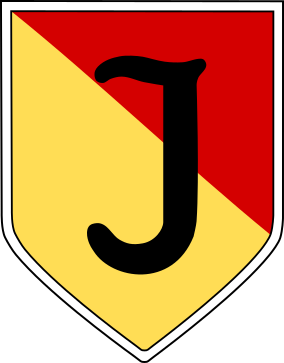
1932-1946
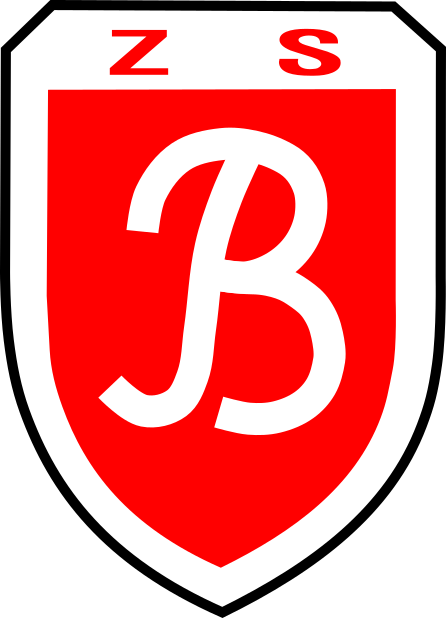
Budowlani 1950-1957
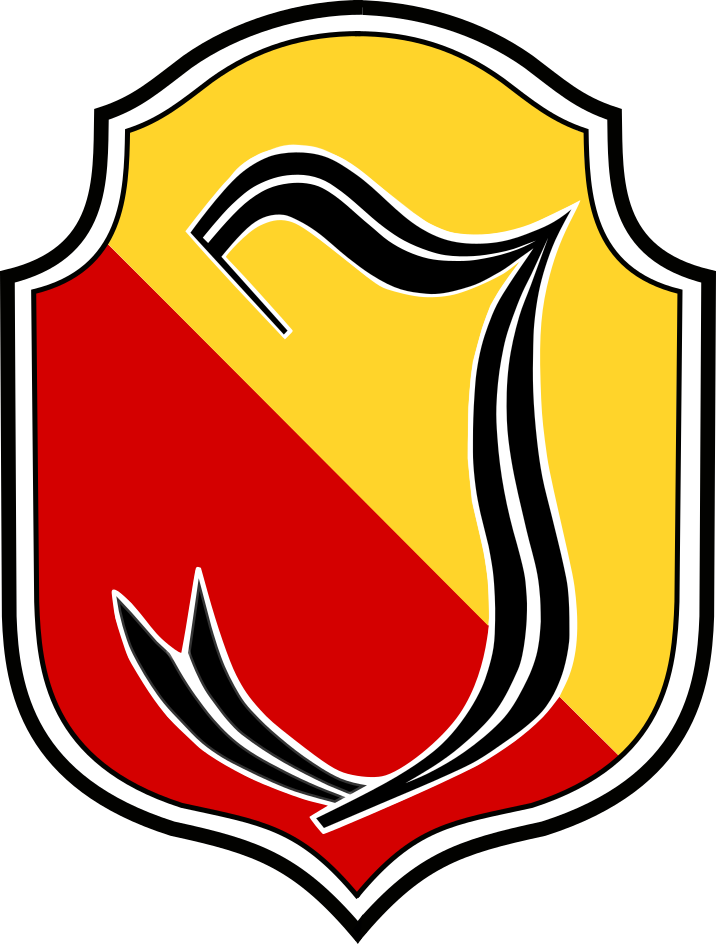
1957-(1980)
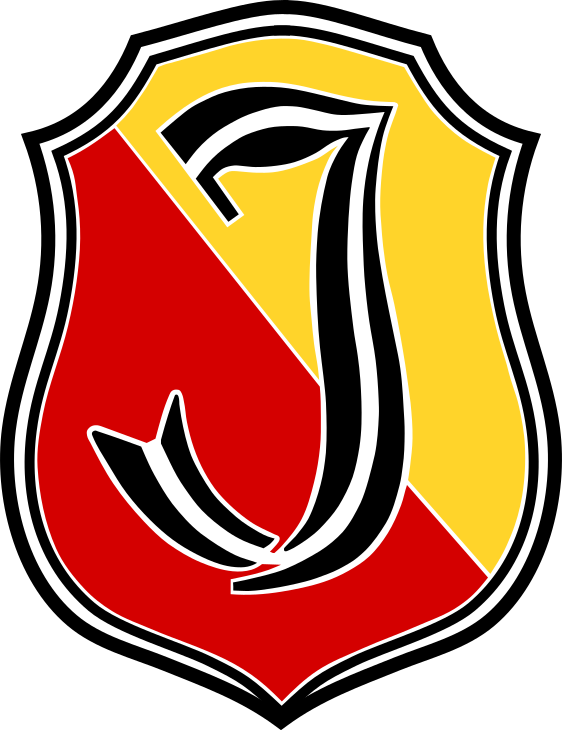
(1980)-1989
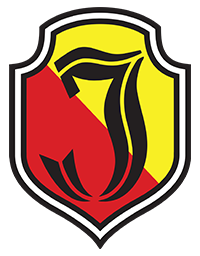
1989-2006
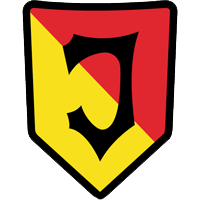
2006-2020
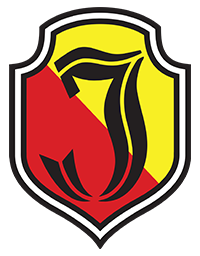
2020 >

Pierwszy herb Jagiellonii z 1932 roku powstał po połączeniu Wojskowego Klubu Sportowego 42. Pułku Piechoty z Klubem Sportowym Związku Młodzieży Wiejskiej (ZMW). Warto zaznaczyć, że 42. Pułk Piechoty nie posiadał oficjalnego herbu — jego obecna wersja funkcjonuje jedynie jako współczesna grafika przygotowana dla amatorskiego zespołu WKS 42 PP, występującego w rozgrywkach Retro Ligi.
Herb Jagiellonii w pierwotnej wersji był prosty: przedstawiał czarną literę „J” na czerwono-żółtej tarczy, której barwy nawiązywały do herbu Białegostoku. W okresie, gdy klub znajdował się ponownie pod patronatem wojska (lata 1935–1939), do herbu dodawano litery „WKS” – skrót od Wojskowy Klub Sportowy. Ten pierwszy herb Jagiellonii przestał funkcjonować w 1946 roku, wraz z rozwiązaniem klubu przez władze komunistyczne.

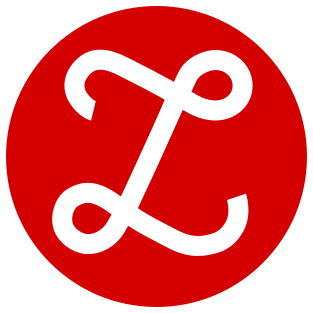
Herb Związkowca

W latach 1946–1950 zawodnicy i działacze Jagiellonii kontynuowali działalność sportową w nowych klubach: najpierw w PKS Motor Białystok (1946–1947), a następnie w ZMW „Wici” → KS Związkowiec Białystok (1948–1950). Najprawdopodobniej Motor nie posiadał oficjalnego herbu, natomiast herb Związkowca z tamtego okresu przedstawiał stylizowaną literę „Z” wpisaną w okrąg. W 1950 roku sekcja piłkarska Związkowca została wchłonięta przez Klub Sportowy Budowlani Białystok. Herb Budowlanych był typowy dla tamtych czasów — stanowiła go biała, stylizowana litera „B” umieszczona na czerwonej tarczy.
Po odwilży politycznej w 1955 roku Jagiellonia powróciła do swojego herbu, z charakterystyczną „J-tką” umieszczoną na żółto-czerwonym tle. W nowej wersji zmieniono kształt tarczy oraz układ kolorów. Ten wariant funkcjonował do lat 80. XX wieku i pojawił się m.in. na sztandarze ufundowanym klubowi w 1967 roku. Warto wspomnieć, że w wielu publikacjach prasowych oraz klubowych występowały liczne warianty herbu, co wskazuje, że klub nie przywiązywał wówczas większej wagi do konsekwentnego stosowania logotypu. Następny oficjalny wariant herbu to lata 80. XX wieku, nastąpiła zmiana profilu znaku "J-tki" oraz dodany bardziej owalny kształt tarczy.
Dzisiejszy herb powstał w 1989 roku – dopracowany graficznie, na dłużej zagościł jako oficjalny logotyp klubu. W związku z przekształceniami własnościowymi, w latach 90. Jagiellonia używała także herbu stylizowanego na herb Białegostoku, z gryfami i nazwą sponsora – Wersalu Podlaskiego. W wyniku braku zastrzeżenia praw do używanego herbu, który przejął inny podmiot, w 2006 roku klub został zmuszony do rezygnacji z popularnego znaku i przyjął nowy herb, stylizowany na wzór z lat 30. XX wieku, z charakterystycznymi czerwono-żółtymi barwami. Taki stan rzeczy trwał do 2020 roku, kiedy to jeden z kibiców wykupił prawa do „starego” herbu. W wyniku głosowania wśród fanów, klub oficjalnie powrócił do historycznego znaku.

## Kibice

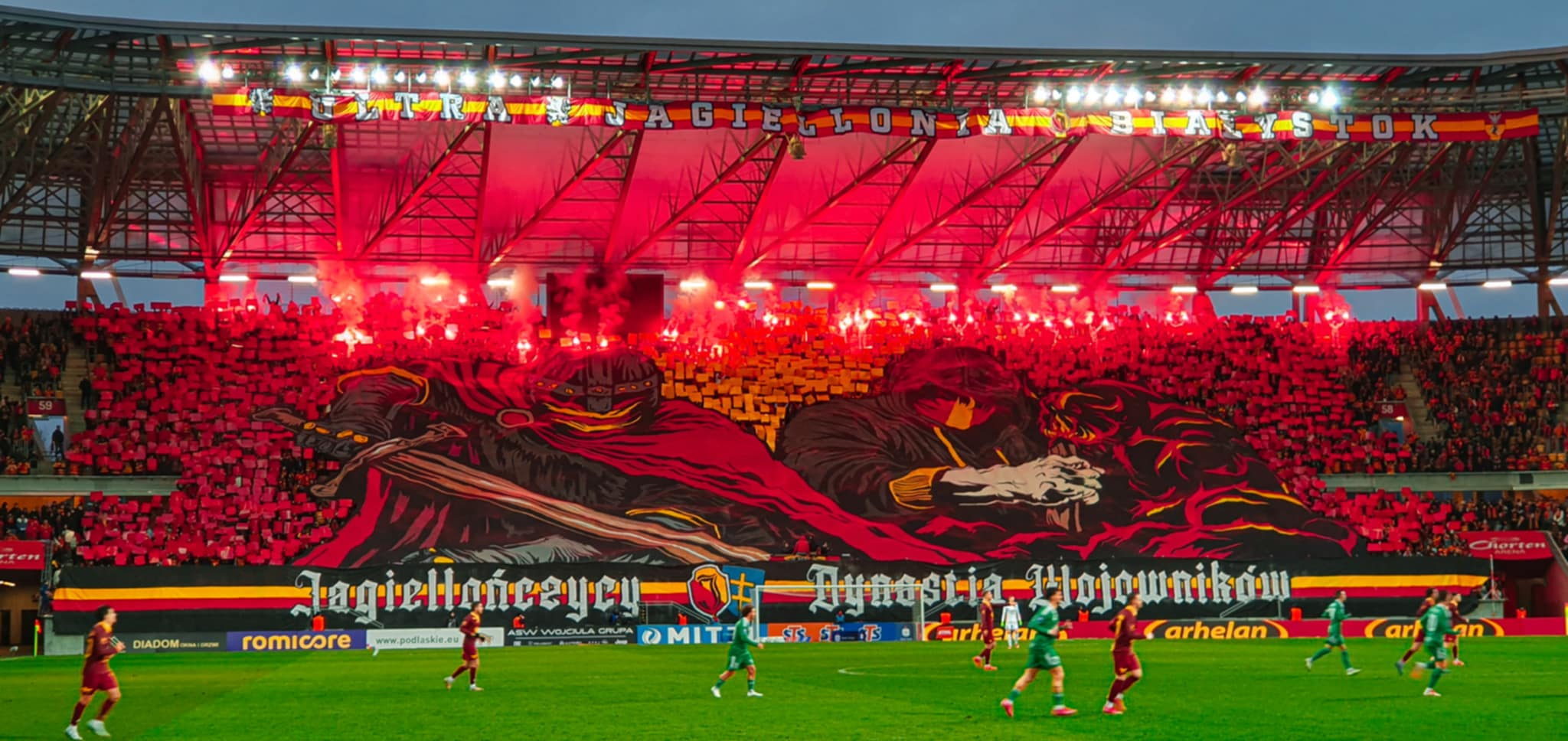
Oprawa na meczu Jagiellonia - Radomiak 2.02.2025

Nad tym, co się dzieje na trybunach, czuwa Stowarzyszenie Kibiców Dzieci Białegostoku. Jest ono oficjalnym reprezentantem kibiców w kontakcie z klubem. Głównym założeniem stowarzyszenia jest zjednoczenie wszystkich kibiców Jagiellonii na każdej płaszczyźnie życia kibicowskiego i codziennego.
Bardzo ważnym założeniem Stowarzyszenia „Dzieci Białegostoku” jest angażowanie się w życie sportowe, społeczne i kulturalne, poprzez organizowanie imprez sportowych i rozrywkowych dla dzieci, młodzieży w szkołach, domach dziecka, ośrodkach wychowawczych.
Tworzeniem opraw stadionowych i różnych choreografii z nią związanych zajmuje się Ultras Jagiellonia Białystok (UJB).
Fan Cluby : Łapy, Bielsk Podlaski, Sokółka, Hajnówka, Czarna Białostocka, Sidra, Boćki, Brańsk, Grajewo, Mońki, Zambrów.

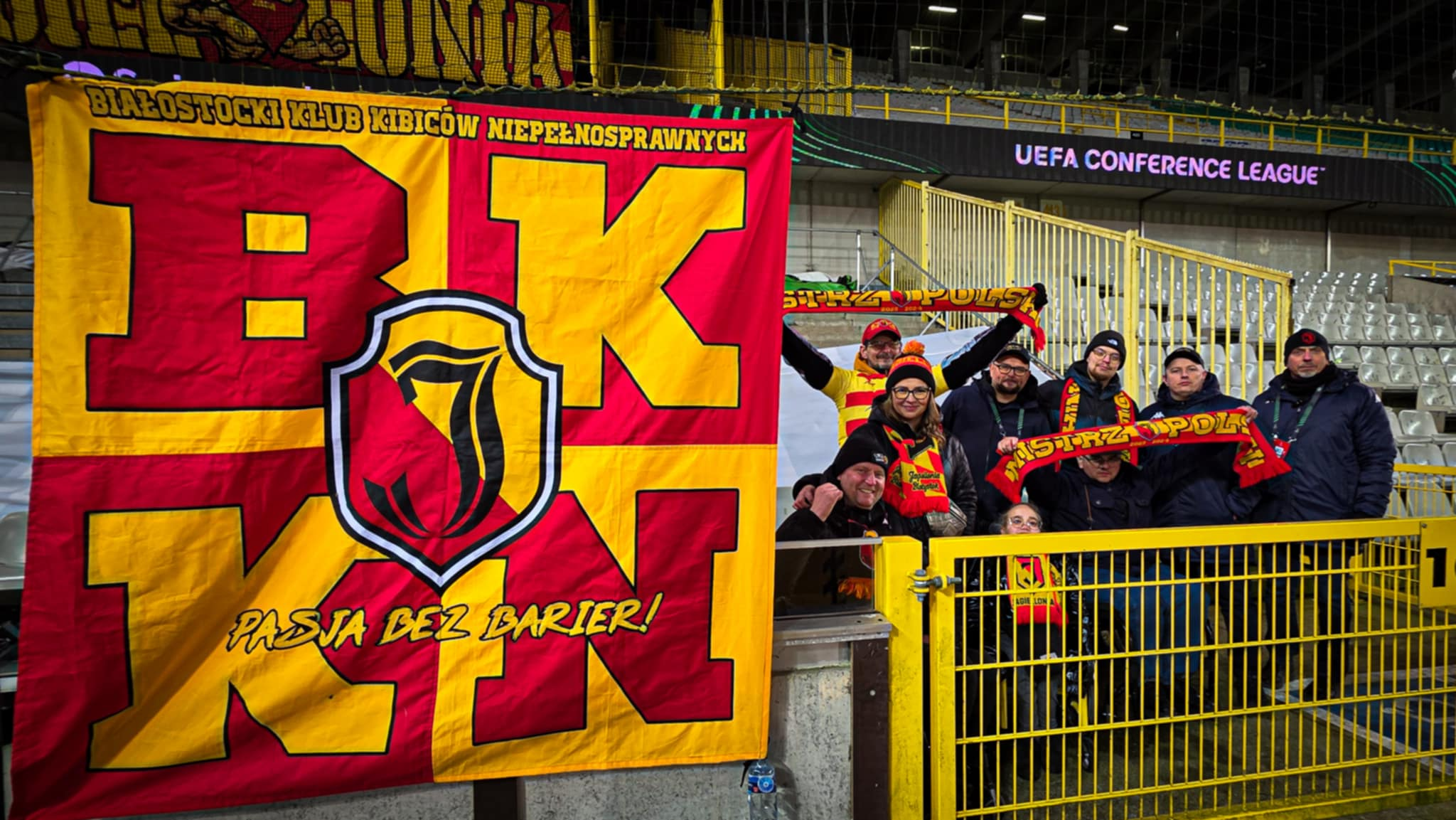
BKKN na wyjeżdzie w Bruggi (Holandia)

BKKN - Białostocki Klub Kibiców Niepełnosprawnych to organizacja zrzeszająca kibiców Jagiellonii Białystok z niepełnosprawnościami. Powstała w 2014 roku, wzorując się na podobnych inicjatywach w innych miastach Polski. BKKN współpracuje z Jagiellonią Białystok, a także z innymi organizacjami wspierającymi osoby z niepełnosprawnościami. Jest jednym z najprężniej działających Klubów Kibiców Niepełnosprawnych (KKN) w Polsce i członkiem Federacji Kibiców Niepełnosprawnych (FKN).
- Inicjatywa, która pozwala każdemu kibicowi przeżywać piłkarskie emocje bez barier.
- Integracja – klub tworzy społeczność, w której kibice z niepełnosprawnościami mogą wspólnie przeżywać sportowe emocje.
- Wsparcie w dostępie do stadionu – BKKN działa na rzecz ułatwienia dostępu do obiektów sportowych i poprawy infrastruktury.
- Organizacja wyjazdów – członkowie BKKN mają możliwość uczestnictwa w meczach wyjazdowych Jagiellonii[46].
- Promowanie aktywności sportowej – klub angażuje się w różne inicjatywy promujące aktywność fizyczną wśród osób z niepełnosprawnościami.

### Hymn

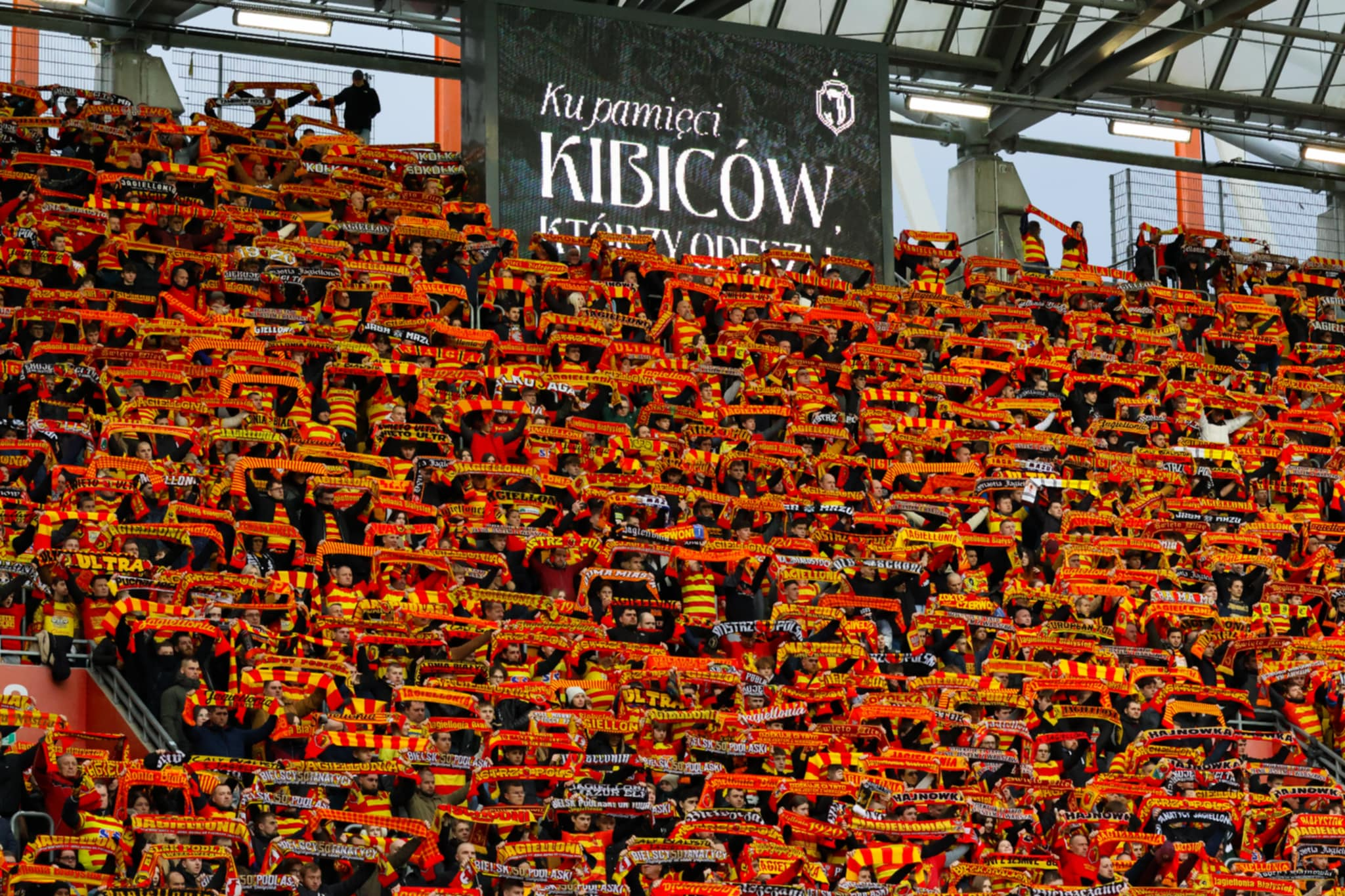
Hymn jest śpiewany na stojąco, na słowa "Wstań, unieś barwy" z uniesionymi barwami

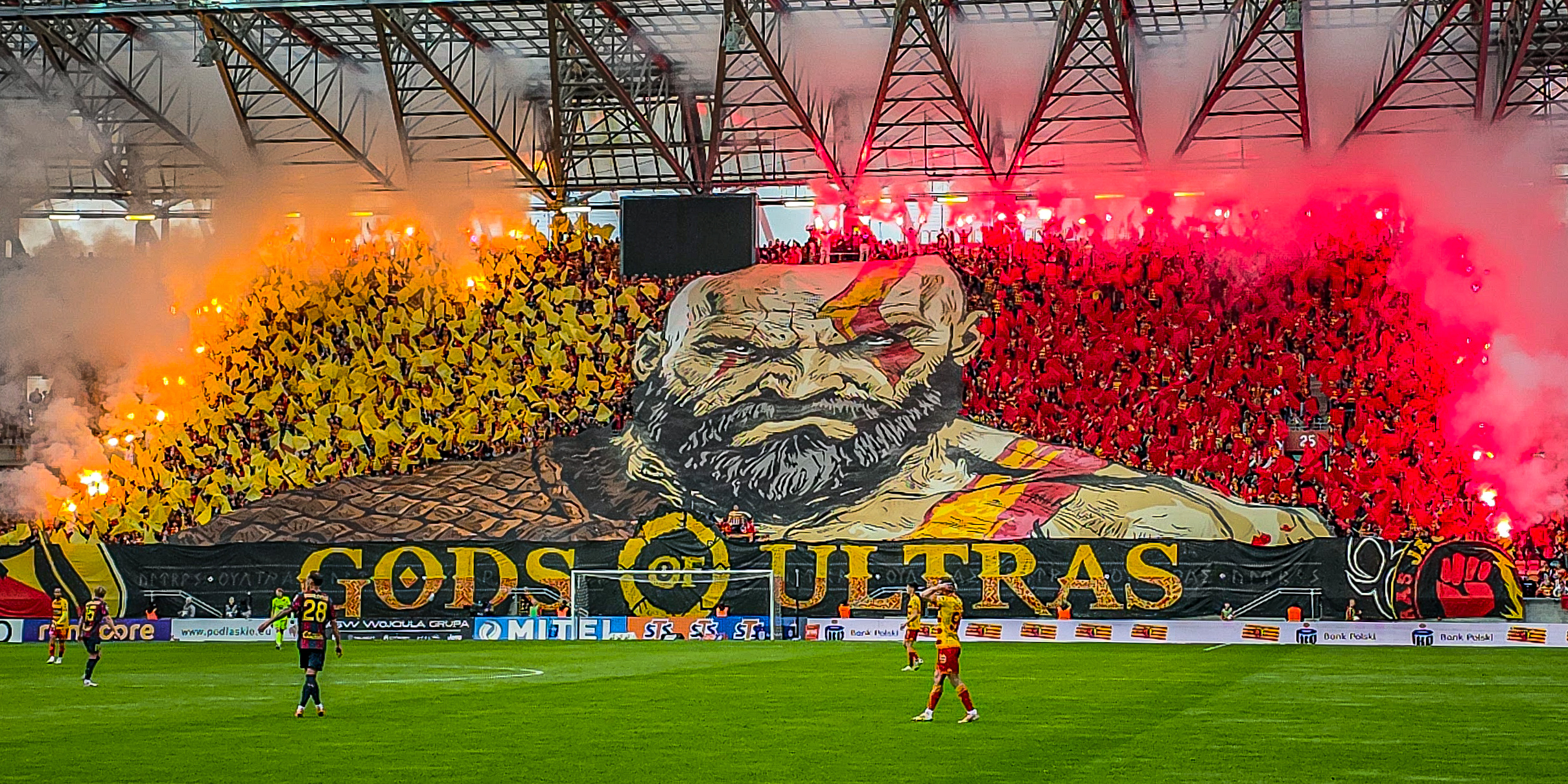
Oprawa meczowa na meczu z Pogonią Szczecin 24.05.2025.

Głównym pomysłodawcą i autorem hymnu był Tomasz Kozak ps. Kodżak (zm.20.03.2020) legendarny kibic i współzałożyciel SSJB. Pierwotnie miała to być zwykła przyśpiewka, ale po pewnych przeróbkach i konsultacjach wśród kibiców uznano, że spełnia oczekiwania hymnu. Utwór został napisany do melodii piosenki filmowej "W stepie szerokim" autorstwa Wojciecha Kilara (muzyka) i Jerzego Lutowskiego (tekst) pochodzący z serialu telewizyjnego Przygody pana Michała, którą wykonywał Leszek Herdegen.

Pierwsze wykonanie hymnu miało miejsce 22 maja 2010 roku, przed meczem finału Pucharu Polski z Pogonią Szczecin.
| Hymn Jagiellonii - tekst | Hymn Jagiellonii - tekst |
| --- | --- |
| I zwrotka W mieście Białystok, w tym w którym żyję, Oddałem serce drużynie. I refren Wstań, unieś barwy, wsłuchaj się w słowa, Pieśni o mej Jagiellonii. Wstań, unieś barwy, wsłuchaj się w słowa, Pieśni o mej Jagiellonii. | II zwrotka Moja drużyno, ma ukochana, Pokonasz dzisiaj rywala. II refren Strzelisz trzy bramy, i znów wygramy, Klubie Ty nasz ukochany! Strzelisz trzy bramy, i znów wygramy, Klubie Ty nasz ukochany! (BKS x4) |

## Osiągnięcia

### Europejskie puchary

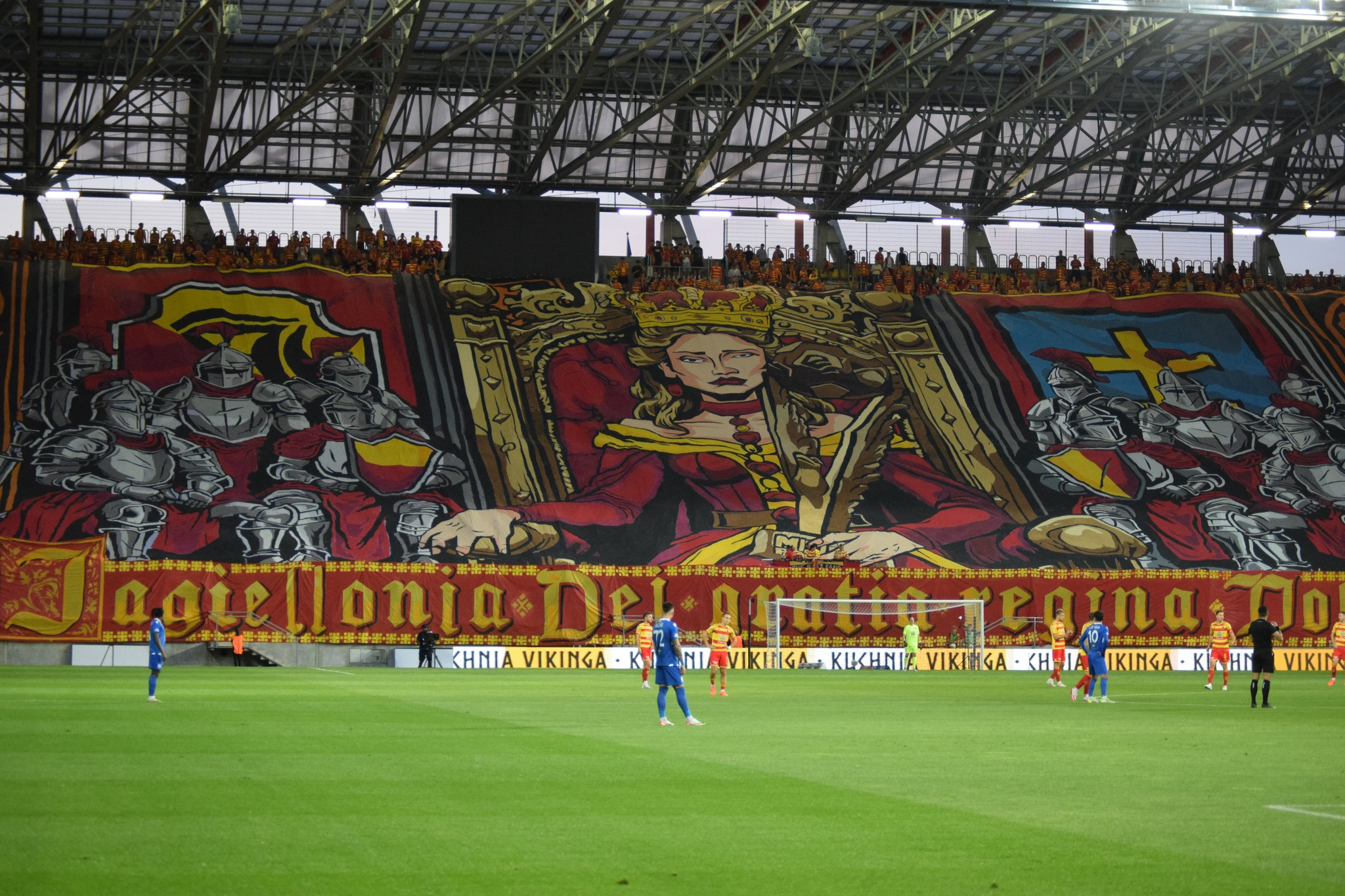
Mecz Jagiellonia v FK Poniewież (3–1)

| Runda               | Rozgrywki             | Razy | Sezony |
| ------------------- | --------------------- | ---- | --- |
| Faza kwalifikacyjna | Liga Europy           | 5    | 2010/11 – (III runda), 2011/12 – (I runda), 2015/16 – (I/II runda), 2017/18 – (I/II runda), 2018/19 – (II/III runda), 2024/2025 – (play off) |
| Faza kwalifikacyjna | Liga Mistrzów         | 1    | 2024/2025 |
| Faza kwalifikacyjna | Liga Konferencji UEFA | 1    | 2025/2026 |
| Faza ligowa         | Liga Konferencji UEFA | 1    | 2024/2025 |
| Faza pucharowa      | Liga Konferencji UEFA | 1    | 2024/2025 - (ćwierćfinał) |

### Rozgrywki krajowe
| Rozgrywki                            | Miejsce                              | Razy | Sezony |
| ------------------------------------ | ------------------------------------ | ---- | --- |
| Mistrzostwa Polski                   | 1. miejsce                           | 1    | 2023/24 |
| Mistrzostwa Polski                   | 2. miejsce                           | 2    | 2016/17, 2017/18 |
| Mistrzostwa Polski                   | 3. miejsce                           | 2    | 2014/15, 2024/25 |
| Sezony w ekstraklasie (dawna I liga) | Sezony w ekstraklasie (dawna I liga) | 23   | 1987/88, 1988/89, 1989/90, 1992/93, 2007/08, 2008/09, 2009/10, 2010/11, 2011/12, 2012/13, 2013/14, 2014/15, 2015/16, 2016/17, 2017/18, 2018/19, 2019/20, 2020/21, 2021/22, 2022/23, 2023/24, 2024/25, 2025/26 |
| Sezony w I lidze (dawna II liga)     | Sezony w I lidze (dawna II liga)     | 18   | 1975/76, 1976/77, 1977/78, 1980/81, 1983/84, 1984/85, 1985/86 1986/87 1990/91, 1991/92, 1993/94, 1994/95, 1995/96, 2001/02, 2003/04, 2004/05, 2005/06, 2006/07.                                               |

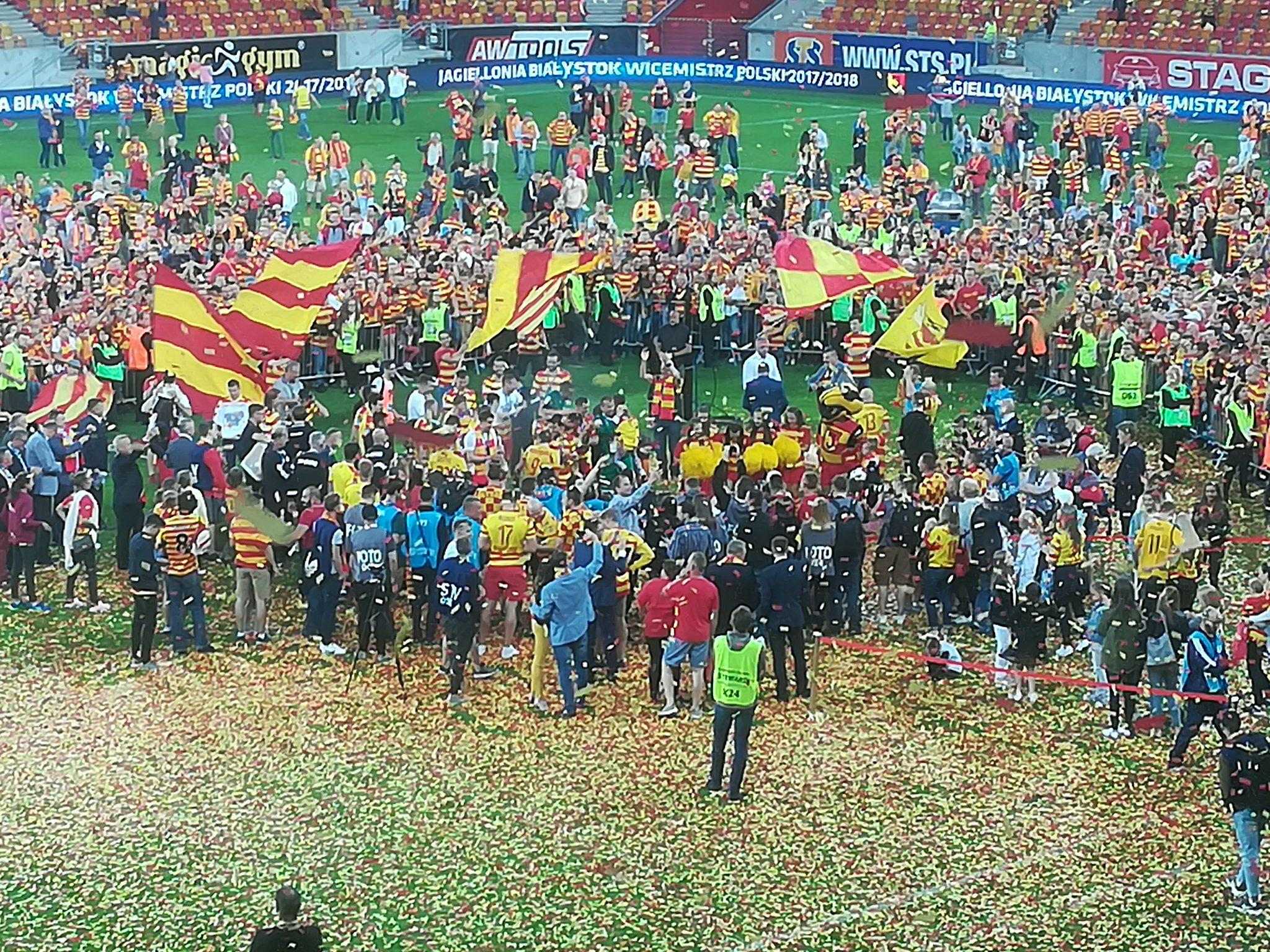
Feta po zdobyciu wicemistrzostwa Polski (20 maja 2018)

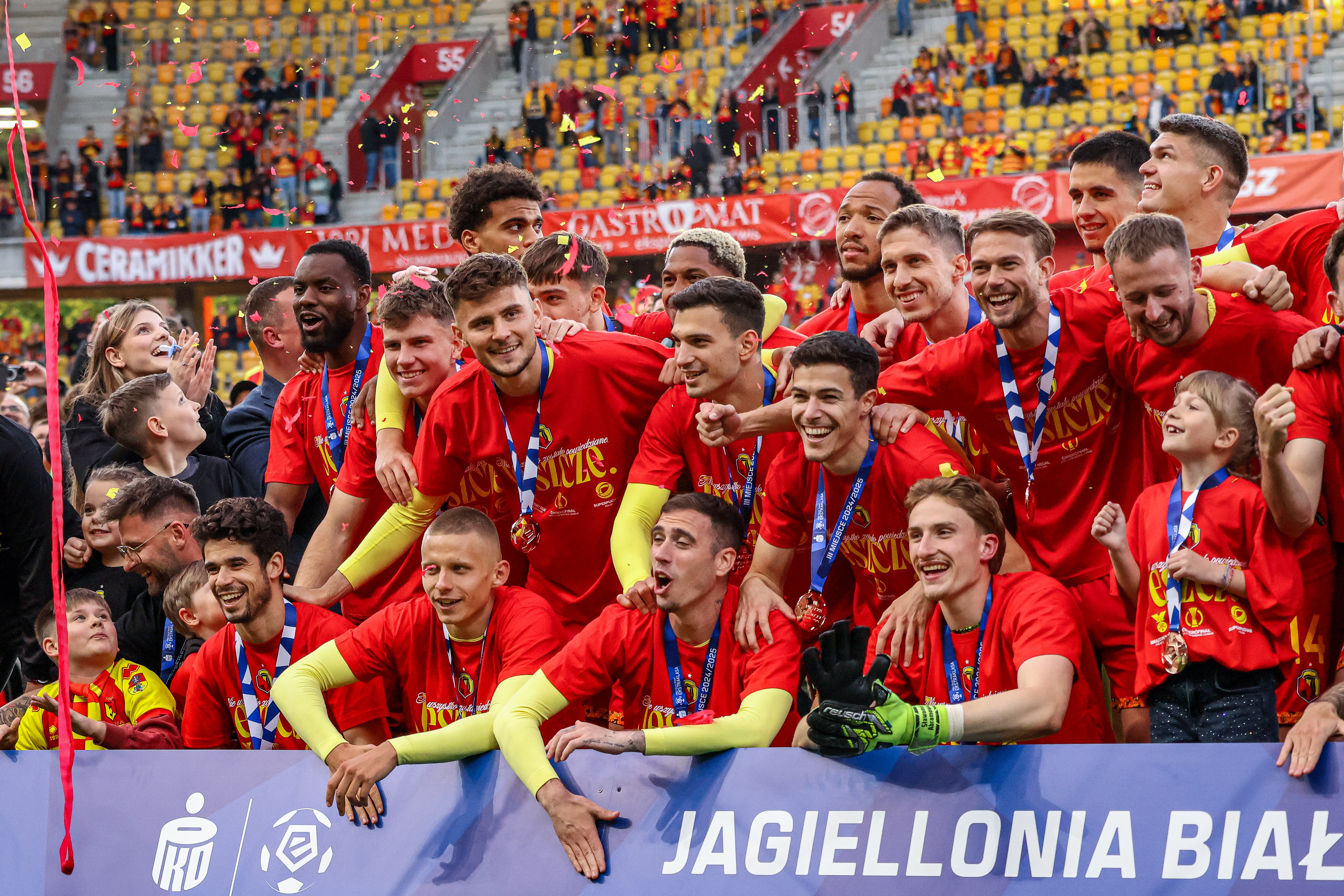
3 miejsce w Ekstraklasie w sezonie 2024/25

Jagiellonia zajmuje 15. miejsce w tabeli wszech czasów ekstraklasy.

### Puchary krajowe

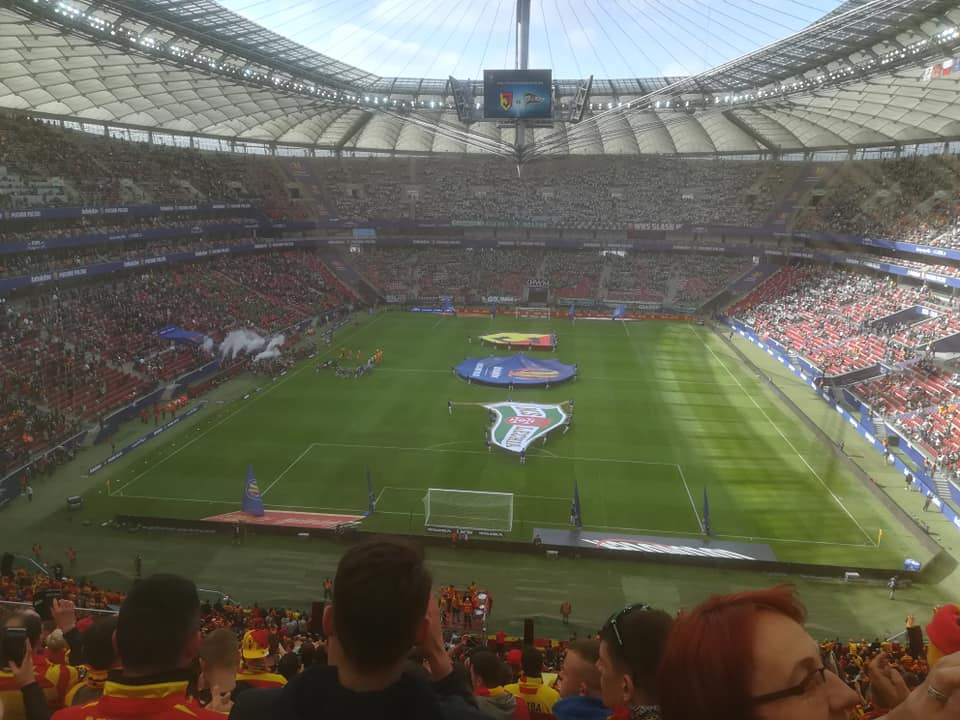
2 maja 2019 roku, mecz finałowy Pucharu Polski na Stadionie Narodowym,
Jagiellonia v Lechia Gdańsk 0:1

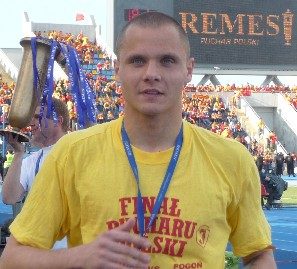
Rafał Gikiewicz po meczu finałowym Pucharu Polski w 2010 roku, Bydgoszcz

| Puchary            | Miejsce                | Razy | Sezony           |
| ------------------ | ---------------------- | ---- | ---------------- |
| Puchar Polski      | 1. miejsce – Zdobywca  | 1    | 2009/10          |
| Puchar Polski      | 2. miejsce – Finalista | 2    | 1988/89, 2018/19 |
| Superpuchar Polski | Superpuchar Polski     | 2    | 2010, 2024       |

### Rozgrywki młodzieżowe
| Rozgrywki                             | Miejsce    | Razy | Sezony                 |
| ------------------------------------- | ---------- | ---- | ---------------------- |
| Mistrzostwa Polski juniorów starszych | 1. miejsce | 4    | 1988, 1992, 2004, 2011 |
| Mistrzostwa Polski juniorów starszych | 2. miejsce | 1    | 1981                   |
| Mistrzostwa Polski juniorów starszych | 3. miejsce | 2    | 1982, 1996             |
| Mistrzostwa Polski juniorów młodszych | 1. miejsce | 2    | 2000, 2018             |
| Mistrzostwa Polski juniorów młodszych | 2. miejsce | 3    | 2006, 2007, 2010       |
| Mistrzostwa Polski juniorów młodszych | 3. miejsce | 0    |                        |

## Skład

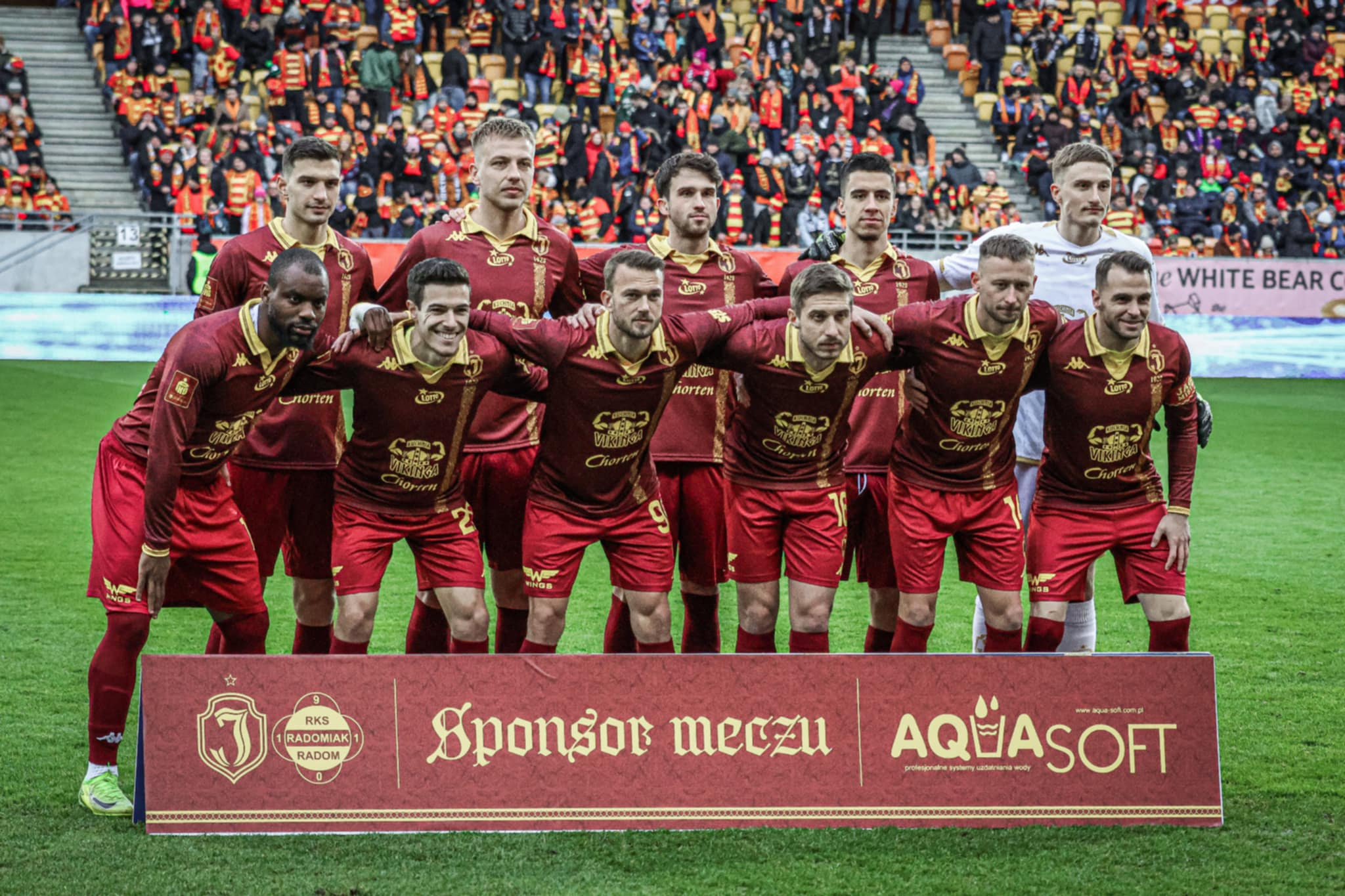
2.02.2025 Jagiellonia w okazjonalnych koszulkach Regina Poloniae

Stan na 29 lipca 2025
| Nr | Poz. | Piłkarz                   |
| -- | ---- | ------------------------- |
| 3  | OB   | Dušan Stojinović          |
| 4  | OB   | Yūki Kobayashi            |
| 5  | OB   | Cezary Polak              |
| 6  | PO   | Taras Romanczuk (kapitan) |
| 7  | OB   | Alejandro Pozo            |
| 8  | PO   | Dawid Drachal             |
| 9  | NA   | Dimitris Rallis           |
| 10 | NA   | Afimico Pululu            |
| 11 | NA   | Jesús Imaz                |
| 13 | OB   | Bernardo Vital            |
| 15 | PO   | Norbert Wojtuszek         |
| 18 | NA   | Louka Prip                |
| 19 | NA   | Alejandro Cantero         |
| 20 | PO   | Miki Villar               |

| Nr | Poz. | Piłkarz               |
| -- | ---- | --------------------- |
| 22 | BR   | Miłosz Piekutowski    |
| 25 | PO   | Aziel Jackson         |
| 27 | OB   | Bartłomiej Wdowik     |
| 29 | PO   | Marcin Listkowski     |
| 31 | PO   | Leon Flach            |
| 33 | BR   | Bartłomiej Żynel      |
| 50 | BR   | Sławomir Abramowicz   |
| 53 | OB   | Bartłomiej Krasiewicz |
| 55 | OB   | Toki Hirosawa         |
| 66 | BR   | Adrian Damasiewicz    |
| 80 | PO   | Oskar Pietuszewski    |
| 82 | PO   | Tomás Silva           |
| 85 | PO   | Eryk Kozłowski        |
| 86 | PO   | Bartosz Mazurek       |

### Piłkarze na wypożyczeniu
| Nr | Poz. | Piłkarz                                      |
| -- | ---- | -------------------------------------------- |
| 71 | PO   | Szymon Stypułkowski (wyp. do Pogoni Siedlce) |
| 51 | NA   | Alan Rybak (wyp. do Pogoni Siedlce)          |

## Sztab szkoleniowy

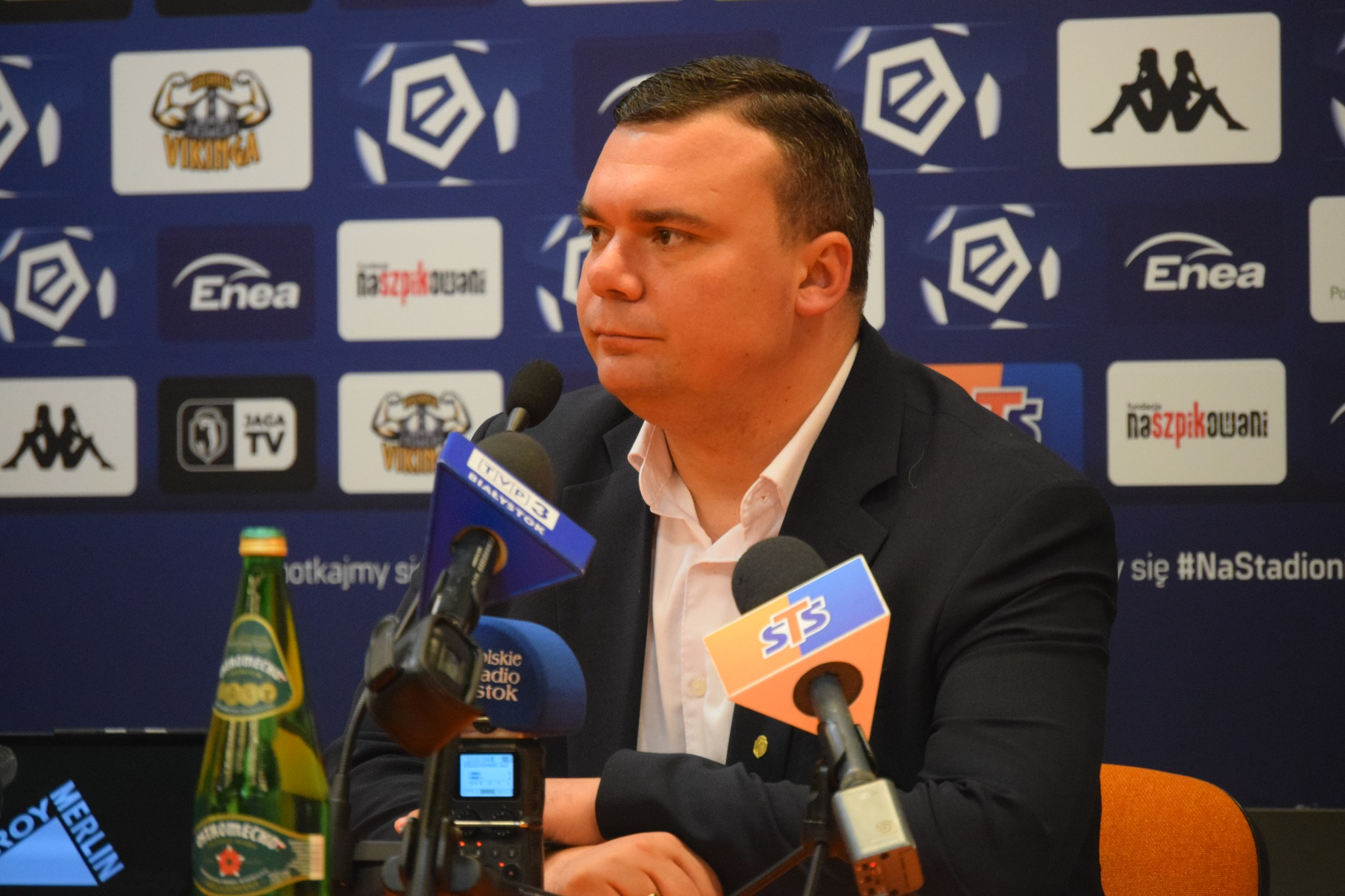
Adrian Siemieniec na konferencji po meczu Jagiellonii ze Śląskiem Wrocław

| Trener                            | Adrian Siemieniec                                                      |
| Trener II                         | Rafał Grzyb                                                            |
| Asystent trenera                  | Mikołaj Łuczak Tomasz Byszko Fabio Ribeiro (analityk) Krzysztof Szynke |
| Trener bramkarzy                  | Mariusz Bołdyn Grzegorz Sandomierski (asysytent)                       |
| Trener przygotowania motorycznego | Maciej Zieniewicz                                                      |
| Trener przygotowania motorycznego | Grzegorz Arłukowicz                                                    |
| Kierownik drużyny                 | Arkadiusz Szczęsny                                                     |
| Lekarz                            | Michał Kwiatkowski (kier.sztabu med.) Michał Karpiński Maciej Wendorff |
| Fizjoterapeuta                    | Katarzyna Emich Marcin Piechowski Gaweł Dojlido                        |
| Kitman                            | Wiktor Grabowski                                                       |

## Bilans ligowy

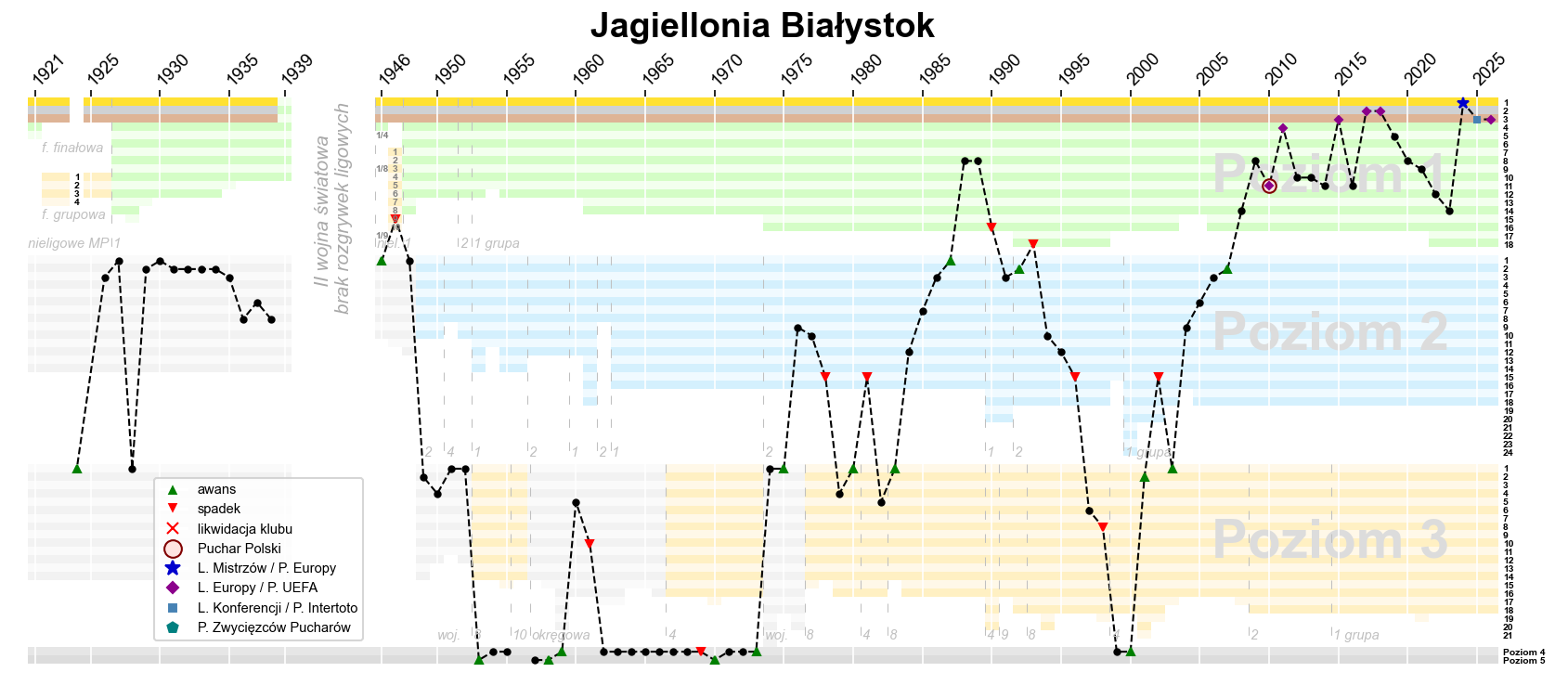
Historia występów Jagiellonii Białystok w rozgrywkach ligowych

| Rozgrywki ligowe - sezony                       | Rozgrywki ligowe - sezony | Rozgrywki ligowe - sezony | Rozgrywki ligowe - sezony | Rozgrywki ligowe - sezony | Rozgrywki ligowe - sezony | Rozgrywki ligowe - sezony    | Rozgrywki ligowe - sezony                     | Rozgrywki ligowe - sezony                     | Rozgrywki ligowe - sezony                     | Rozgrywki ligowe - sezony                     | Rozgrywki ligowe - sezony                     | Rozgrywki ligowe - sezony                     | Rozgrywki ligowe - sezony                     | Rozgrywki ligowe - sezony                     | Rozgrywki ligowe - sezony                     | Rozgrywki ligowe - sezony                     | Rozgrywki ligowe - sezony | Rozgrywki ligowe - sezony   | Rozgrywki ligowe - sezony   | Rozgrywki ligowe - sezony   |
| Poziomy ligowe                                  | Poziomy ligowe            | Poziomy ligowe            | Poziomy ligowe            | Poziomy ligowe            | Sezony, opis              | Sezony, opis                 | Sezony, opis                                  | Sezony, opis                                  | Sezony, opis                                  | Sezony, opis                                  | Sezony, opis                                  | Sezony, opis                                  | Sezony, opis                                  | Sezony, opis                                  | Sezony, opis                                  | Sezony, opis                                  | PP                        | Nazwa                       | Nazwa                       | Nazwa                       |
| I                                               | II                        | III                       | IV                        | V                         | Sezon                     | Liga                         | Poz.                                          | Pkt.                                          | B+                                            | B-                                            | Z                                             | R                                             | P                                             | M.                                            | B/E                                           | Uwagi/Osiągnięcia                             | PP                        | Nazwa                       | Nazwa                       | Nazwa                       |
| ----------------------------------------------- | ------------------------- | ------------------------- | ------------------------- | ------------------------- | ------------------------- | ---------------------------- | --------------------------------------------- | --------------------------------------------- | --------------------------------------------- | --------------------------------------------- | --------------------------------------------- | --------------------------------------------- | --------------------------------------------- | --------------------------------------------- | --------------------------------------------- | --------------------------------------------- | ------------------------- | --------------------------- | --------------------------- | --------------------------- |
|                                                 |                           |                           |                           |                           | 1920-23                   | Mecze towarzyskie            | Klub nie brał udziału w rozgrywkach ligowych  | Klub nie brał udziału w rozgrywkach ligowych  | Klub nie brał udziału w rozgrywkach ligowych  | Klub nie brał udziału w rozgrywkach ligowych  | Klub nie brał udziału w rozgrywkach ligowych  | Klub nie brał udziału w rozgrywkach ligowych  | Klub nie brał udziału w rozgrywkach ligowych  | Klub nie brał udziału w rozgrywkach ligowych  | Klub nie brał udziału w rozgrywkach ligowych  | Klub nie brał udziału w rozgrywkach ligowych  | x                         | WKS 42 Pułk Piechoty        | WKS 42 Pułk Piechoty        | WKS 42 Pułk Piechoty        |
| M                                               | A                         | B                         | C                         |                           | 1924                      | Klasa B                      | 1 3                                           | 8                                             | 10                                            | 1                                             | 4                                             | 0                                             | 0                                             | 4                                             |                                               | PO Białostocki                                | x                         | WKS 42 Pułk Piechoty        | WKS 42 Pułk Piechoty        | WKS 42 Pułk Piechoty        |
| M                                               | A                         | B                         | C                         | → Eliminacje do kl.A      | 1924                      | 1 4                          | 11                                            | 16                                            | 1                                             | 5                                             | 1                                             | 0                                             | 6                                             | E+                                            |                                               | PO Białostocki                                | x                         | WKS 42 Pułk Piechoty        | WKS 42 Pułk Piechoty        | WKS 42 Pułk Piechoty        |
| M                                               | A                         | B                         | C                         |                           | 1925                      | Mecze towarzyskie            | Pauza w rozgrywkach klasy A.                  | Pauza w rozgrywkach klasy A.                  | Pauza w rozgrywkach klasy A.                  | Pauza w rozgrywkach klasy A.                  | Pauza w rozgrywkach klasy A.                  | Pauza w rozgrywkach klasy A.                  | Pauza w rozgrywkach klasy A.                  | Pauza w rozgrywkach klasy A.                  | Pauza w rozgrywkach klasy A.                  | Pauza w rozgrywkach klasy A.                  | bez                       | WKS 42 Pułk Piechoty        | WKS 42 Pułk Piechoty        | WKS 42 Pułk Piechoty        |
| M                                               | A                         | B                         | C                         |                           | 1926                      | Klasa A (Wileńska)           | 3 6                                           | 10                                            | -                                             | -                                             | -                                             | -                                             | -                                             | 10                                            |                                               | Okr. Wileński*, brak tabeli.                  | x                         | WKS 42 Pułk Piechoty        | WKS 42 Pułk Piechoty        | WKS 42 Pułk Piechoty        |
| L                                               | O                         | B                         | C                         |                           | 1927                      | Liga Okr.(Warszawska)        | 1 5                                           | 14                                            | 31                                            | 13                                            | 7                                             | 0                                             | 1                                             | 8                                             | B-                                            | PO Białostocki                                | x                         | WKS 42 Pułk Piechoty        | WKS 42 Pułk Piechoty        | WKS 42 Pułk Piechoty        |
| L                                               | A                         | B                         | C                         |                           | 1928                      | Klasa B (Warszawska)         | 1 6                                           | 15                                            | 40                                            | 16                                            | 7                                             | 1                                             | 2                                             | 10                                            | B-                                            | PO Białostocki                                | x                         | WKS 42 Pułk Piechoty        | WKS 42 Pułk Piechoty        | WKS 42 Pułk Piechoty        |
| L                                               | A                         | B                         | C                         |                           | 1929                      | Klasa A (Białostocka)        | 2 6                                           | 17                                            | 32                                            | 15                                            | 8                                             | 1                                             | 1                                             | 10                                            | B+                                            | Opis                                          | x                         | WKS 42 Pułk Piechoty        | WKS 42 Pułk Piechoty        | WKS 42 Pułk Piechoty        |
| L                                               | A                         | B                         | C                         |                           | 1930                      | Klasa A                      | 1 8                                           | 21                                            | 37                                            | 14                                            | 9                                             | 3                                             | 0                                             | 14                                            |                                               | Tabela niepełna.                              | x                         | WKS 42 Pułk Piechoty        | WKS 42 Pułk Piechoty        | WKS 42 Pułk Piechoty        |
| L                                               | A                         | B                         | C                         | → Eliminacje do Ligi      | 1930                      | 2 3                          | 5                                             | 10                                            | 7                                             | 2                                             | 1                                             | 1                                             | 4+1                                           | E-                                            |                                               | x                                             |                           | WKS 42 Pułk Piechoty        | WKS 42 Pułk Piechoty        | WKS 42 Pułk Piechoty        |
| L                                               | A                         | B                         | C                         |                           | 1931                      | Klasa A                      | 2 8                                           | 20                                            | 51                                            | 18                                            | 9                                             | 2                                             | 3                                             | 14                                            |                                               |                                               | x                         | WKS 42 Pułk Piechoty        | WKS 42 Pułk Piechoty        | WKS 42 Pułk Piechoty        |
| L                                               | A                         | B                         | C                         |                           | 1932                      | Klasa A                      | 2 8                                           | 23                                            | 47                                            | 22                                            | 11                                            | 1                                             | 2                                             | 14                                            |                                               |                                               | x                         | BKS Jagiellonia             | BKS Jagiellonia             | BKS Jagiellonia             |
| L                                               | A                         | B                         | C                         |                           | 1933                      | Klasa A gr.I                 | 2 4                                           | 6                                             | 15                                            | 10                                            | 2                                             | 2                                             | 2                                             | 6                                             |                                               | Ostatecznie 3 8                               | x                         | BKS Jagiellonia             | BKS Jagiellonia             | BKS Jagiellonia             |
| L                                               | A                         | B                         | C                         |                           | 1934                      | Klasa A gr.I                 | 2 4                                           | 7                                             | 24                                            | 12                                            | 3                                             | 1                                             | 2                                             | 6                                             |                                               | Ostatecznie 3 8                               | x                         | BKS Jagiellonia             | BKS Jagiellonia             | BKS Jagiellonia             |
| L                                               | A                         | B                         | C                         |                           | 1935                      | Klasa A gr.I                 | 3 5                                           | 9                                             | 15                                            | 14                                            | 4                                             | 1                                             | 3                                             | 8                                             |                                               | Ostatecznie 5 9                               | x                         | BKS Jagiellonia             | BKS Jagiellonia             | BKS Jagiellonia             |
| L                                               | A                         | B                         | C                         |                           | 1936                      | Klasa A gr.I                 | 3                                             | 1                                             | 4                                             | 7                                             | 0                                             | 1                                             | 3                                             | 4                                             |                                               | Ostatecznie 8 9                               | x                         | WKS Jagiellonia             | WKS Jagiellonia             | WKS Jagiellonia             |
| L                                               | A                         | B                         | C                         | → Baraże o utrzymanie     | 1936                      | 2 3                          | 3                                             | 13                                            | 11                                            | 1                                             | 1                                             | 2                                             | 4                                             | B+                                            |                                               | Ostatecznie 8 9                               | x                         | WKS Jagiellonia             | WKS Jagiellonia             | WKS Jagiellonia             |
| L                                               | A                         | B                         | C                         |                           | 1936/37                   | Klasa A                      | 6 8                                           | 10                                            | 21                                            | 34                                            | 5                                             | 0                                             | 8                                             | 13                                            |                                               | Tabela niepełna.                              | x                         | WKS Jagiellonia             | WKS Jagiellonia             | WKS Jagiellonia             |
| L                                               | A                         | B                         | C                         |                           | 1937/38                   | Klasa A                      | 8                                             | Wyniki anulowane                              | Wyniki anulowane                              | Wyniki anulowane                              | Wyniki anulowane                              | Wyniki anulowane                              | Wyniki anulowane                              | Wyniki anulowane                              |                                               | Drużyna wycofana.                             | x                         | WKS Jagiellonia             | WKS Jagiellonia             | WKS Jagiellonia             |
| L                                               | A                         | B                         | C                         |                           | 1938/39                   |                              | Klub nie brał udziału w rozgrywkach ligowych. | Klub nie brał udziału w rozgrywkach ligowych. | Klub nie brał udziału w rozgrywkach ligowych. | Klub nie brał udziału w rozgrywkach ligowych. | Klub nie brał udziału w rozgrywkach ligowych. | Klub nie brał udziału w rozgrywkach ligowych. | Klub nie brał udziału w rozgrywkach ligowych. | Klub nie brał udziału w rozgrywkach ligowych. | Klub nie brał udziału w rozgrywkach ligowych. | Klub nie brał udziału w rozgrywkach ligowych. | x                         | WKS Jagiellonia             | WKS Jagiellonia             | WKS Jagiellonia             |
|                                                 |                           |                           |                           |                           | 1940-44                   |                              | Przerwa w rozgrywkach z powodu wojny.         | Przerwa w rozgrywkach z powodu wojny.         | Przerwa w rozgrywkach z powodu wojny.         | Przerwa w rozgrywkach z powodu wojny.         | Przerwa w rozgrywkach z powodu wojny.         | Przerwa w rozgrywkach z powodu wojny.         | Przerwa w rozgrywkach z powodu wojny.         | Przerwa w rozgrywkach z powodu wojny.         | Przerwa w rozgrywkach z powodu wojny.         | Przerwa w rozgrywkach z powodu wojny.         | x                         | WKS Jagiellonia             | WKS Jagiellonia             | WKS Jagiellonia             |
|                                                 |                           |                           |                           |                           | 1945                      | Mecze towarzyskie            | Reaktywacja klubu                             | Reaktywacja klubu                             | Reaktywacja klubu                             | Reaktywacja klubu                             | Reaktywacja klubu                             | Reaktywacja klubu                             | Reaktywacja klubu                             | Reaktywacja klubu                             | Reaktywacja klubu                             | Reaktywacja klubu                             | x                         | BKS Jagiellonia             | BKS Jagiellonia             | BKS Jagiellonia             |
| M                                               | O                         |                           |                           |                           | 1946                      | Mistrzostwa Okręgu           | 1 5                                           | 14                                            | 34                                            | 7                                             | 7                                             | 0                                             | 1                                             | 8                                             |                                               | Opis                                          | x                         | PKS Motor                   | PKS Motor                   | PKS Motor                   |
| M                                               | O                         | → Eliminacje              | 1 3                       | 8                         | 1946                      | 15                           | 7                                             | 3                                             | 0                                             | 1                                             | 4                                             | E+                                            |                                               |                                               |                                               | Opis                                          | x                         | PKS Motor                   | PKS Motor                   | PKS Motor                   |
| M                                               | A                         | B                         | C                         |                           | 1947                      | MP i Elim.do I ligi          | 9                                             | 0                                             | 14                                            | 109                                           | 0                                             | 0                                             | 16                                            | 16                                            |                                               | Opis                                          | x                         | PKS Motor                   | PKS Motor                   | PKS Motor                   |
| 1                                               | A                         | B                         | C                         |                           | 1948                      | Klasa A                      | 1 6                                           | 14                                            | 25                                            | 11                                            | 6                                             | 2                                             | 2                                             | 10                                            |                                               | Opis                                          | x                         | KS ZMW Wici                 | KS ZMW Wici                 | KS ZMW Wici                 |
| 1                                               | 2                         | A                         | B                         | C                         | 1949                      | Klasa A                      | 2 6                                           | 15                                            | 31                                            | 21                                            | 7                                             | 1                                             | 2                                             | 10                                            |                                               |                                               | x                         | Związkowiec                 | Związkowiec                 | Związkowiec                 |
| 1                                               | 2                         | A                         | B                         | C                         | 1949/50                   | Klasa A                      | 4 6                                           | 10                                            | 28                                            | 21                                            | 4                                             | 2                                             | 4                                             | 10                                            |                                               |                                               | x                         | Związkowiec                 | Związkowiec                 | Związkowiec                 |
| 1                                               | 2                         | W                         | P                         |                           | 1951                      | Klasa Woj. R                 | 1 5                                           | 14                                            | 34                                            | 4                                             | 7                                             | 0                                             | 0                                             | 8                                             | B+                                            | Reforma i eliminacje                          | bez                       | Budowlani                   | Budowlani                   | Budowlani                   |
| 1                                               | 2                         | W                         | P                         | → Eliminacje do 2 ligi    | 1951                      | 6                            | 0                                             | 12                                            | 70                                            | 0                                             | 0                                             | 10                                            | 10                                            | E-                                            |                                               | Reforma i eliminacje                          | bez                       | Budowlani                   | Budowlani                   | Budowlani                   |
| 1                                               | 2                         | W                         | P                         |                           | 1952                      | 1 Klasa Woj.                 | 1 8                                           | b.d.                                          | b.d.                                          | b.d.                                          | b.d.                                          | b.d.                                          | b.d.                                          | 10                                            | E-                                            | Ostatecznie 2 24                              | 1/4                       | Budowlani                   | Budowlani                   | Budowlani                   |
| 1                                               | 2                         | 3                         | A                         | B                         | 1953                      | Klasa B                      | 1 6                                           | b.d.                                          | b.d.                                          | b.d.                                          | b.d.                                          | b.d.                                          | b.d.                                          | 10                                            |                                               | Awans                                         | bd                        | Budowlani                   | Budowlani                   | Budowlani                   |
| 1                                               | 2                         | 3                         | A                         | B                         | 1953                      | → Eliminacje do kl.A         | 2 4                                           | (7)                                           | (12)                                          | (6)                                           | (3)                                           | (1)                                           | (0)                                           | 6                                             | E+                                            | Awans                                         | bd                        | Budowlani                   | Budowlani                   | Budowlani                   |
| 1                                               | 2                         | 3                         | A                         | B                         | 1954                      | Klasa A                      | 5 8                                           | 15                                            | 24                                            | 26                                            | 7                                             | 1                                             | 6                                             | 14                                            |                                               | Zmiana nazwy                                  | 1/16                      | Budowlani                   | Budowlani                   | Budowlani                   |
| 1                                               | 2                         | 3                         | A                         | B                         | 1955                      | Klasa A                      | 9 12                                          | 18                                            | 42                                            | 82                                            | 8                                             | 2                                             | 12                                            | 22                                            |                                               |                                               | bd                        | Jagiellonia                 | Jagiellonia                 | Jagiellonia                 |
| 1                                               | 2                         | 3                         | A                         | B                         | 1956                      |                              | Klub nie brał udziału w rozgrywkach ligowych. | Klub nie brał udziału w rozgrywkach ligowych. | Klub nie brał udziału w rozgrywkach ligowych. | Klub nie brał udziału w rozgrywkach ligowych. | Klub nie brał udziału w rozgrywkach ligowych. | Klub nie brał udziału w rozgrywkach ligowych. | Klub nie brał udziału w rozgrywkach ligowych. | Klub nie brał udziału w rozgrywkach ligowych. | Klub nie brał udziału w rozgrywkach ligowych. | Klub nie brał udziału w rozgrywkach ligowych. | bez                       | Jagiellonia                 | Jagiellonia                 | Jagiellonia                 |
| 1                                               | 2                         | 3                         | A                         | B                         | 1957                      | Klasa B                      | 3 10                                          | 24                                            | 66                                            | 31                                            | 12                                            | 0                                             | 6                                             | 18                                            |                                               |                                               | bd                        | Jagiellonia                 | Jagiellonia                 | Jagiellonia                 |
| 1                                               | 2                         | 3                         | A                         | B                         | 1958                      | Klasa B                      | 2 8                                           | 19                                            | b.d.                                          | b.d.                                          | b.d.                                          | b.d.                                          | b.d.                                          | 16                                            |                                               |                                               | bd                        | Jagiellonia                 | Jagiellonia                 | Jagiellonia                 |
| 1                                               | 2                         | O                         | A                         | B                         | 1959                      | Klasa A                      | 1 10                                          | 29                                            | 64                                            | 22                                            | 14                                            | 1                                             | 3                                             | 18                                            |                                               |                                               | bd                        | Jagiellonia                 | Jagiellonia                 | Jagiellonia                 |
| 1                                               | 2                         | O                         | A                         | B                         | 1960                      | Klasa Okręgowa               | 5 8                                           | 10                                            | 32                                            | 44                                            | 4                                             | 2                                             | 8                                             | 14                                            |                                               |                                               | bd                        | Jagiellonia                 | Jagiellonia                 | Jagiellonia                 |
| 1                                               | 2                         | O                         | A                         | B                         | 1960/61                   | Klasa Okręgowa               | 10                                            | 8                                             | 12                                            | 54                                            | 3                                             | 2                                             | 13                                            | 18                                            |                                               |                                               | bd                        | Jagiellonia                 | Jagiellonia                 | Jagiellonia                 |
| 1                                               | 2                         | O                         | A                         | B                         | 1961/62                   | Klasa A                      | 5 10                                          | 18                                            | 35                                            | 34                                            | 8                                             | 2                                             | 8                                             | 18                                            |                                               |                                               | bd                        | Jagiellonia                 | Jagiellonia                 | Jagiellonia                 |
| 1                                               | 2                         | O                         | A                         | B                         | 1962/63                   | Klasa A                      | 4 10                                          | 22                                            | 48                                            | 32                                            | b.d.                                          | b.d.                                          | b.d.                                          | 18                                            |                                               |                                               | bd                        | Jagiellonia                 | Jagiellonia                 | Jagiellonia                 |
| 1                                               | 2                         | O                         | A                         | B                         | 1963/64                   | Klasa A                      | 2 10                                          | 29                                            | 73                                            | 24                                            | 14                                            | 1                                             | 3                                             | 18                                            |                                               |                                               | 1/4                       | Jagiellonia                 | Jagiellonia                 | Jagiellonia                 |
| 1                                               | 2                         | O                         | A                         | B                         | 1964/65                   | Klasa A                      | 3 10                                          | 26                                            | 62                                            | 17                                            | b.d.                                          | b.d.                                          | b.d.                                          | 18                                            |                                               |                                               | bd                        | Jagiellonia                 | Jagiellonia                 | Jagiellonia                 |
| 1                                               | 2                         | O                         | A                         | B                         | 1965/66                   | Klasa A R                    | 5 12                                          | 27                                            | 57                                            | 37                                            | 13                                            | 1                                             | 8                                             | 22                                            |                                               | Reforma rozgrywek                             | bd                        | Jagiellonia                 | Jagiellonia                 | Jagiellonia                 |
| 1                                               | 2                         | 3                         | O                         | A                         | 1966/67                   | Klasa Okręgowa               | 7 12                                          | 20                                            | 34                                            | 45                                            | 7                                             | 6                                             | 9                                             | 22                                            |                                               |                                               | bd                        | Jagiellonia                 | Jagiellonia                 | Jagiellonia                 |
| 1                                               | 2                         | 3                         | O                         | A                         | 1967/68                   | Klasa Okręgowa               | 6 12                                          | 20                                            | 38                                            | 52                                            | 8                                             | 4                                             | 10                                            | 22                                            |                                               |                                               | 4R                        | Jagiellonia                 | Jagiellonia                 | Jagiellonia                 |
| 1                                               | 2                         | 3                         | O                         | A                         | 1968/69                   | Klasa Okręgowa               | 11 12                                         | 16                                            | 34                                            | 48                                            | 4                                             | 8                                             | 10                                            | 22                                            |                                               |                                               | Z                         | Jagiellonia                 | Jagiellonia                 | Jagiellonia                 |
| 1                                               | 2                         | 3                         | O                         | A                         | 1969/70                   | Klasa A                      | 1 12                                          | 37                                            | 75                                            | 23                                            | 18                                            | 1                                             | 3                                             | 22                                            |                                               |                                               | bd                        | Jagiellonia                 | Jagiellonia                 | Jagiellonia                 |
| 1                                               | 2                         | 3                         | O                         | A                         | 1970/71                   | Klasa Okręgowa               | 7 12                                          | 22                                            | 31                                            | 24                                            | 7                                             | 8                                             | 7                                             | 22                                            |                                               |                                               | bd                        | Jagiellonia                 | Jagiellonia                 | Jagiellonia                 |
| 1                                               | 2                         | 3                         | O                         | A                         | 1971/72                   | Klasa Okręgowa               | 3 12                                          | 30                                            | 40                                            | 17                                            | 11                                            | 8                                             | 3                                             | 22                                            |                                               |                                               | bd                        | Jagiellonia                 | Jagiellonia                 | Jagiellonia                 |
| 1                                               | 2                         | 3                         | O                         | A                         | 1972/73                   | Klasa Okręgowa R             | 1 12                                          | 39                                            | 91                                            | 17                                            | 19                                            | 1                                             | 2                                             | 22                                            |                                               | Brak awansu                                   | bd                        | Jagiellonia                 | Jagiellonia                 | Jagiellonia                 |
| 1                                               | 2                         | O                         | A                         | B                         | 1973/74                   | Klasa Okręgowa               | 1 14                                          | 48                                            | 90                                            | 15                                            | 23                                            | 2                                             | 1                                             | 28                                            |                                               |                                               | bd                        | Jagiellonia MKSB            | Jagiellonia MKSB            | Jagiellonia MKSB            |
| 1                                               | 2                         | O                         | A                         | B                         | 1973/74                   | → Eliminacje do 2 ligi       | 2 3                                           | 4                                             | 4                                             | 4                                             | 2                                             | 0                                             | 2                                             | 4                                             | E-                                            |                                               | bd                        | Jagiellonia MKSB            | Jagiellonia MKSB            | Jagiellonia MKSB            |
| 1                                               | 2                         | W                         | M                         | P                         | 1974/75                   | Klasa Wojewódzka             | 1 12                                          | 37                                            | 68                                            | 12                                            | 17                                            | 3                                             | 2                                             | 22                                            |                                               | Okr. PP                                       | Z                         | Jagiellonia MKSB            | Jagiellonia MKSB            | Jagiellonia MKSB            |
| 1                                               | 2                         | W                         | M                         | P                         | 1974/75                   | → Eliminacje do 2 ligi       | 1 4                                           | 9                                             | 13                                            | 6                                             | 4                                             | 1                                             | 1                                             | 6                                             | E+                                            | Okr. PP                                       | Z                         | Jagiellonia MKSB            | Jagiellonia MKSB            | Jagiellonia MKSB            |
| 1                                               | 2                         | W                         | M                         | P                         | 1975/76                   | II liga (gr. północna)       | 9 16                                          | 29                                            | 36                                            | 37                                            | 11                                            | 7                                             | 12                                            | 30                                            |                                               | Okr. PP                                       | RW                        | Jagiellonia MKSB            | Jagiellonia MKSB            | Jagiellonia MKSB            |
| 1                                               | 2                         | 3                         | A                         | B                         | 1976/77                   | II liga (gr. północna)       | 10 16                                         | 29                                            | 27                                            | 34                                            | 11                                            | 7                                             | 12                                            | 30                                            |                                               |                                               | 1R                        | Jagiellonia MKSB            | Jagiellonia MKSB            | Jagiellonia MKSB            |
| 1                                               | 2                         | 3                         | A                         | B                         | 1977/78                   | II liga (gr. północna)       | 15 16                                         | 20                                            | 29                                            | 51                                            | 7                                             | 6                                             | 17                                            | 30                                            |                                               |                                               | 1R                        | Jagiellonia MKSB            | Jagiellonia MKSB            | Jagiellonia MKSB            |
| 1                                               | 2                         | 3                         | A                         | B                         | 1978/79                   | III liga (grupa II)          | 4 14                                          | 28                                            | 38                                            | 30                                            | 13                                            | 2                                             | 11                                            | 26                                            |                                               |                                               | 2R                        | Jagiellonia MKSB            | Jagiellonia MKSB            | Jagiellonia MKSB            |
| 1                                               | 2                         | 3                         | A                         | B                         | 1979/80                   | III liga (grupa II)          | 1 15                                          | 45                                            | 51                                            | 10                                            | 18                                            | 9                                             | 1                                             | 28                                            |                                               | Okr. PP                                       | Z                         | Jagiellonia MKSB            | Jagiellonia MKSB            | Jagiellonia MKSB            |
| 1                                               | 2                         | 3                         | O                         | A                         | 1980/81                   | II liga (gr. wschodnia)      | 15 16                                         | 20                                            | 22                                            | 55                                            | 7                                             | 6                                             | 17                                            | 30                                            |                                               |                                               | 1R                        | Jagiellonia MKSB            | Jagiellonia MKSB            | Jagiellonia MKSB            |
| 1                                               | 2                         | 3                         | O                         | A                         | 1981/82                   | III liga (grupa II)          | 5 14                                          | 31                                            | 39                                            | 26                                            | 14                                            | /3                                            | 9                                             | 26                                            |                                               |                                               | 3R                        | Jagiellonia MKSB            | Jagiellonia MKSB            | Jagiellonia MKSB            |
| 1                                               | 2                         | 3                         | O                         | A                         | 1982/83                   | III liga (grupa III)         | 1 14                                          | 45                                            | 66                                            | 15                                            | 21                                            | 3                                             | 2                                             | 26                                            |                                               |                                               | F                         | Jagiellonia MKSB            | Jagiellonia MKSB            | Jagiellonia MKSB            |
| 1                                               | 2                         | 3                         | O                         | A                         | 1983/84                   | II liga (gr. wschodnia)      | 12 16                                         | 29                                            | 29                                            | 35                                            | 11                                            | 7                                             | 12                                            | 30                                            |                                               |                                               | 1/16                      | Jagiellonia MKSB            | Jagiellonia MKSB            | Jagiellonia MKSB            |
| 1                                               | 2                         | 3                         | O                         | A                         | 1984/85                   | II liga (gr. wschodnia)      | 7 16                                          | 31                                            | 27                                            | 25                                            | 11                                            | 9                                             | 10                                            | 30                                            |                                               |                                               | 2R                        | Jagiellonia MKSB            | Jagiellonia MKSB            | Jagiellonia MKSB            |
| 1                                               | 2                         | 3                         | O                         | A                         | 1985/86                   | II liga (gr. wschodnia)      | 3 16                                          | 35                                            | 36                                            | 24                                            | 12                                            | 11                                            | 7                                             | 30                                            |                                               |                                               | 2R                        | Jagiellonia MKSB            | Jagiellonia MKSB            | Jagiellonia MKSB            |
| 1                                               | 2                         | 3                         | O                         | A                         | 1986/87                   | II liga (gr. wschodnia) 3/-1 | 1 16                                          | 55                                            | 51                                            | 13                                            | 22                                            | 6                                             | 2                                             | 30                                            |                                               |                                               | 3R                        | Jagiellonia MKSB            | Jagiellonia MKSB            | Jagiellonia MKSB            |
| 1                                               | 2                         | 3                         | O                         | A                         | 1987/88                   | I liga 3/-1                  | 8 16                                          | 29                                            | 24                                            | 25                                            | 11                                            | 7                                             | 12                                            | 30                                            |                                               |                                               | 1/16                      | Jagiellonia MKSB            | Jagiellonia MKSB            | Jagiellonia MKSB            |
| 1                                               | 2                         | 3                         | O                         | A                         | 1988/89                   | I liga 3/-1                  | 8 16                                          | 29                                            | 22                                            | 27                                            | 9                                             | 12                                            | 9                                             | 30                                            |                                               | Finalista PP                                  | F                         | Jagiellonia MKSB            | Jagiellonia MKSB            | Jagiellonia MKSB            |
| 1                                               | 2                         | 3                         | O                         | A                         | 1989/90                   | I liga 3/-1                  | 16                                            | 13                                            | 19                                            | 45                                            | 3                                             | 13                                            | 14                                            | 30                                            |                                               |                                               | 1/16                      | Jagiellonia MKSB            | Jagiellonia MKSB            | Jagiellonia MKSB            |
| 1                                               | 2                         | 3                         | O                         | A                         | 1990/91                   | II liga 2                    | 3 20                                          | 48                                            | 46                                            | 29                                            | 17                                            | 14                                            | 7                                             | 38                                            | B-                                            |                                               | 1/8                       | Jagiellonia MKSB            | Jagiellonia MKSB            | Jagiellonia MKSB            |
| 1                                               | 2                         | 3                         | O                         | A                         | 1991/92                   | II liga (gr. wschodnia)      | 2 18                                          | 43                                            | 53                                            | 28                                            | 17                                            | 9                                             | 8                                             | 34                                            |                                               |                                               | 1/8                       | Jagiellonia MKSB            | Jagiellonia MKSB            | Jagiellonia MKSB            |
| 1                                               | 2                         | 3                         | O                         | A                         | 1992/93                   | I liga                       | 18                                            | 9                                             | 28                                            | 91                                            | 2                                             | 5                                             | 27                                            | 34                                            |                                               |                                               | 3R                        | MKSB Jagiellonia            | MKSB Jagiellonia            | MKSB Jagiellonia            |
| 1                                               | 2                         | 3                         | O                         | A                         | 1993/94                   | II liga (gr. wschodnia)      | 10 18                                         | 32                                            | 40                                            | 39                                            | 10                                            | 12                                            | 12                                            | 34                                            |                                               |                                               | 1/8                       | BKS Jagiellonia             | BKS Jagiellonia             | BKS Jagiellonia             |
| 1                                               | 2                         | 3                         | O                         | A                         | 1994/95                   | II liga (gr. wschodnia)      | 12 18                                         | 33                                            | 41                                            | 39                                            | 10                                            | 13                                            | 11                                            | 34                                            |                                               |                                               | 3R                        | BKS Jagiellonia             | BKS Jagiellonia             | BKS Jagiellonia             |
| 1                                               | 2                         | 3                         | O                         | A                         | 1995/96                   | II liga (gr. wschodnia) 3    | 15 18                                         | 40                                            | 35                                            | 54                                            | 12                                            | 4                                             | 18                                            | 34                                            |                                               |                                               | 3R                        | BKS Jagiellonia             | BKS Jagiellonia             | BKS Jagiellonia             |
| 1                                               | 2                         | 3                         | 4                         | O                         | 1996/97                   | III liga (gr.VII)            | 6 16                                          | 48                                            | 41                                            | 32                                            | 14                                            | 6                                             | 10                                            | 30                                            |                                               |                                               | 3R                        | BKS Jagiellonia             | BKS Jagiellonia             | BKS Jagiellonia             |
| 1                                               | 2                         | 3                         | 4                         | O                         | 1997/98                   | III liga (gr.VII) R          | 8 18                                          | 62                                            | 55                                            | 25                                            | 18                                            | 8                                             | 8                                             | 34                                            |                                               | Okr. PP / Reforma                             | Z                         | BKS Jagiellonia             | BKS Jagiellonia             | BKS Jagiellonia             |
| 1                                               | 2                         | 3                         | 4                         | O                         | 1998/99                   | IV liga                      | 4 18                                          | 62                                            | 73                                            | 39                                            | 17                                            | 11                                            | 6                                             | 34                                            |                                               |                                               | 2R                        | Jagiellonia Wersal Podlaski | Jagiellonia Wersal Podlaski | Jagiellonia Wersal Podlaski |
| 1                                               | 2                         | 3                         | 4                         | O                         | 1999/00                   | IV liga                      | 2 17                                          | 81                                            | 124                                           | 11                                            | 26                                            | 3                                             | 3                                             | 33*                                           | B+                                            | Okr. PP                                       | 2R                        | Jagiellonia Wersal Podlaski | Jagiellonia Wersal Podlaski | Jagiellonia Wersal Podlaski |
| 1                                               | 2                         | 3                         | 4                         | O                         | 2000/01                   | III liga (gr.I)              | 2 20                                          | 83                                            | 74                                            | 26                                            | 27                                            | 2                                             | 9                                             | 38                                            |                                               |                                               | 2R                        | Jagiellonia Wersal Podlaski | Jagiellonia Wersal Podlaski | Jagiellonia Wersal Podlaski |
| 1                                               | 2                         | 3                         | 4                         | O                         | 2001/02                   | II liga                      | 15 20                                         | 45                                            | 41                                            | 41                                            | 11                                            | 12                                            | 15                                            | 38                                            | PL2R                                          |                                               | bez                       | Jagiellonia Wersal Podlaski | Jagiellonia Wersal Podlaski | Jagiellonia Wersal Podlaski |
| 1                                               | 2                         | 3                         | 4                         | O                         | 2002/03                   | III Liga (gr.I)              | 1 16                                          | 67                                            | 55                                            | 18                                            | 20                                            | 7                                             | 3                                             | 30                                            |                                               | Okr. PP                                       | 2R                        | Jagiellonia Wersal Podlaski | Jagiellonia Wersal Podlaski | Jagiellonia Wersal Podlaski |
| 1                                               | 2                         | 3                         | 4                         | O                         | 2003/04                   | II liga                      | 9 18                                          | 37                                            | 35                                            | 42                                            | 10                                            | 7                                             | 13                                            | 34                                            |                                               |                                               | 1/2                       | Jagiellonia SSA↓            | Jagiellonia SSA↓            | Jagiellonia SSA↓            |
| 1                                               | 2                         | 3                         | 4                         | O                         | 2004/05                   | II liga                      | 6 18                                          | 54                                            | 45                                            | 29                                            | 14                                            | 12                                            | 8                                             | 34                                            |                                               |                                               | 1R                        | Jagiellonia SSA↓            | Jagiellonia SSA↓            | Jagiellonia SSA↓            |
| 1                                               | 2                         | 3                         | 4                         | O                         | 2005/06                   | II liga                      | 3 18                                          | 56                                            | 48                                            | 30                                            | 15                                            | 11                                            | 8                                             | 34                                            | B-                                            |                                               | 1/8                       | Europa                      | Europa                      | Europa                      |
| 1                                               | 2                         | 3                         | 4                         | O                         | 2006/07                   | II liga                      | 2 18                                          | 63                                            | 49                                            | 28                                            | 18                                            | 9                                             | 7                                             | 34                                            |                                               |                                               | 1/8                       | LM                          | LE                          | LK                          |
| 1                                               | 2                         | 3                         | 4                         | O                         | 2007/08                   | I Liga                       | 14 16                                         | 27                                            | 27                                            | 57                                            | 7                                             | 6                                             | 17                                            | 30                                            |                                               |                                               | 2R                        | -                           | -                           | x                           |
| E                                               | 1                         | 2                         | 3                         | 4                         | 2008/09                   | Ekstraklasa R                | 8 16                                          | 34                                            | 28                                            | 34                                            | 9                                             | 7                                             | 14                                            | 30                                            | PE1/4                                         |                                               | 1/8                       | -                           | -                           | x                           |
| E                                               | 1                         | 2                         | 3                         | 4                         | 2009/10                   | Ekstraklasa                  | 11 16                                         | 34                                            | 29                                            | 27                                            | 11                                            | 11                                            | 8                                             | 30                                            | PE gr                                         | PP SP                                         | Z                         | -                           | -                           | x                           |
| E                                               | 1                         | 2                         | 3                         | 4                         | 2010/11                   | Ekstraklasa                  | 4 16                                          | 48                                            | 38                                            | 32                                            | 14                                            | 6                                             | 10                                            | 30                                            |                                               |                                               | 1/14                      | -                           | 3R                          | x                           |
| E                                               | 1                         | 2                         | 3                         | 4                         | 2011/12                   | Ekstraklasa                  | 10 16                                         | 39                                            | 35                                            | 45                                            | 11                                            | 6                                             | 13                                            | 30                                            |                                               |                                               | 1/16                      | -                           | 1R                          | x                           |
| E                                               | 1                         | 2                         | 3                         | 4                         | 2012/13                   | Ekstraklasa                  | 10 16                                         | 37                                            | 31                                            | 45                                            | 8                                             | 13                                            | 9                                             | 30                                            |                                               |                                               | 1/4                       | -                           | -                           | x                           |
| E                                               | 1                         | 2                         | 3                         | 4                         | 2013/14                   | Ekstraklasa /F /2 R          | 11 16                                         | 48 29                                         | 59                                            | 58                                            | 12                                            | 12                                            | 13                                            | 37                                            |                                               |                                               | 1/2                       | -                           | -                           | x                           |
| E                                               | 1                         | 2                         | 3                         | 4                         | 2014/15                   | Ekstraklasa /F /2            | 16                                            | 65 41                                         | 59                                            | 44                                            | 19                                            | 8                                             | 10                                            | 37                                            |                                               |                                               | 1/8                       | -                           | -                           | x                           |
| E                                               | 1                         | 2                         | 3                         | 4                         | 2015/16                   | Ekstraklasa /F /2            | 11 16                                         | 45 28                                         | 46                                            | 62                                            | 13                                            | 6                                             | 18                                            | 37                                            |                                               |                                               | 1/8                       | -                           | 2R                          | x                           |
| E                                               | 1                         | 2                         | 3                         | 4                         | 2016/17                   | Ekstraklasa /F /2            | 16                                            | 71 42                                         | 64                                            | 39                                            | 21                                            | 8                                             | 8                                             | 37                                            |                                               |                                               | 1/8                       | -                           | -                           | x                           |
| E                                               | 1                         | 2                         | 3                         | 4                         | 2017/18                   | Ekstraklasa /F R             | 16                                            | 67                                            | 55                                            | 41                                            | 20                                            | 7                                             | 10                                            | 37                                            |                                               |                                               | 1/16                      | -                           | 2R                          | x                           |
| E                                               | 1                         | 2                         | 3                         | 4                         | 2018/19                   | Ekstraklasa /F               | 5 16                                          | 57                                            | 55                                            | 52                                            | 16                                            | 9                                             | 12                                            | 37                                            |                                               | Finalista PP                                  | F                         | -                           | 3R                          | x                           |
| E                                               | 1                         | 2                         | 3                         | 4                         | 2019/20                   | Ekstraklasa /F M             | 8 16                                          | 52                                            | 48                                            | 51                                            | 14                                            | 10                                            | 13                                            | 37                                            |                                               |                                               | 1/32                      | -                           | -                           | x                           |
| E                                               | 1                         | 2                         | 3                         | 4                         | 2020/21                   | Ekstraklasa M R              | 9 16                                          | 37                                            | 39                                            | 48                                            | 10                                            | 7                                             | 13                                            | 30                                            |                                               |                                               | 1/32                      | -                           | -                           | x                           |
| E                                               | 1                         | 2                         | 3                         | 4                         | 2021/22                   | Ekstraklasa M R              | 12 18                                         | 40                                            | 39                                            | 50                                            | 9                                             | 13                                            | 12                                            | 34                                            |                                               |                                               | 1/32                      | -                           | -                           | x                           |
| E                                               | 1                         | 2                         | 3                         | 4                         | 2022/23                   | Ekstraklasa M                | 14 18                                         | 41                                            | 48                                            | 49                                            | 9                                             | 14                                            | 11                                            | 34                                            |                                               |                                               | 1/16                      | -                           | -                           | x                           |
| E                                               | 1                         | 2                         | 3                         | 4                         | 2023/24                   | Ekstraklasa M                | 18                                            | 63                                            | 77                                            | 45                                            | 18                                            | 9                                             | 7                                             | 34                                            |                                               | MP                                            | 1/2                       | -                           | -                           | -                           |
| E                                               | 1                         | 2                         | 3                         | 4                         | 2024/25                   | Ekstraklasa M                | 18                                            | 61                                            | 56                                            | 42                                            | 17                                            | 10                                            | 7                                             | 34                                            |                                               | SP                                            | 1/4                       | 3R                          | PO                          | 1/4                         |
| E                                               | 1                         | 2                         | 3                         | 4                         | 2025/26                   | Ekstraklasa                  | M 18                                          |                                               |                                               |                                               |                                               |                                               |                                               |                                               |                                               |                                               | -                         | -                           | -                           | (2R)                        |
| liczba występów na danym poziomie rozgrywkowym: |                           |                           |                           |                           |                           |                              |                                               |                                               |                                               |                                               |                                               |                                               |                                               |                                               |                                               |                                               |                           |                             |                             |                             |
| 22                                              | 32                        | 18                        | 16                        | 4                         | Razem sezonów: 92         | Razem sezonów: 92            | Razem sezonów: 92                             | Razem sezonów: 92                             | Razem sezonów: 92                             | Razem sezonów: 92                             | Razem sezonów: 92                             | Razem sezonów: 92                             | Razem sezonów: 92                             | Razem sezonów: 92                             | Razem sezonów: 92                             | Razem sezonów: 92                             | Razem sezonów: 92         |                             |                             |                             |

| Legenda, opis oznaczeń | Legenda, opis oznaczeń |
| --- | --- |
| – najlepszy sezon w rozgrywkach ligowych | M - Obowiązek wystawiania co najmniej jednego młodzieżowca w składzie |
| R - reforma, reorganizacja ligi, zmiana przepisów. | LM - Rozgrywki europejskie, PP - Puchar Polski |
| 3/-1 - Od sezonu 1986/87 do 1989/90 wprowadzono nowy system punktowania, drużyna, która wygrała różnicą 3 bramek otrzymywała 3 pkt., przegrana różnicą 3 bramek (minus) – 1 pkt. W przypadku remisu bez zmian 1 pkt. Nie dotyczyło to walkowerów, gdzie przyznawano 2 pkt. za walkower w bramkach (3:0)vo. | 3 - Od sezonu 1995/1996 we wszystkich ligach obowiązywać będą nowe przepisy dotyczące punktacji, zwycięstwo 3 pkt., remis 1 pkt., porażka 0 pkt. ÷ - Punkty po sezonie zasadniczym dzielone są na dwa. |
| B- B+ - Przegrany, wygrany baraż (mecz lub dwumecz) | E- E+ - Przegrane, wygrane eliminacje (rywalizacja w grupie) |

## Trenerzy

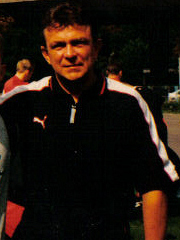
Janusz Wójcik – trener Jagiellonii w latach 1986–1988

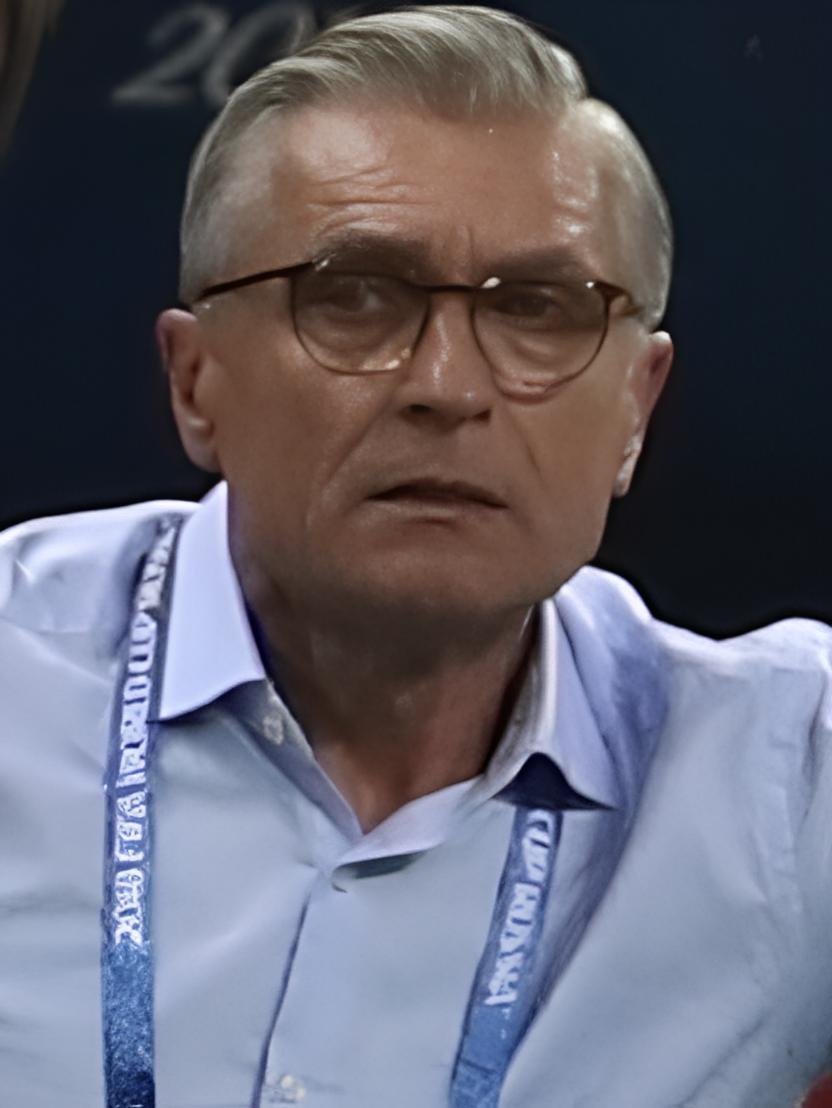
Adam Nawałka – trener Jagiellonii w latach 2004–2006

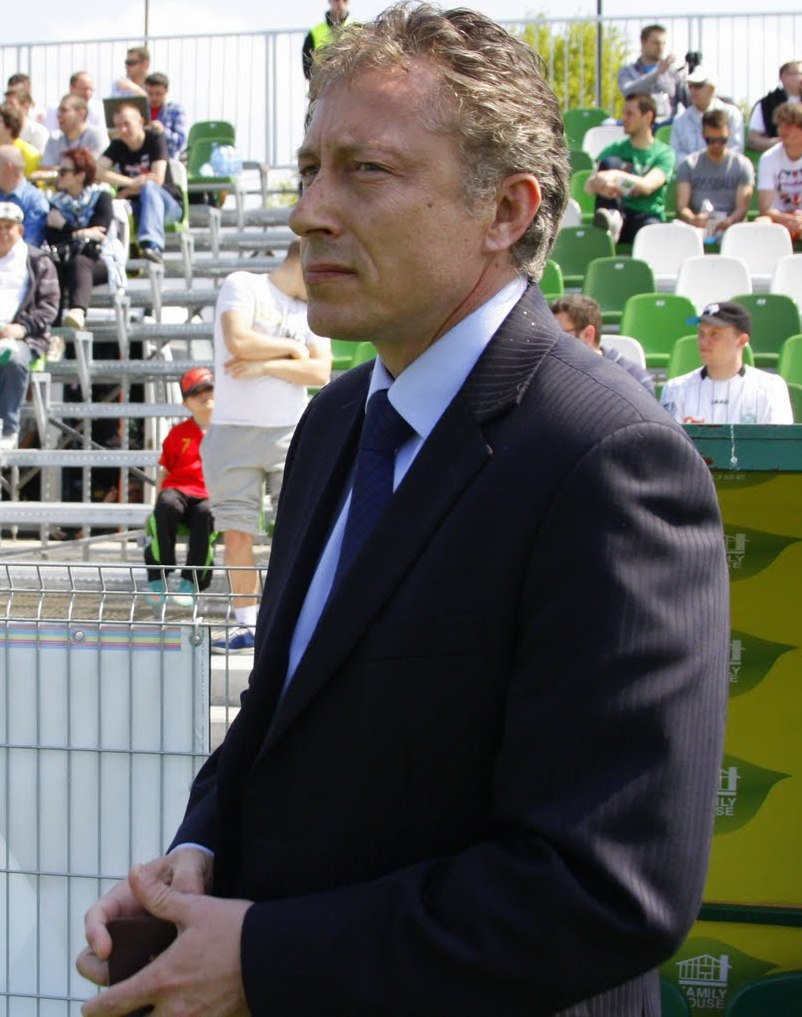
Ryszard Tarasiewicz – trener Jagiellonii w latach 2006–2007

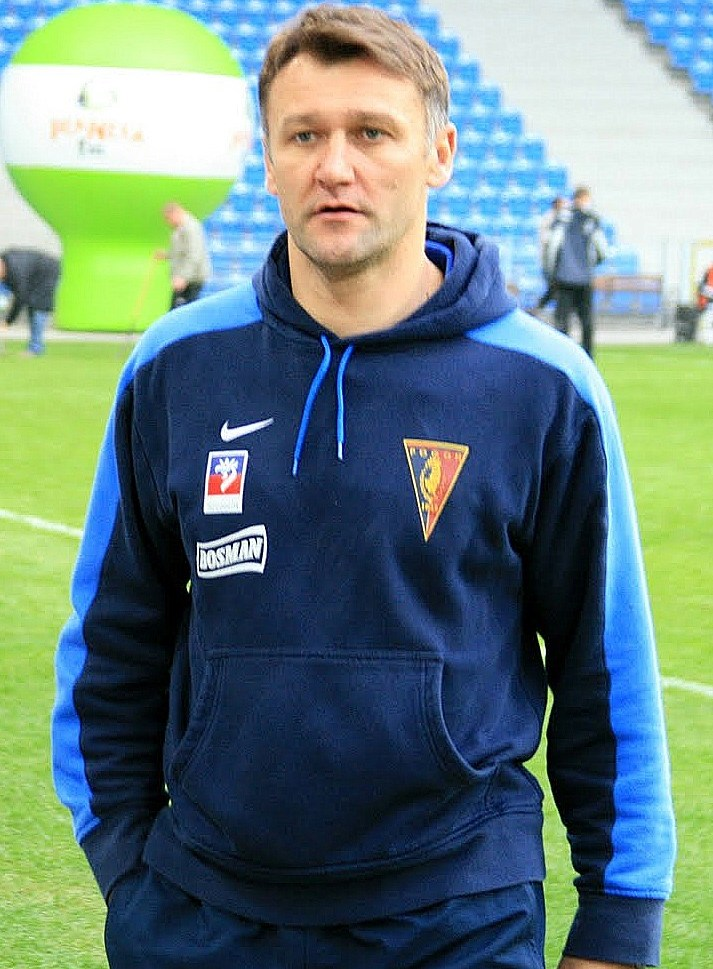
Artur Płatek – trener Jagiellonii w latach 2007–2008

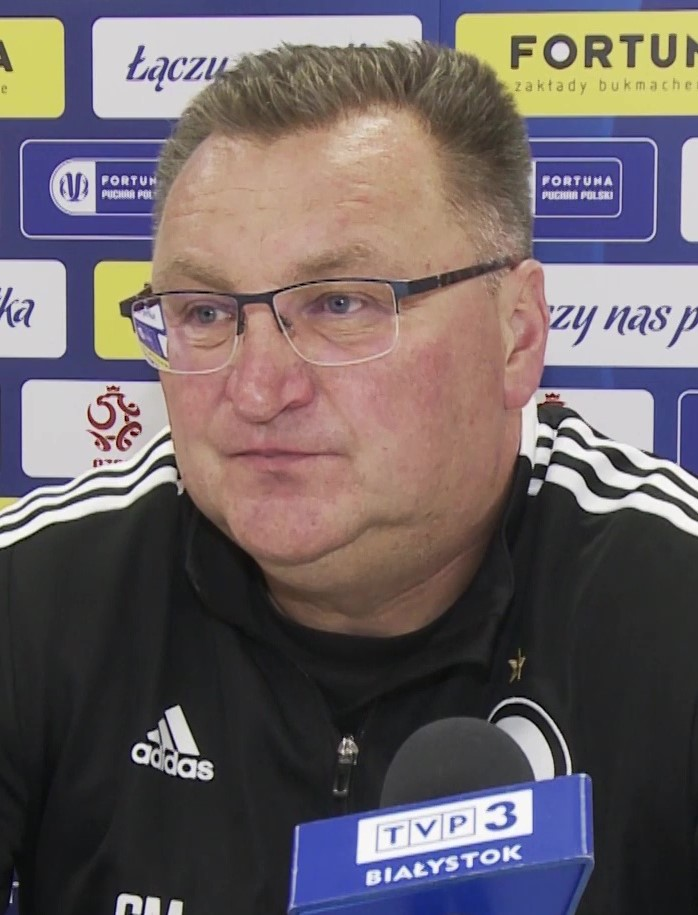
Czesław Michniewicz – trener Jagiellonii w roku 2011

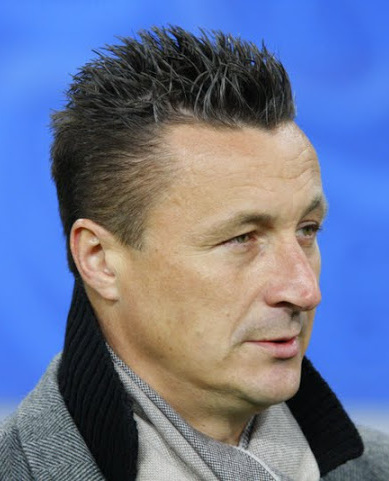
Tomasz Hajto – trener Jagiellonii w latach 2012–2013

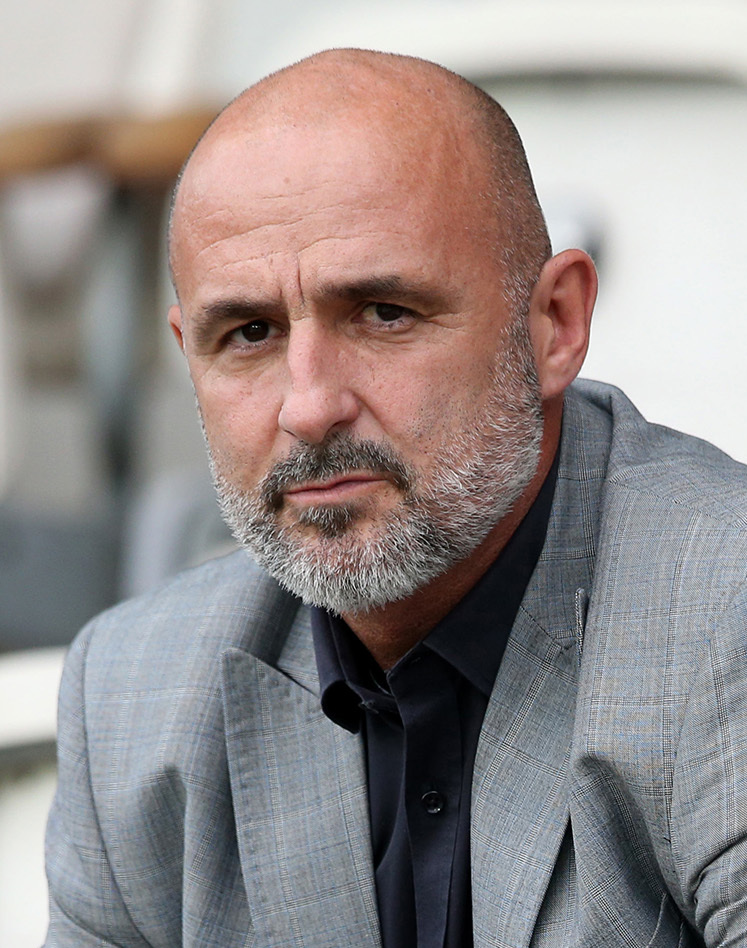
Michał Probierz – trener Jagiellonii w latach 2008–2011 i 2014–2017

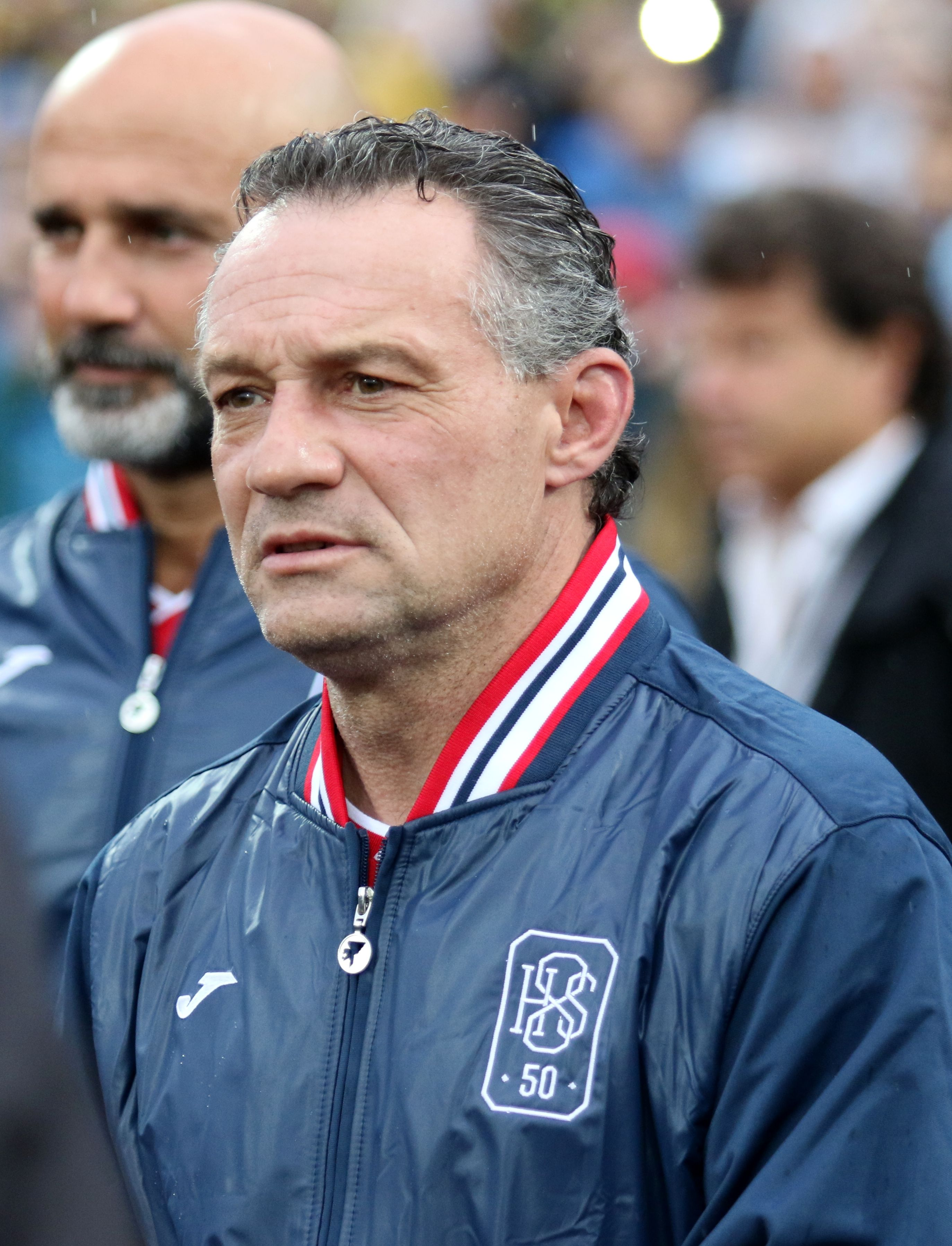
Piotr Nowak – trener Jagiellonii w roku 2022

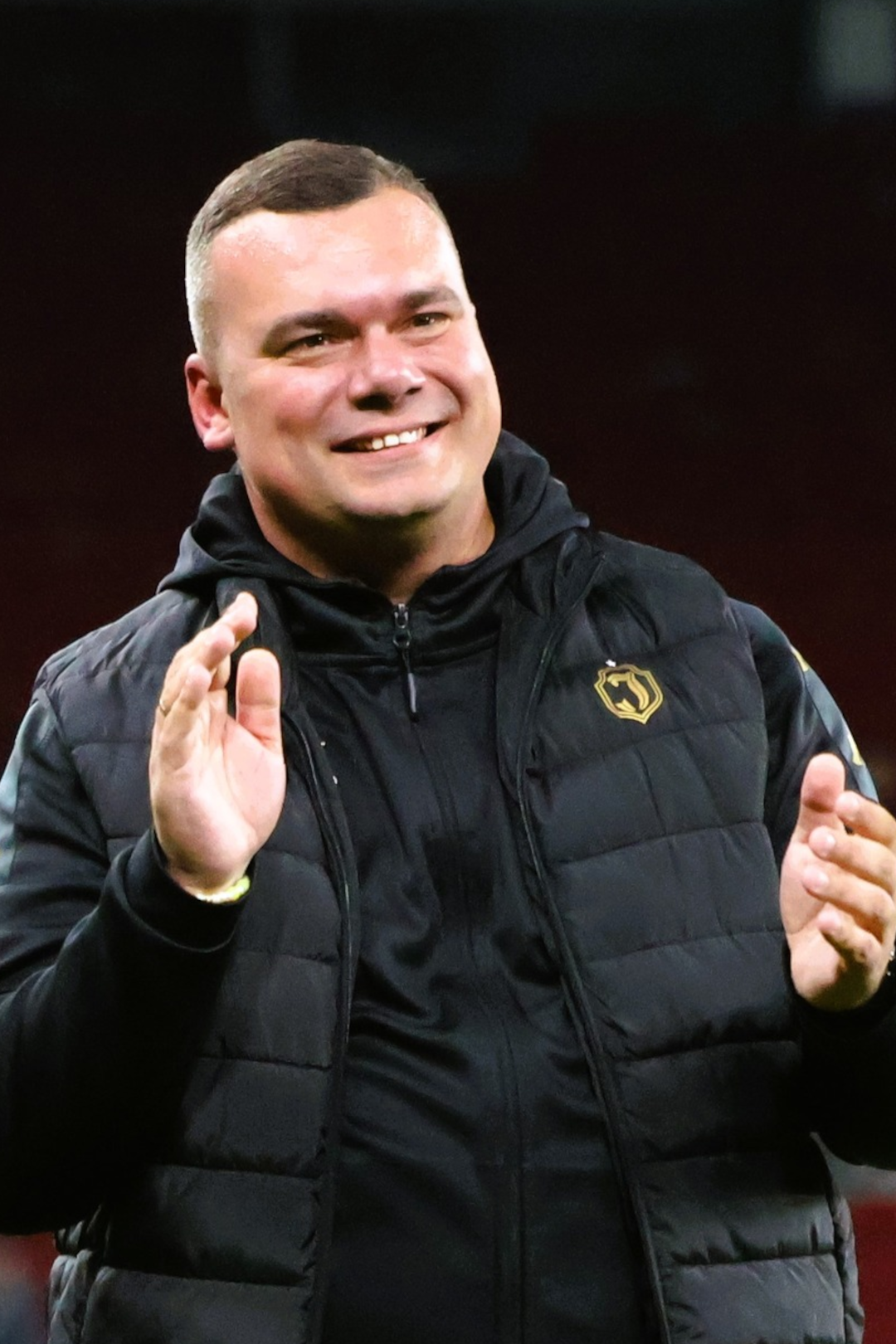
Adrian Siemieniec – trener Jagiellonii od roku 2023

(Tabela uwzględnia tylko mecze ligowe i barażowe. Mecze za 3 pkt. w nawiasie - 5(1))
| Trener                      | Sezon     | Mecze | Liga       | M-ce     | Zw    | Re | Po   | Br + | Br – | Pkt. |
| --------------------------- | --------- | ----- | ---------- | -------- | ----- | -- | ---- | ---- | ---- | ---- |
| Bernard Dryll               | 1959      | 18    | IV - Kl.A  | 1m.      | 14    | 1  | 3    | 64   | 22   | 29   |
| Jan Korszuń                 | 1966/67   | 22    | IV - Okr.  | 7m.      | 7     | 6  | 9    | 34   | 45   | 20   |
| Jan Korszuń                 | 1967/68   | 22    | IV - Okr.  | 6m.      | 8     | 4  | 10   | 38   | 52   | 20   |
| Jan Korszuń                 | 1968/69   | 22    | IV - Okr.  | 11m.     | 4     | 8  | 10   | 34   | 48   | 16   |
| Michał Urban                | 1969/70   | 22    | V - Kl.A   | 1m.      | 18    | 1  | 3    | 75   | 23   | 37   |
| Michał Urban                | 1970/71   | 22    | IV - Okr.  | 7m.      | 7     | 8  | 7    | 31   | 25   | 22   |
| Michał Urban                | 1971/72   | 11    | IV - Okr.  | 3m.      | 6     | 3  | 2    | 20   | 8    | 15   |
| Grzegorz Bielatowicz        | 1971/72   | 11    | IV - Okr.  | 3m.      | 5     | 5  | 1    | 20   | 9    | 15   |
| Grzegorz Bielatowicz        | 1972/73   | 22    | IV - Okr.  | 1m.      | 19    | 1  | 2    | 91   | 17   | 39   |
| Grzegorz Bielatowicz        | 1973/74   | 26    | III - Okr. | 1m.      | 23    | 2  | 1    | 90   | 15   | 48   |
| Grzegorz Bielatowicz        | 1973/74   | 6     | Baraże     | 1m.      | 4     | 1  | 1    | 13   | 6    | 9    |
| Edward Mikołajczak          | 1974/75   | 5     | III - Okr. | 2m.      | 4     | 1  | 0    | 17   | 1    | 9    |
| Zbigniew Bania              | 1974/75   | 17    | III - Okr. | 1m.      | 13    | 2  | 2    | 51   | 11   | 28   |
| Zbigniew Bania              | 1974/75   | 4     | Baraże     | 1m.      | 2     | 0  | 2    | 4    | 4    | 4    |
| Zbigniew Bania              | 1975/76   | 30    | II Liga    | 9m.      | 11    | 7  | 12   | 36   | 37   | 29   |
| Longin Janeczek             | 1976/77   | 30    | II Liga    | 10m.     | 11    | 7  | 12   | 27   | 34   | 29   |
| Longin Janeczek             | 1977/78   | 4     | II Liga    | 13m.     | 1     | 0  | 3    | 3    | 6    | 2    |
| Hieronim Łada               | 1977/78   | 2     | II Liga    | 16m.     | 0     | 0  | 2    | 2    | 4    | 0    |
| Grzegorz Bielatowicz (x2)   | 1977/78   | 24    | II Liga    | 15m.     | 6     | 6  | 12   | 24   | 41   | 18   |
| Zbigniew Bania (x2)         | 1978/79   | 26    | III Liga   | 4m.      | 13    | 2  | 11   | 40   | 31   | 28   |
| Zbigniew Bania (x2)         | 1979/80   | 28    | III Liga   | 1m.      | 18    | 9  | 1    | 51   | 10   | 45   |
| Zbigniew Bania (x2)         | 1980/81   | 10    | II Liga    | 15m.     | 2     | 3  | 5    | 7    | 20   | 7    |
| Ryszard Karalus             | 1980/81   | 20    | II Liga    | 15m.     | 5     | 3  | 12   | 15   | 35   | 13   |
| Hieronim Łada (x2)          | 1981/82   | 24    | III Liga   | 4m.      | 14    | 3  | 7    | 37   | 22   | 31   |
| Grzegorz Bielatowicz (x3)   | 1981/82   | 2     | III Liga   | 5m.      | 0     | 0  | 2    | 2    | 4    | 0    |
| Grzegorz Bielatowicz (x3)   | 1982/83   | 26    | III Liga   | 1m.      | 21    | 3  | 2    | 66   | 15   | 45   |
| Grzegorz Bielatowicz (x3)   | 1983/84   | 7     | II Liga    | 16m.     | 1     | 2  | 4    | 5    | 13   | 4    |
| Ryszard Karalus (x2)        | 1983/84   | 23    | II Liga    | 12m.     | 10    | 5  | 8    | 24   | 22   | 25   |
| Ryszard Karalus (x2)        | 1984/85   | 30    | II Liga    | 7m.      | 11    | 9  | 10   | 27   | 25   | 31   |
| Ryszard Karalus (x2)        | 1985/86   | 15    | II Liga    | 9m.      | 5     | 4  | 6    | 13   | 14   | 14   |
| Janusz Wójcik               | 1985/86   | 15    | II Liga    | 3m.      | 7     | 7  | 1    | 23   | 10   | 21   |
| Janusz Wójcik               | 1986/87   | 30    | II Liga    | 1m.      | 22(5) | 6  | 2(0) | 51   | 13   | 55   |
| Janusz Wójcik               | 1987/88   | 10    | I liga     | ?m.      | 2(0)  | 3  | 5(0) | 8    | 12   | 7    |
| Mirosław Mojsiuszko         | 1987/88   | 20    | I liga     | -        | 9(0)  | 4  | 7(0) | 16   | 13   | 22   |
| Mirosław Mojsiuszko         | 1988/89   | 20    | I liga     | 9m.      | 6(0)  | 6  | 8(0) | 11   | 17   | 18   |
| Andrzej Prawda              | 1988/89   | 2     | I liga     | 9m.      | 0(0)  | 2  | 0(0) | 2    | 2    | 2    |
| Krzysztof Buliński          | 1988/89   | 7     | I liga     | 8m.      | 3(0)  | 4  | 1(1) | 9    | 8    | 9    |
| Krzysztof Buliński          | 1989/90   | 12    | I liga     | 9m.      | 2(0)  | 7  | 3(2) | 10   | 14   | 9    |
| Ryszard Karalus (x3)        | 1989/90   | 9     | I liga     | 16m.     | 0(0)  | 3  | 6(2) | 3    | 15   | 1    |
| Tadeusz Gaszyński           | 1989/90   | 1     | I liga     | 16m.     | 0(0)  | 0  | 1(1) | 0    | 3    | -1   |
| Mirosław Mojsiuszko (x2)    | 1989/90   | 8     | I liga     | 16m.     | 1(0)  | 3  | 4(1) | 6    | 13   | 4    |
| Mirosław Mojsiuszko (x2)    | 1990/91   | 38    | II Liga    | 3m.      | 17    | 14 | 7    | 46   | 29   | 48   |
| Mirosław Mojsiuszko (x2)    | 1991/92   | 13    | II Liga    | 3m.      | 7     | 2  | 4    | 20   | 14   | 16   |
| Grzegorz Szerszenowicz      | 1991/92   | 25    | II Liga    | 2m.      | 10    | 5  | 4    | 33   | 14   | 27   |
| Grzegorz Szerszenowicz      | 1992/93   | 8     | I liga     | 17m.     | 1     | 1  | 6    | 7    | 20   | 3    |
| Mirosław Sowiński           | 1992/93   | 2     | I liga     | 17m.     | 0     | 1  | 1    | 0    | 5    | 1    |
| Ryszard Karalus (x4)        | 1992/93   | 18    | I liga     | 18m.     | 2     | 4  | 20   | 22   | 70   | 8    |
| Witold Mroziewski           | 1992/93   | 6     | I liga     | 18m.     | 0     | 0  | 6    | 4    | 16   | 0    |
| Witold Mroziewski           | 1993/94   | 28    | II Liga    | -        | 8     | 9  | 11   | 33   | 33   | 25   |
| Bohdan Kucharski            | 1993/94   | 6     | II Liga    | 10m.     | 2     | 3  | 1    | 7    | 6    | 7    |
| Kazimierz Michalczuk        | 1994/95   | 13    | II Liga    | -        | 4     | 5  | 4    | 13   | 16   | 13   |
| Ryszard Karalus (x5)        | 1994/95   | 21    | II Liga    | 12m.     | 6     | 8  | 7    | 28   | 23   | 20   |
| Bohdan Kucharski            | 1995/96   | 2     | II Liga    | -        | 0     | 0  | 2    | 0    | 4    | 0    |
| Ryszard Karalus (x6)        | 1995/96   | 32    | II Liga    | 15m.     | 12    | 4  | 16   | 35   | 50   | 40   |
| Leonard Aleksandrów         | 1996/97   | 4     | III Liga   | -        | 3     | 0  | 1    | 7    | 5    | 9    |
| Mirosław Sowiński (x2)      | 1996/97   | 1     | III Liga   | -        | 1     | 0  | 0    | 3    | 0    | 3    |
| Andrzej Kaczewski           | 1996/97   | 15    | III Liga   | -        | 7     | 3  | 5    | 23   | 18   | 24   |
| Piotr Wiśnik                | 1996/97   | 10    | III Liga   | 6m.      | 3     | 3  | 4    | 8    | 9    | 12   |
| Mirosław Mojsiuszko (x3)    | 1997/98   | 19    | III Liga   | -        | 12    | 3  | 4    | 32   | 10   | 39   |
| Algimantas Liubinskas       | 1997/98   | 14    | III Liga   | 8m.      | 6     | 5  | 4    | 23   | 15   | 23   |
| Grzegorz Szerszenowicz (x2) | 1998/99   | 27    | IV Liga    | -        | 13    | 8  | 6    | 56   | 32   | 47   |
| Jarosław Bartnowski         | 1998/99   | 7     | IV Liga    | 4m.      | 4     | 3  | 0    | 17   | 7    | 15   |
| Witold Mroziewski           | 1999/00   | 34    | IV Liga    | 2m.      | 26    | 3  | 3    | 124  | 11   | 81   |
| Tadeusz Gaszyński (x2)      | 1999/00   | 2     | Baraż      | 1m.      | 2     | 0  | 0    | 5    | 1    | 6    |
| Tadeusz Gaszyński (x2)      | 2000/01   | 38    | III Liga   | 2m.      | 27    | 2  | 9    | 74   | 26   | 83   |
| Wojciech Łazarek            | 2001/02   | 38    | II Liga    | 15m.     | 11    | 12 | 15   | 41   | 41   | 45   |
| Witold Mroziewski (x2)      | 2002/03   | 30    | III Liga   | 1m.      | 20    | 7  | 3    | 55   | 18   | 67   |
| Witold Mroziewski (x2)      | 2003/04   | 30    | II Liga    | 9m.      | 10    | 7  | 13   | 35   | 42   | 37   |
| Witold Mroziewski (x2)      | 2004/05   | 1     | II Liga    | 11m.     | 0     | 0  | 1    | 0    | 1    | 0    |
| Mirosław Dymek              | 2004/05   | 5     | II Liga    | 18m.     | 0     | 2  | 3    | 5    | 9    | 2    |
| Adam Nawałka                | 2004/05   | 28    | II Liga    | 6m.      | 14    | 10 | 4    | 40   | 19   | 52   |
| Adam Nawałka                | 2005/06   | 23    | II Liga    | 6m.      | 9     | 9  | 5    | 36   | 22   | 36   |
| Mirosław Dymek (x2)         | 2005/06   | 1     | II Liga    | 7m.      | 0     | 0  | 1    | 0    | 1    | 0    |
| Jurij Szatałow              | 2005/06   | 10    | II Liga    | 7m.      | 6     | 2  | 2    | 12   | 7    | 20   |
| Jurij Szatałow              | 2005/06   | 2     | Baraż      | 2m.      | 0     | 0  | 2    | 1    | 4    | 0    |
| Ryszard Tarasiewicz         | 2006/07   | 25    | II Liga    | 4m.      | 11    | 6  | 7    | 36   | 25   | 42   |
| Artur Płatek                | 2006/07   | 9     | II Liga    | 2m.      | 6     | 3  | 0    | 13   | 3    | 21   |
| Artur Płatek                | 2007/08   | 27    | I liga     | 12m.     | 7     | 6  | 14   | 25   | 45   | 27   |
| Artur Płatek                | 2007/08   | 8     | PE         | 1/4      | 2     | 3  | 3    | 7    | 10   | 8    |
| Dariusz Czykier             | 2007/08   | 1     | I liga     | 12m.     | 0     | 0  | 1    | 1    | 6    | 0    |
| Stefan Białas               | 2007/08   | 2     | I liga     | 14m.     | 0     | 0  | 2    | 1    | 6    | 0    |
| Michał Probierz             | 2008/09   | 30    | ESA        | 8m.      | 9     | 7  | 14   | 28   | 34   | 34   |
| Michał Probierz             | 2008/09   | 6     | PE         | 3m.(gr.) | 2     | 2  | 2    | 10   | 8    | 8    |
| Michał Probierz             | 2009/10   | 30    | ESA        | 11m.     | 11    | 11 | 8    | 29   | 27   | 34*  |
| Michał Probierz             | 2010/11   | 30    | ESA        | 4m.      | 14    | 6  | 10   | 38   | 32   | 48   |
| Czesław Michniewicz         | 2011/2012 | 15    | ESA        | 10m.     | 5     | 4  | 6    | 16   | 20   | 19   |
| Tomasz Hajto                | 2011/2012 | 15    | ESA        | 10m.     | 6     | 2  | 7    | 19   | 25   | 20   |
| Tomasz Hajto                | 2012/13   | 30    | ESA        | 10m.     | 8     | 13 | 9    | 31   | 45   | 37   |
| Piotr Stokowiec             | 2013/14   | 29    | ESA        | 10m.     | 10    | 8  | 11   | 45   | 42   | 38   |
| Michał Probierz (x2)        | 2013/14   | 8     | ESA        | 11m.     | 2     | 4  | 2    | 14   | 13   | 10   |
| Michał Probierz (x2)        | 2014/2015 | 37    | ESA        | 3m.      | 19    | 8  | 10   | 49   | 44   | 65   |
| Michał Probierz (x2)        | 2015/2016 | 37    | ESA        | 11m.     | 13    | 6  | 18   | 46   | 62   | 45   |
| Michał Probierz (x2)        | 2016/2017 | 37    | ESA        | 2m.      | 21    | 8  | 8    | 64   | 39   | 71   |
| Ireneusz Mamrot             | 2017/18   | 37    | ESA        | 2m.      | 20    | 7  | 10   | 55   | 41   | 67   |
| Ireneusz Mamrot             | 2018/19   | 37    | ESA        | 5m.      | 16    | 9  | 12   | 55   | 52   | 57   |
| Ireneusz Mamrot             | 2019/2020 | 18    | ESA        | 9m.      | 7     | 5  | 6    | 28   | 23   | 26   |
| Rafał Grzyb                 | 2019/2020 | 2     | ESA        | 8m.      | 1     | 0  | 1    | 3    | 3    | 3    |
| Iwajło Petew                | 2019/2020 | 17    | ESA        | 8m.      | 6     | 5  | 6    | 17   | 25   | 23   |
| Iwajło Petew                | 2020/2021 | 20    | ESA        | 12m.     | 7     | 4  | 9    | 26   | 32   | 25   |
| Rafał Grzyb (x2)            | 2020/2021 | 10    | ESA        | 9m.      | 3     | 3  | 4    | 13   | 16   | 12   |
| Ireneusz Mamrot (x2)        | 2021/22   | 19    | ESA        | 10m.     | 6     | 6  | 7    | 24   | 31   | 24   |
| Piotr Nowak                 | 2021/22   | 15    | ESA        | 12m.     | 3     | 7  | 5    | 15   | 19   | 16   |
| Maciej Stolarczyk           | 2022/23   | 26    | ESA        | 14m.     | 6     | 12 | 8    | 36   | 35   | 30   |
| Adrian Siemieniec           | 2022/23   | 8     | ESA        | 14m.     | 3     | 2  | 3    | 12   | 14   | 11   |
| Adrian Siemieniec           | 2023/24   | 34    | ESA        | 1m.      | 18    | 9  | 7    | 77   | 45   | 63   |
| Adrian Siemieniec           | 2024/25   | 34    | ESA        | 3m.      | 17    | 10 | 7    | 56   | 42   | 61   |

### Najbardziej utytułowani trenerzy
| Trener            | Liga | Liga | Liga | PP | SP | Europa           |
| Trener            | 1 m. | 2 m. | 3 m. | PP | SP | Europa           |
| ----------------- | ---- | ---- | ---- | -- | -- | ---------------- |
| Adrian Siemieniec | x1   |      | x1   |    | x1 | LKE- ćwierćfinał |
| Michał Probierz   |      | x1   | x1   | x1 | x1 |                  |
| Ireneusz Mamrot   |      | x1   |      |    |    |                  |
| Razem:            | x1   | x2   | x2   | x1 | x2 |                  |

## Zawodnicy
Najwięcej meczów oraz bramek dla Jagiellonii w Ekstraklasie
| Najwięcej meczów w ekstraklasie Stan na koniec sezonu 2024/25 | Najwięcej meczów w ekstraklasie Stan na koniec sezonu 2024/25 | Najwięcej meczów w ekstraklasie Stan na koniec sezonu 2024/25 |
| Lp.                                                           | Występy                                                       | Zawodnik                                                      |
| ------------------------------------------------------------- | ------------------------------------------------------------- | ------------------------------------------------------------- |
| 1                                                             | 328                                                           | Taras Romanczuk                                               |
| 2                                                             | 242                                                           | Rafał Grzyb                                                   |
| 3                                                             | 189                                                           | Jesús Imaz                                                    |
| 4                                                             | 182                                                           | Martin Pospíšil                                               |
| 5                                                             | 146                                                           | Alexis Norambuena                                             |
| 6                                                             | 143                                                           | Fedor Černych                                                 |
| 7                                                             | 140                                                           | Przemysław Frankowski                                         |
| 8                                                             | 138                                                           | Ivan Runje                                                    |
| 9                                                             | 133                                                           | Tomasz Kupisz                                                 |
| 10                                                            | 127                                                           | Michał Pazdan                                                 |
| 11                                                            | 120                                                           | Tomasz Frankowski                                             |
| 12                                                            | 113                                                           | Jarosław Bartnowski                                           |
| 12                                                            | 113                                                           | Karol Świderski                                               |

| Najwięcej występów w historii Jagiellonii Wszytskie rozgrywki Stan na koniec sezonu 2024/25 | Najwięcej występów w historii Jagiellonii Wszytskie rozgrywki Stan na koniec sezonu 2024/25 | Najwięcej występów w historii Jagiellonii Wszytskie rozgrywki Stan na koniec sezonu 2024/25 | Najwięcej występów w historii Jagiellonii Wszytskie rozgrywki Stan na koniec sezonu 2024/25 |
| Lp.                                                                                         | Występy                                                                                     | Zawodnik                                                                                    |                                                                                             |
| ------------------------------------------------------------------------------------------- | ------------------------------------------------------------------------------------------- | ------------------------------------------------------------------------------------------- | ------------------------------------------------------------------------------------------- |
| 1                                                                                           | 379                                                                                         | Taras Romanczuk                                                                             |                                                                                             |
| 2                                                                                           | 342                                                                                         | Ryszard Ostrowski                                                                           |                                                                                             |
| 3                                                                                           | 332                                                                                         | Jarosław Bartnowski                                                                         |                                                                                             |
| 3                                                                                           | 332                                                                                         | Mirosław Sowiński                                                                           |                                                                                             |
| 5                                                                                           | 325                                                                                         | Janusz Szugzda                                                                              |                                                                                             |
| 6                                                                                           | 293                                                                                         | Zbigniew Szugzda                                                                            |                                                                                             |
| 7                                                                                           | 280                                                                                         | Andrzej Ambrożej                                                                            |                                                                                             |
| 8                                                                                           | 273                                                                                         | Rafał Grzyb                                                                                 |                                                                                             |
| 9                                                                                           | 266                                                                                         | Jacek Markiewicz                                                                            |                                                                                             |
| 10                                                                                          | 251                                                                                         | Wiesław Romaniuk                                                                            |                                                                                             |
| 11                                                                                          | 235                                                                                         | Mirosław Dymek                                                                              |                                                                                             |
| 12                                                                                          | 223                                                                                         | Jesús Imaz                                                                                  |                                                                                             |

| Najwięcej bramek w Ekstraklasie (w barawch Jagiellonii) Stan na koniec sezonu 2024/25 | Najwięcej bramek w Ekstraklasie (w barawch Jagiellonii) Stan na koniec sezonu 2024/25 | Najwięcej bramek w Ekstraklasie (w barawch Jagiellonii) Stan na koniec sezonu 2024/25 |
| Lp.                                                                                   | Bramki                                                                                | Zawodnik                                                                              |
| ------------------------------------------------------------------------------------- | ------------------------------------------------------------------------------------- | ------------------------------------------------------------------------------------- |
| 1                                                                                     | 83                                                                                    | Jesús Imaz                                                                            |
| 2                                                                                     | 53                                                                                    | Tomasz Frankowski                                                                     |
| 3                                                                                     | 30                                                                                    | Taras Romanczuk                                                                       |
| 4                                                                                     | 24                                                                                    | Przemysław Frankowski                                                                 |
| 4                                                                                     | 24                                                                                    | Fedor Černych                                                                         |
| 6                                                                                     | 22                                                                                    | Afimico Pululu                                                                        |
| 7                                                                                     | 21                                                                                    | Mateusz Piątkowski                                                                    |
| 8                                                                                     | 20                                                                                    | Jacek Bayer                                                                           |
| 8                                                                                     | 20                                                                                    | Dani Quintana                                                                         |
| 8                                                                                     | 20                                                                                    | Konstantin Vassiljev                                                                  |
| 8                                                                                     | 20                                                                                    | Karol Świderski                                                                       |
| 8                                                                                     | 20                                                                                    | Arvydas Novikovas                                                                     |

Najmłodsi debiutanci w barwach Jagiellonii w Ekstraklasie
| Zawodnik              | Wiek                        | Debiut                                              |
| --------------------- | --------------------------- | --------------------------------------------------- |
| Przemysław Mystkowski | 16 lat i 36 dni             | 31 maja 2014 w meczu Cracovia – Jagiellonia         |
| Karol Buzun           | 16 lat i 60 dni             | 3 maja 2012 w meczu Śląsk Wrocław – Jagiellonia     |
| Oskar Pietuszewski    | 16 lat, 6 miesięcy i 11 dni | 1 grudnia 2024 w meczu Pogoń Szczecin – Jagiellonia |
| Bartłomiej Drągowski  | 16 lat i 281 dni            | 27 maja 2014 w meczu Jagiellonia – Korona Kielce    |

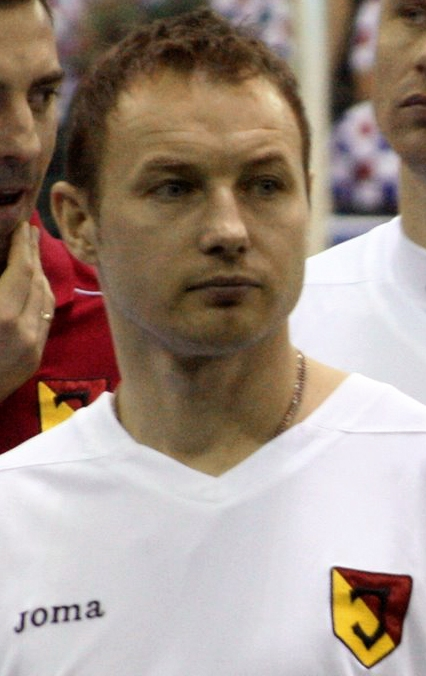
Tomasz Frankowski - legenda klubu z Podlasia, współtwórca wielkości Jagiellonii

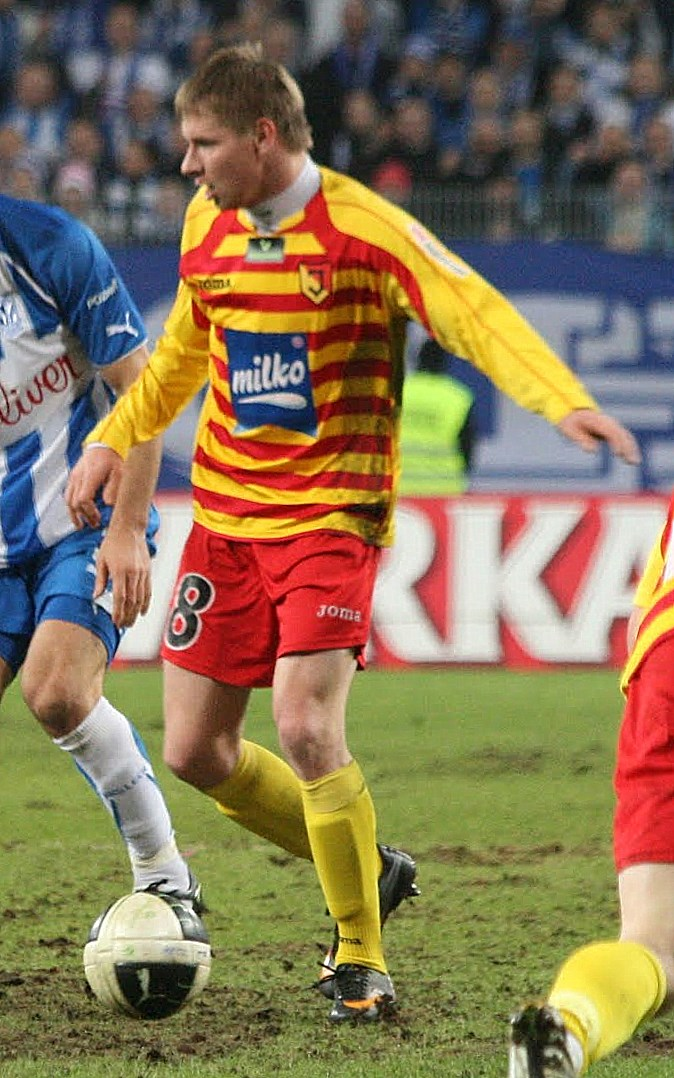
Tomasz Kupisz

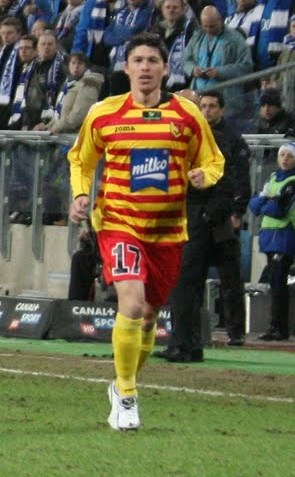
Alexis Norambuena

Królowie strzelców w barwach Jagiellonii
| Zawodnik          | Liczba goli | Liga                      | Sezon     |
| ----------------- | ----------- | ------------------------- | --------- |
| Jacek Bayer       | 23          | II liga (grupa wschodnia) | 1986/1987 |
| Tomasz Frankowski | 14          | Ekstraklasa               | 2010/2011 |
| Marc Gual         | 15          | Ekstraklasa               | 2022/2023 |

### Kadrowicze w Jagiellonii
Reprezentanci Polski w barwach Jagiellonii Białystok

| Nazwisko               | Mecze | Data       | rodz.             | mecz         | bramki | czas |
| ---------------------- | ----- | ---------- | ----------------- | ------------ | ------ | ---- |
| Jacek Bayer            | 1     | 12.04.1987 | el.ME             | : 0:0        | 0      | 45'  |
| Kamil Grosicki         | 4     | 10.10.2009 | el.MŚ             | : 2:0        | 0      | 81'  |
| Kamil Grosicki         | 4     | 7.09.2010  | tow.              | : 1:2        | 0      | 15'  |
| Kamil Grosicki         | 4     | 12.10.2010 | tow.              | : 2:2        | 0      | 22'  |
| Kamil Grosicki         | 4     | 10.12.2010 | tow.              | : 2:2        | 0      | 90'  |
| Grzegorz Sandomierski  | 3     | 10.12.2010 | tow.              | : 2:2        | 0      | 90'  |
| Grzegorz Sandomierski  | 3     | 6.02.2011  | tow.              | : 0:1        | 0      | 90'  |
| Grzegorz Sandomierski  | 3     | 29.03.2011 | tow.              | : 0:0        | 0      | 90'  |
| Tomasz Kupisz          | 4     | 10.12.2010 | tow.              | : 2:2        | 0      | 12'  |
| Tomasz Kupisz          | 4     | 16.12.2011 | tow.              | : 0:1        | 0      | 84'  |
| Tomasz Kupisz          | 4     | 14.12.2012 | tow.              | : 1:4        | 0      | 30'  |
| Tomasz Kupisz          | 4     | 2.02.2013  | tow.              | : 1:4        | 0      | 35'  |
| Jakub Słowik           | 1     | 2.02.2013  | tow.              | : 1:4        | 0      | 90'  |
| Michał Pazdan          | 6     | 15.11.2013 | tow.              | : 0:2        | 0      | 3'   |
| Michał Pazdan          | 6     | 19.11.2013 | tow.              | : 0:0        | 0      | 90'  |
| Michał Pazdan          | 6     | 18.01.2014 | tow.              | : 0:3        | 0      | 17'  |
| Michał Pazdan          | 6     | 20.01.2014 | tow.              | : 0:1        | 0      | 90'  |
| Michał Pazdan          | 6     | 13.06.2015 | el.ME             | : 4:0        | 0      | 89'  |
| Michał Pazdan          | 6     | 16.05.2015 | tow.              | : 0:0        | 0      | 90'  |
| Przemysław Frankowski  | 4     | 23.03.2018 | tow.              | : 0:1        | 0      | 85'  |
| Przemysław Frankowski  | 4     | 11.09.2018 | Liga Narodów      | : 1:1        | 0      | 9'   |
| Przemysław Frankowski  | 4     | 15.11.2018 | tow.              | : 0:1        | 0      | 63'  |
| Przemysław Frankowski  | 4     | 20.11.2018 | Liga Narodów      | : 1:1        | 0      | 90'  |
| Dawid Plizga           | 1     | 20.01.2014 | tow.              | : 0:1        | 0      | 68'  |
| Jacek Góralski         | 1     | 14.11.2016 | tow.              | : 1:1        | 0      | 61'  |
| 13. Taras Romanczuk    | 4     | 27.03.2018 | tow.              | : 3:2        | 0      | 61'  |
| 13. Taras Romanczuk    | 4     | 26.03.2024 | Baraże do ME 2024 | : 0:0 (4:5k) | 0      | 15'  |
| 13. Taras Romanczuk    | 4     | 7.06.2024  | tow.              | : 3:1        | 1      | 61'  |
| 13. Taras Romanczuk    | 4     | 16.06.2024 | ME 2024           | : 1:2        | 0      | 55'  |
| Bartłomiej Wdowik      | 1     | 21.11.2023 | tow.              | : 2:0        | 0      | 12'  |
| 24. Mateusz Skrzypczak | 2     | 6.06.2025  | Towarzyski        | : 2:0        | 0      | 90'  |
| 16. Mateusz Skrzypczak | 2     | 10.06.2025 | el. MŚ - gr.G     | : 2:1        | 0      | 90'  |
| Razem:                 | 32    |            |                   |              |        |      |
| Kadra B                |       |            |                   |              |        |      |
| Jerzy Zawiślan         | 1     | 1976       | tow.              |              |        |      |
| Mirosław Sowiński      | 1     | 1980       | tow.              |              |        |      |

Finały piłkarskich mistrzostw Europy
| Nazwisko              | Mecze | Bramki | Data                                               |
| --------------------- | ----- | ------ | -------------------------------------------------- |
| Tomasz Frankowski     | –     | –      | ME 2012 – Polska/Ukraina (jako trener napastników) |
| Grzegorz Sandomierski | –     | –      | ME 2012 – Polska/Ukraina (bramkarz)                |

## 90-lecie Jagiellonii
Nagrody indywidualne
- Moment 90-lecia – zdobycie Pucharu Polski. Nagrodę wręczono Andriusowi Skerli strzelcowi jedynej bramki w finałowym meczu[86].
- Bramka 90-lecia – historyczne, bo pierwsze trafienie dla klubu w ekstraklasie, w meczu przeciwko Widzewowi Łódź, której autorem był nagrodzony Jarosław Michalewicz.
- Trener 90-lecia – Michał Probierz
- Piłkarz 90-lecia – Tomasz Frankowski, wyróżnienie dla wychowanków klubu otrzymali Antoni Komendo-Borowski (pośmiertnie) i osobiście Radosław Sobolewski.

11.11.2010 Jagiellonia Białystok świętowała 90-lecie istnienia. W czasie gali jubileuszowej wyróżniono osoby zasłużone dla klubu, ogłoszona została też „jedenastka wszech czasów”, złożona z piłkarzy, którzy przyczynili się do jego sukcesów.
Drużynę 90-lecia wybrała kapituła, złożona z przedstawicieli klubu, dziennikarzy i historyków regionalnego sportu. Zespół tworzą w dużej części piłkarze, którzy grali w Jagiellonii w czasie jej pobytu w piłkarskiej ekstraklasie w latach 80. i 90. XX wieku.
Oto „Jagiellonia wszech czasów”: Mirosław Sowiński – Antoni Cylwik, Stanisław Szwejkowski, Sławomir Tołkacz, Jarosław Bartnowski – Andrzej Ambrożej, Dariusz Czykier, Dariusz Bayer – Jacek Bayer, Tomasz Frankowski, Jerzy Zawiślan.

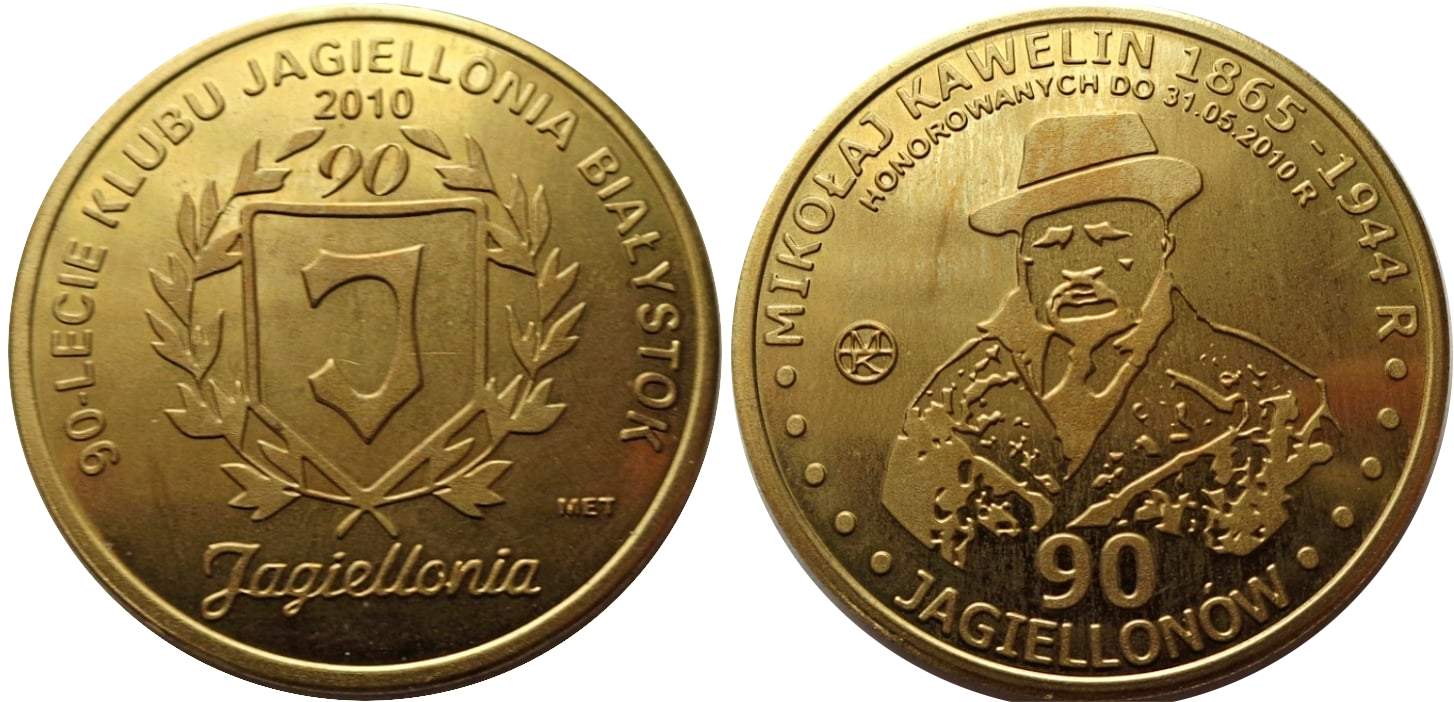
Moneta z okazji 90-lecia Jagiellonii

Za bramkę 90-lecia uznano pierwszy gol Jagiellonii po jej pierwszym, historycznym awansie do ekstraklasie w 1987. To bramka strzelona przez Jarosława Michalewicza Widzewowi Łódź (1:1), co miało miejsce 9 sierpnia 1987 na stadionie w Białymstoku.
Najważniejszym momentem 90-lecia było zdobycie Pucharu Polski. Piłkarzem 90-lecia wybrano Tomasza Frankowskiego, trenerem – Michała Probierza.
Obchody jubileuszu trwają od początku 2010. Np. wiosną otwarta została wystawa w Muzeum Historycznym w Białymstoku, poświęcona historii klubu. W obchody wpisują się sukcesy piłkarzy. Oprócz zdobycia Pucharu Polski, to także zdobycie Superpucharu, debiut w Lidze Europejskiej oraz pozycja lidera po jesiennej rundzie rozgrywek 2010/2011.

## Filatelistyka
Poczta Polska wyemitowała 30 maja 2020 roku znaczek pocztowy o nominale 3,30 złotych upamiętniający setną rocznicę powstania klubu. Autor projektu znaczka Jarosław Ochendzan wykorzystał fotografię drużyny z 1951 roku. Na pierwszym planie widnieje odznaka 42. Pułku Piechoty im. Generała Jana Henryka Dąbrowskiego z 1935 roku oraz historyczny herb klubowy. Druk wykonano techniką offsetową na papierze fluorescencyjnym, w nakładzie 90 tys. sztuk.